# Ol'ga Vladimirovna Rozanova

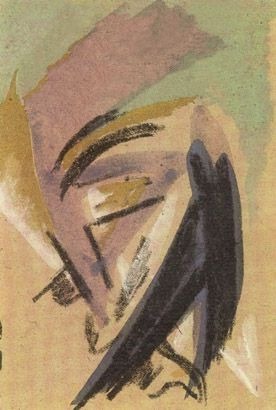
Illustrazione del libro di Kručënych, Il collo dell'anatra

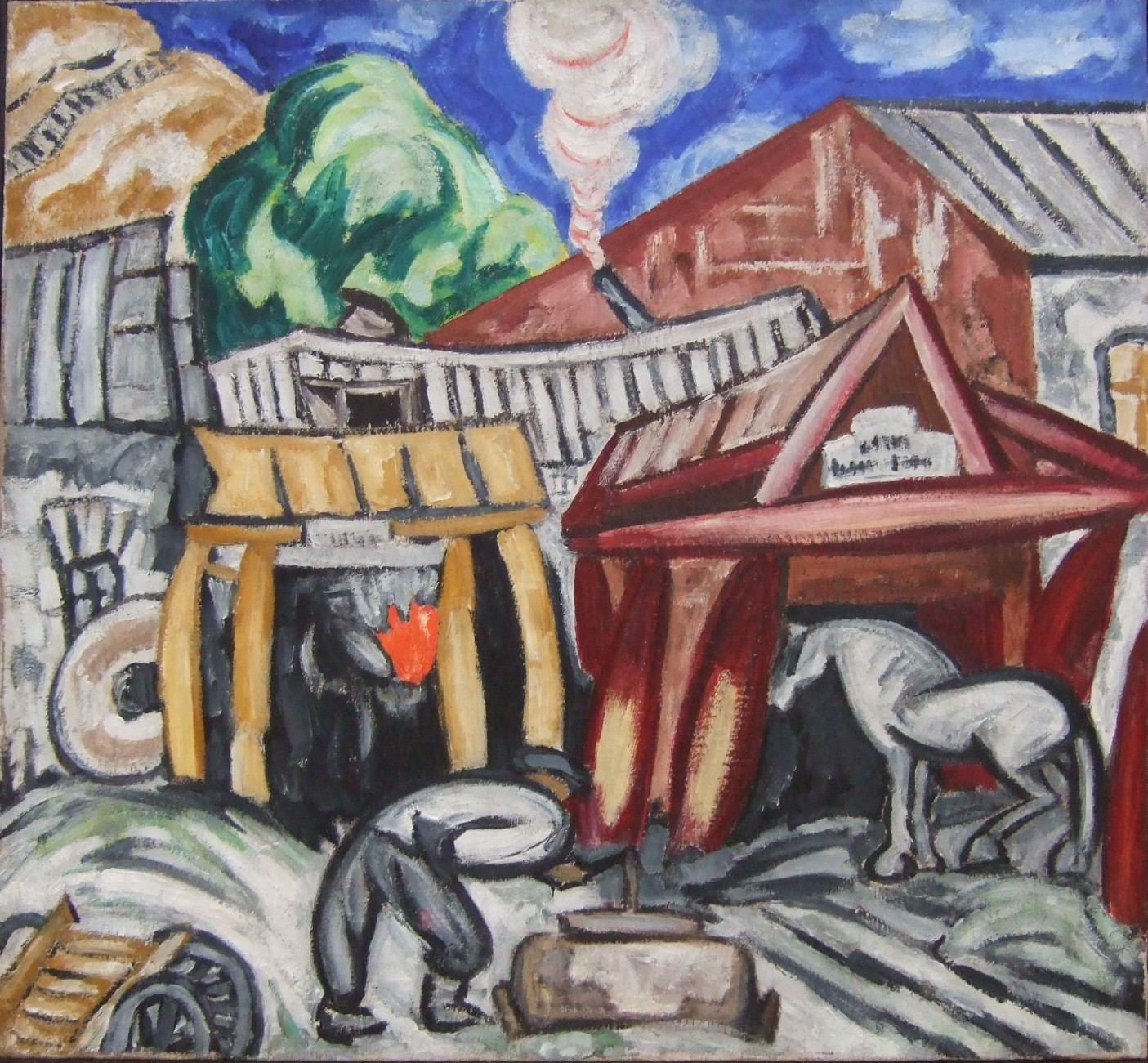
Fucina, 1912

Ol'ga Vladimirovna Rozanova (Russo: Ольга Владимировна Розанова; Melenki, 22 giugno 1886 – Mosca, 7 novembre 1918) è stata un'artista e pittrice russa di avanguardia, negli stili del Suprematismo, Neo-primitivismo e Cubo-futurismo.

## Biografia
Ol'ga Rozanova nacque a Melenki, una cittadina vicino a Vladimir. Suo padre, Vladimir Rozanov, era un ufficiale di polizia distrettuale e sua madre, Elizaveta Rozanova, era figlia di un prete ortodosso. Era la quinta figlia della famiglia; aveva due sorelle, Anna e Alevtina, e due fratelli, Anatolij e Vladimir.
Si diplomò al ginnasio femminile di Vladimir nel 1904 e si trasferì a Mosca. Dopo il suo arrivo frequentò la scuola d'arte di Bol'šakov, dove lavorò con Nikolaj Uljanov e lo scultore Andrej Matveev. Partecipò a corsi presso la Scuola di arte applicata di Stroganov nel 1907, ma non fu accettata per l'ammissione. Successivamente si formò nello studio privato di Konstantin Juon. Dal 1907 al 1910 tra gli altri studenti di disegno e pittura che parteciparono a questi corsi privati figurano Ljubov' Popova, Nadežda Udal'cova, Aleksej Kručënych e Serge Charchoune
Entrò nel Sojuz Molodëži (Unione della Gioventù) nel 1911. Due delle sue tele, Natura morta e Il caffè, debuttarono alla seconda mostra di Sojuz Molodëži a San Pietroburgo nell'aprile del 1911. Si trasferì a San Pietroburgo nel 1912 e studiò brevemente alla scuola d'arte di Elizabeta Zvanceva, che ospitava molti artisti di art nouveau russi. Espose due opere, Ritratto e Natura morta alla successiva mostra di Sojuz Molodëži nel gennaio 1912. Questa mostra fu anche la prima apparizione de La coda dell'asino, un gruppo artistico con sede a Mosca guidato da Michail Larionov. Successivamente la Rozanova si recò a Mosca per cercare di stabilire progetti comuni tra i due gruppi; questi negoziati si rivelarono infruttuosi. Sojuz Molodëži si sciolse nel 1914.
Tra tutti i cubo-futuristi russi, il lavoro della Rozanova sostiene da vicino gli ideali del futurismo italiano. Durante la sua visita in Russia nel 1914 Filippo Tommaso Marinetti, rimase molto colpito dal suo lavoro. In seguito la Rozanova espose quattro opere nella Prima mostra internazionale futurista gratuita a Roma, che ebbe luogo dal 13 aprile al 25 maggio 1914. Altri artisti russi presenti nella mostra erano Aleksandr Archipenko, Nikolaj Kul'bin e Aleksandra Ėkster.
Nel 1916 sposò Aleksej Kručënych e si unì al gruppo di artisti russi d'avanguardia Supremus guidato da Kazimir Malevič. A questo punto i suoi dipinti si erano emancipati dalle influenze del cubismo e del futurismo italiano e hanno preso una strada del tutto originale nella pura astrazione in cui la composizione è organizzata dal peso visivo e dalla relazione del colore.
Nello stesso anno la Rozanova lavorò al Centro dell'arte popolare del villaggio di Verbovka insieme agli altri artisti suprematisti Kazimir Malevič, Aleksandra Ėkster, Nina Genke, Ljubov' Popova, Ksenija Boguslavskaja, Nadežda Udal'cova, Ivan Kljun, Ivan Puni ed altri.
Dal 1917 al 1918 creò una serie di dipinti non obiettivi che chiamò cvetopis'. La sua composizione non obiettiva del 1918, nota anche come Green stripe, anticipa il piano dell'immagine piatta e la sfumatura poetica del colore di alcuni espressionisti astratti.
Morì di difterite all'età di 32 anni nel 1918 a seguito di una costipazione che aveva contratto mentre lavorava ai preparativi per il primo anniversario della Rivoluzione d'Ottobre.
Il suo lavoro è nelle collezioni del Museum of Modern Art, del Philadelphia Museum of Art, del Carnegie Museum of Art e dell'Harvard Art Museums.

### Collages

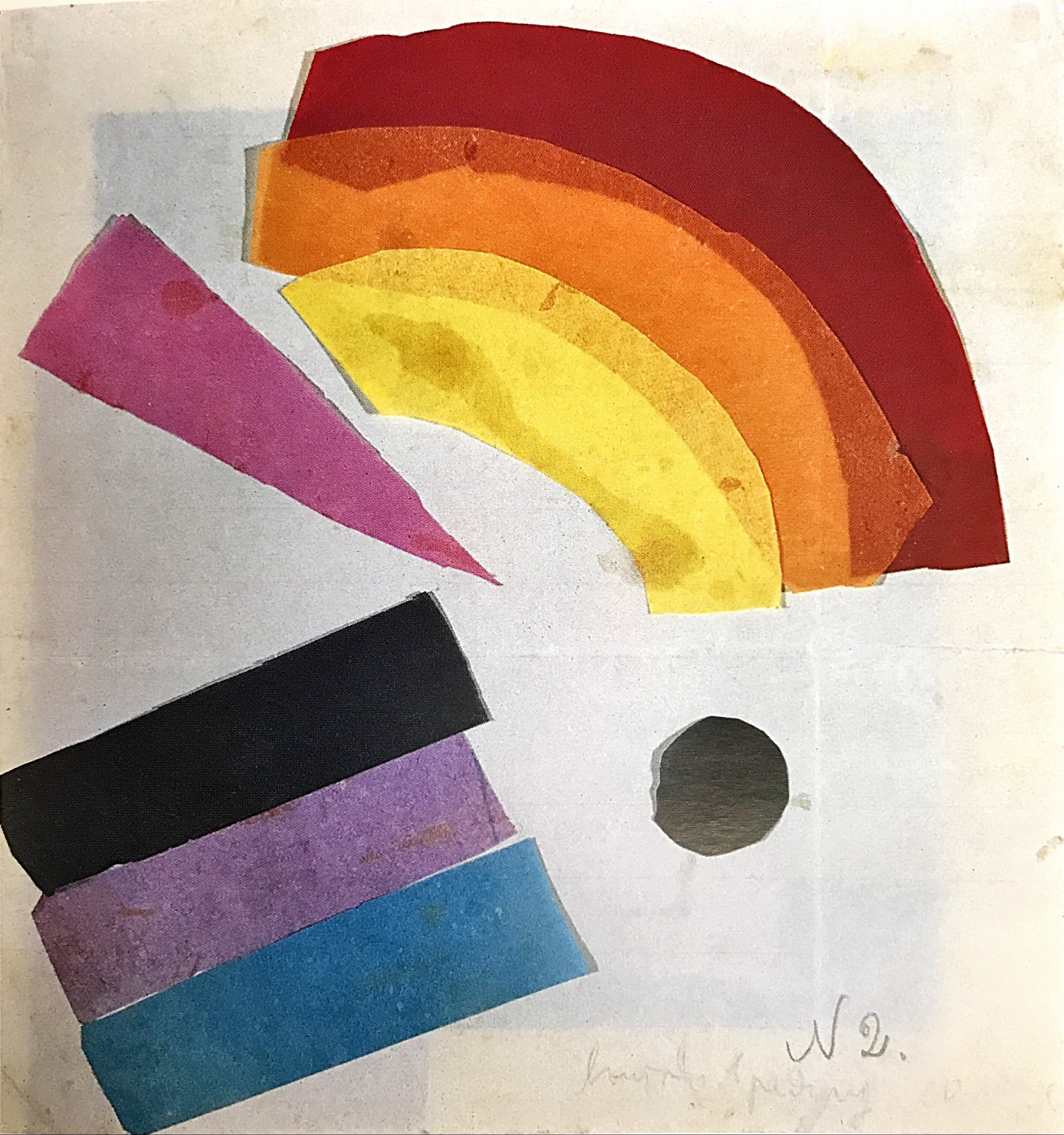
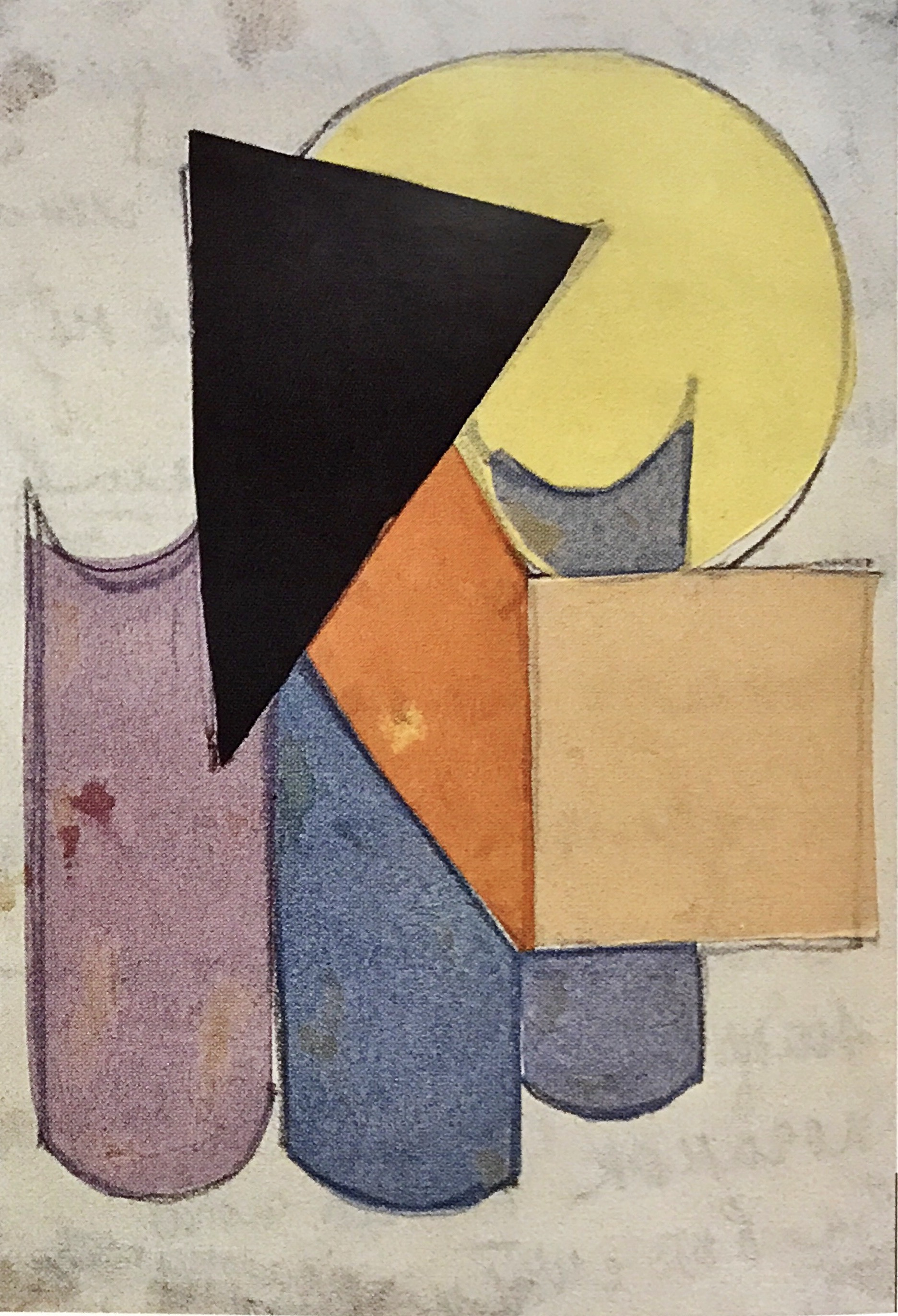
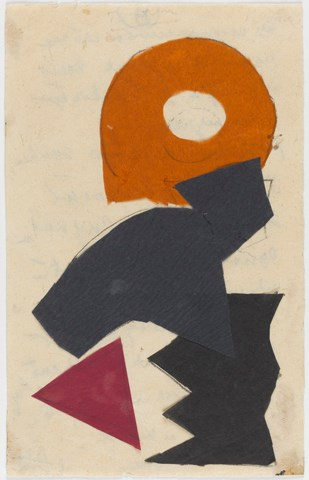
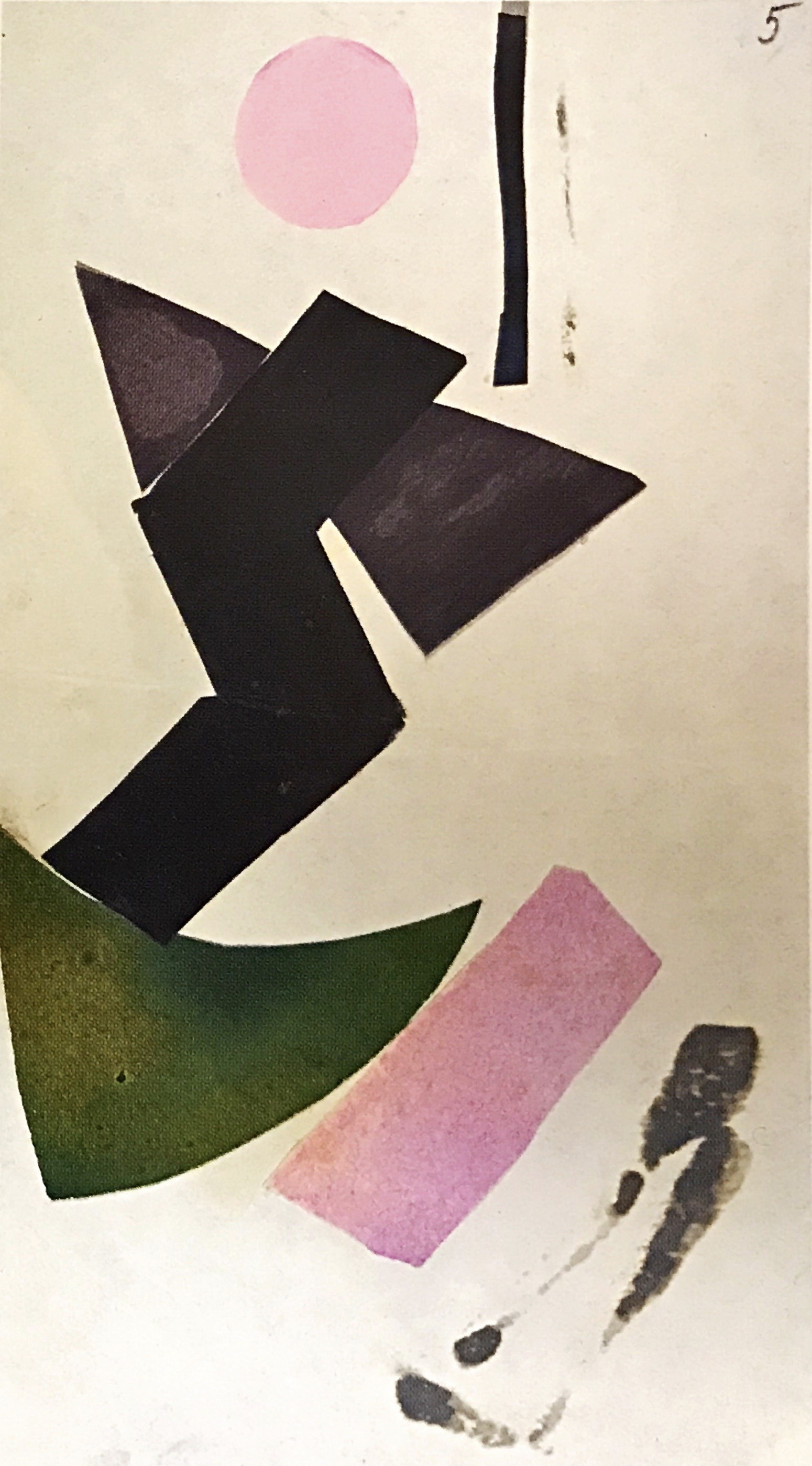
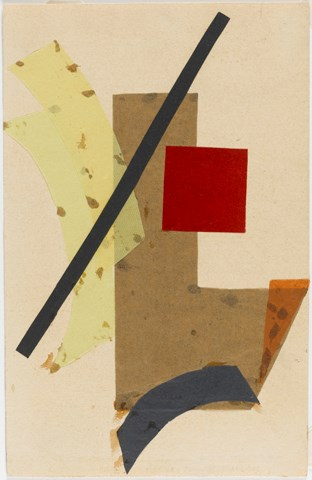
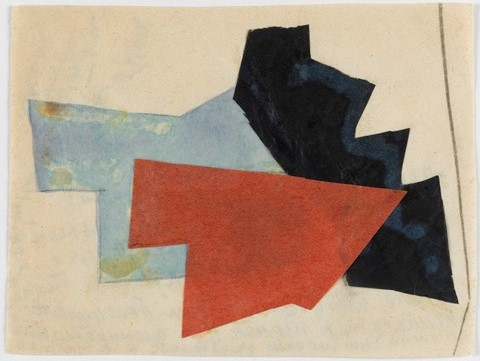
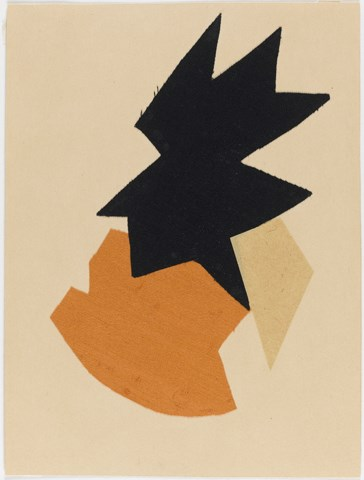

### Illustrazioni

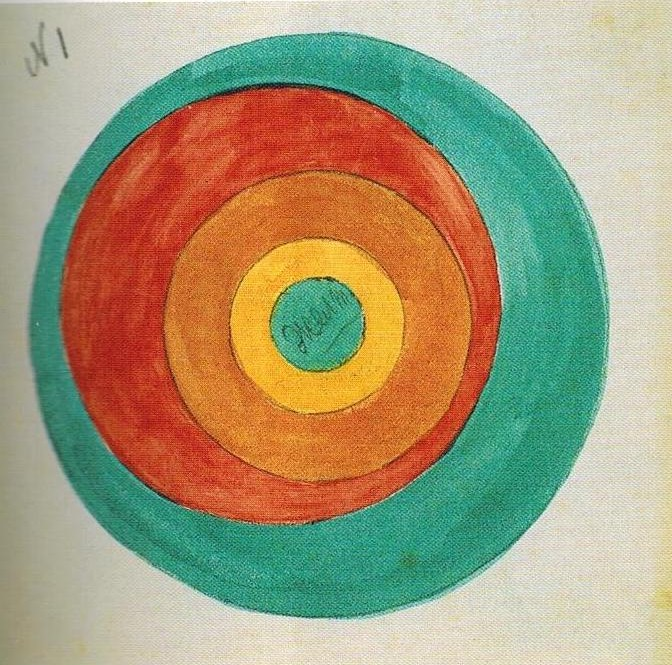
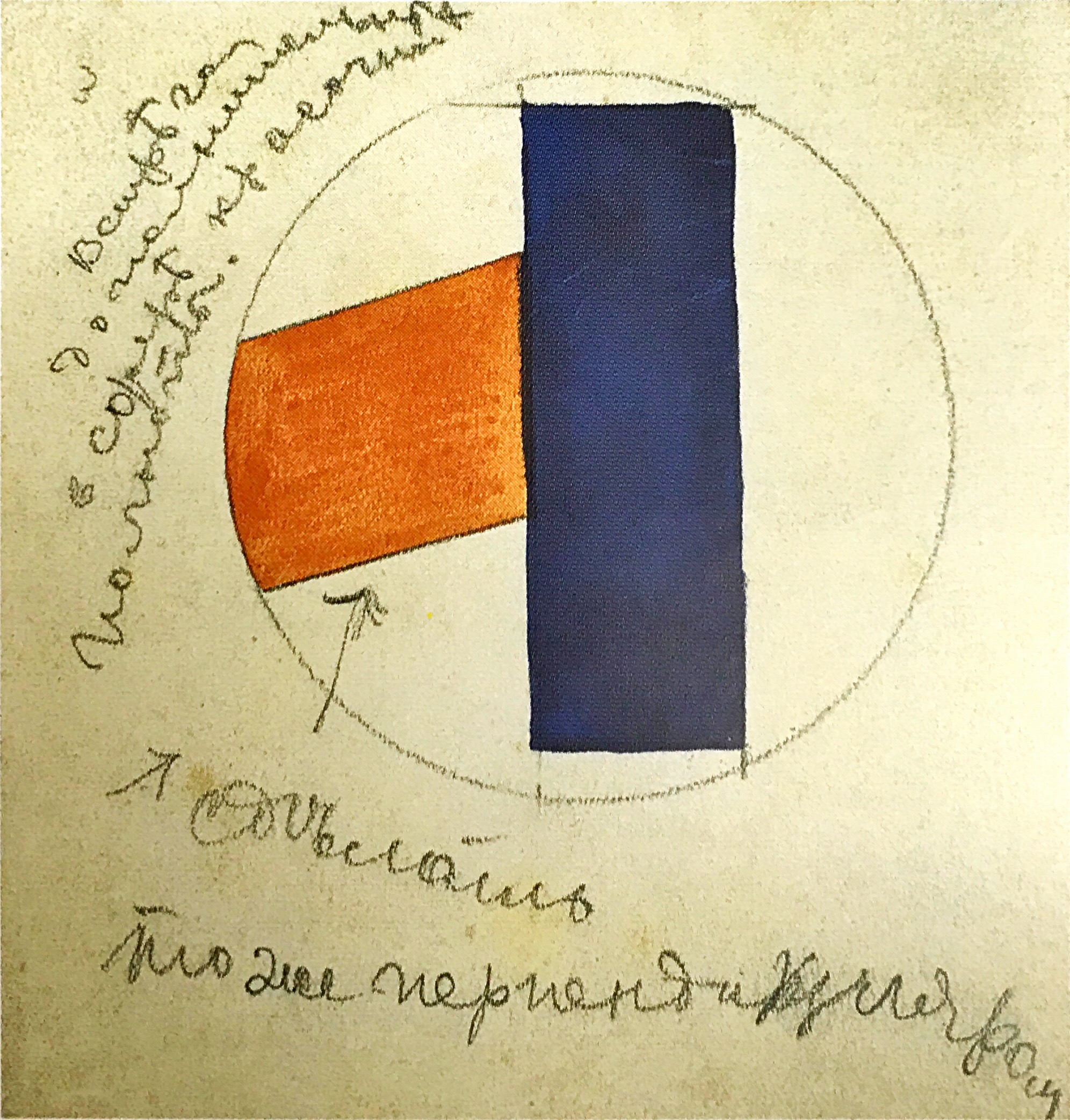
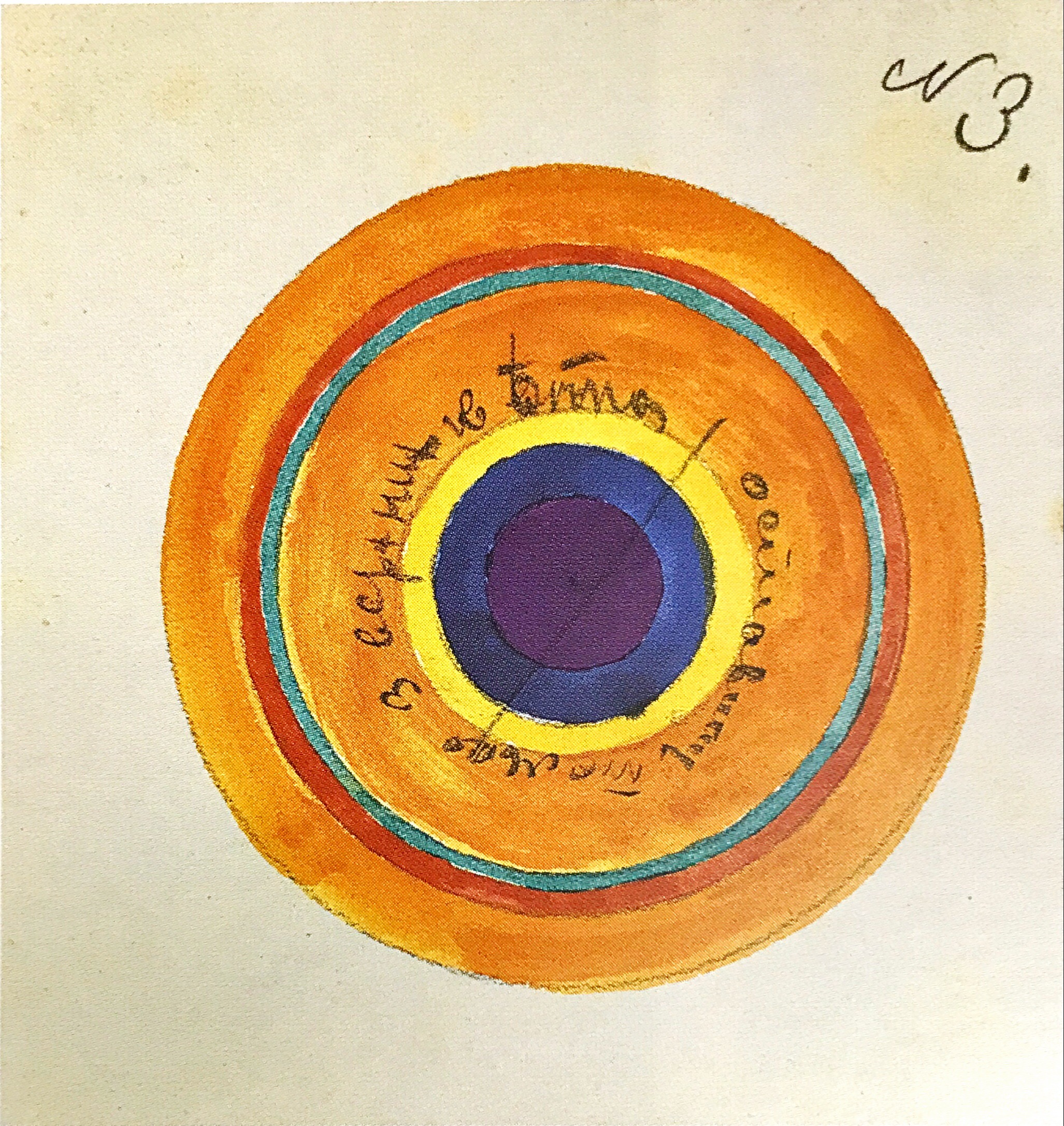
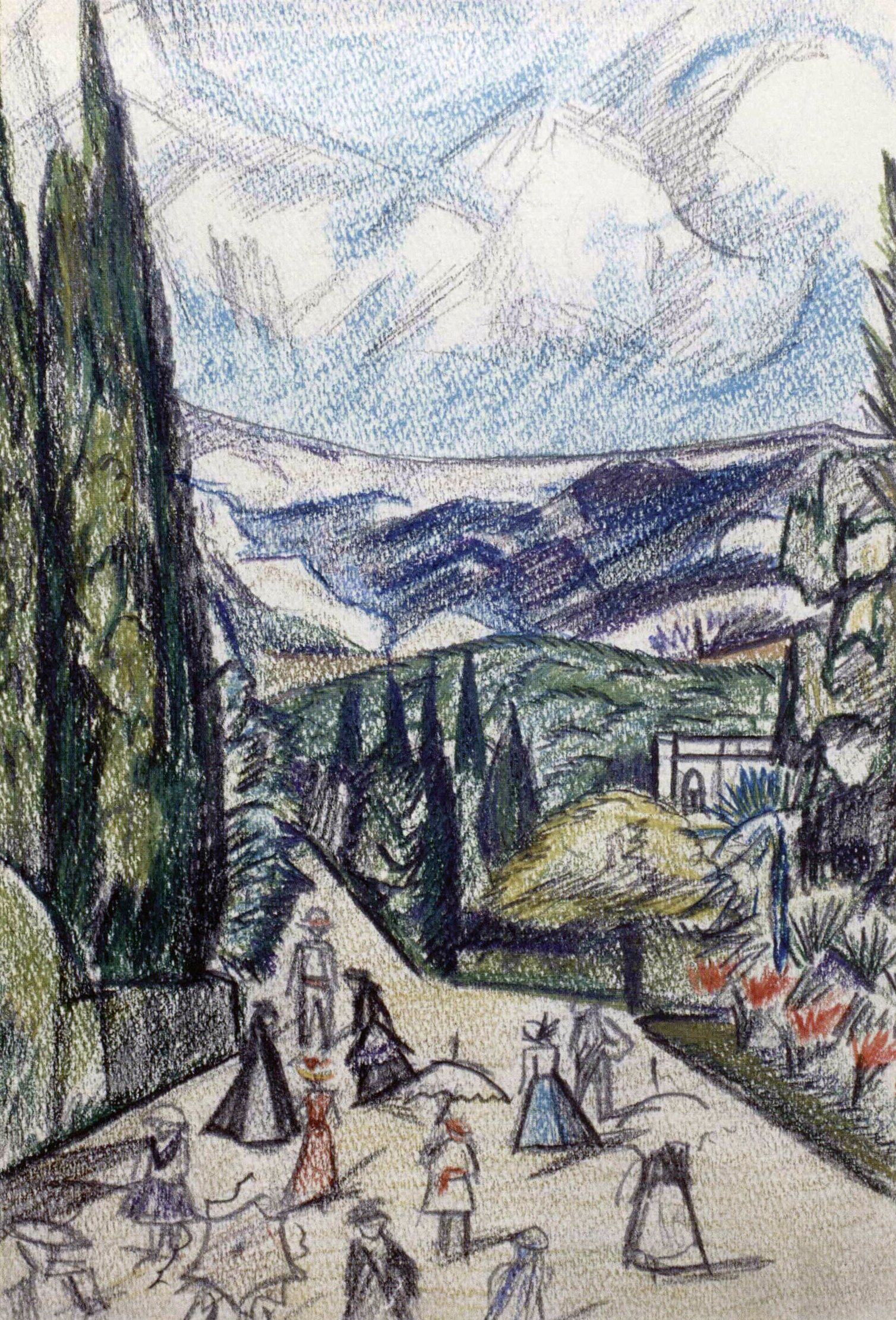
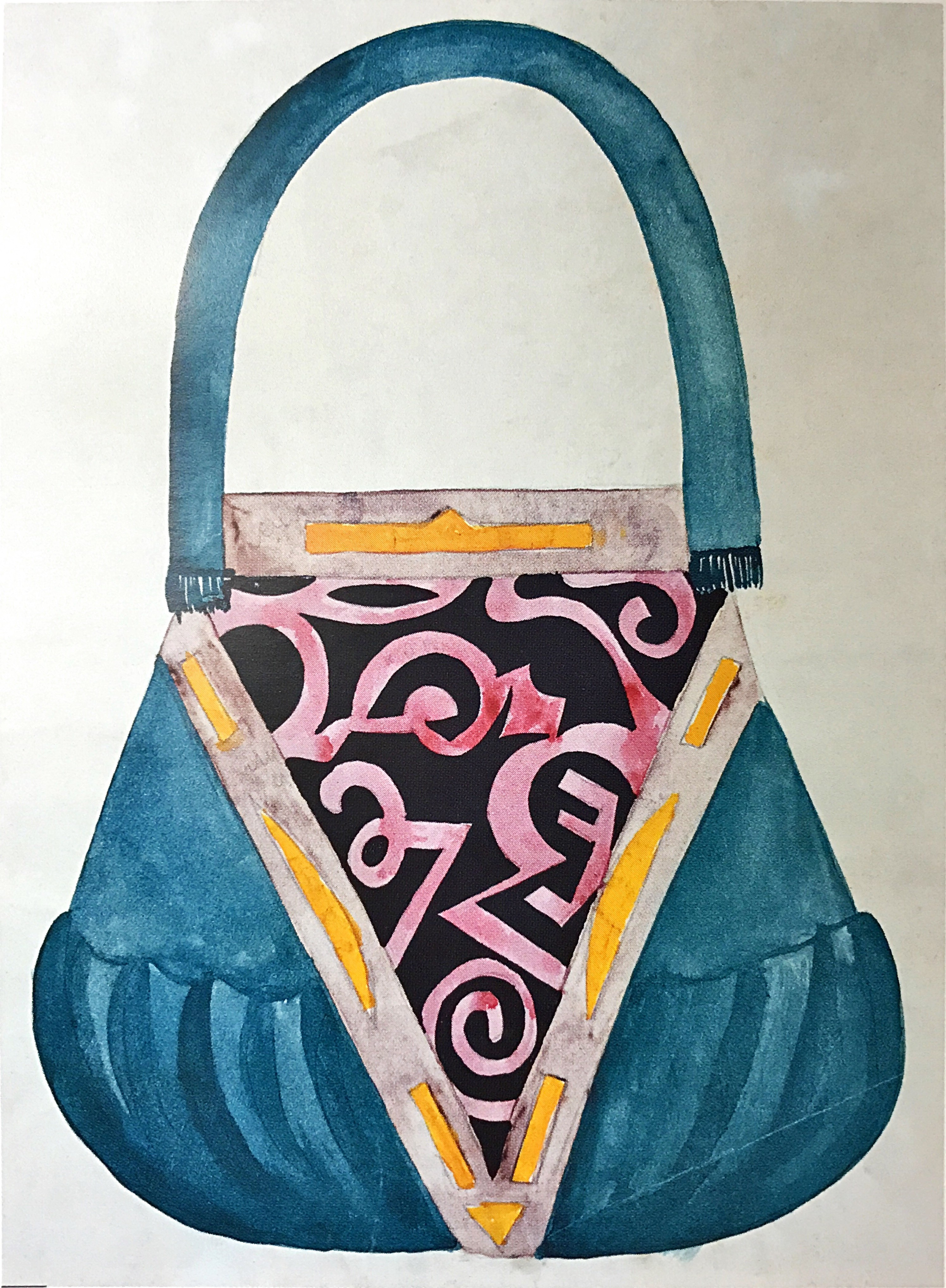
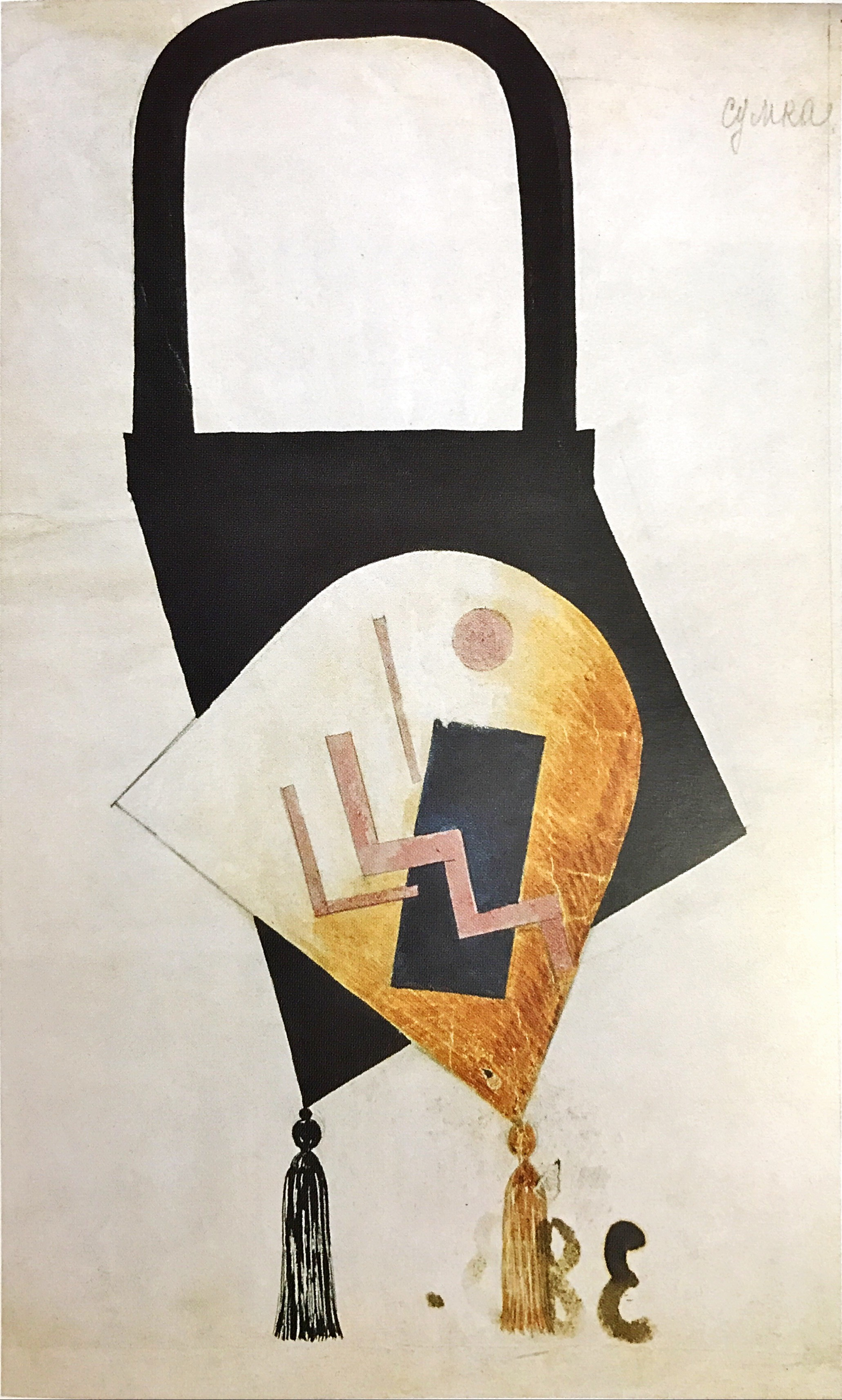
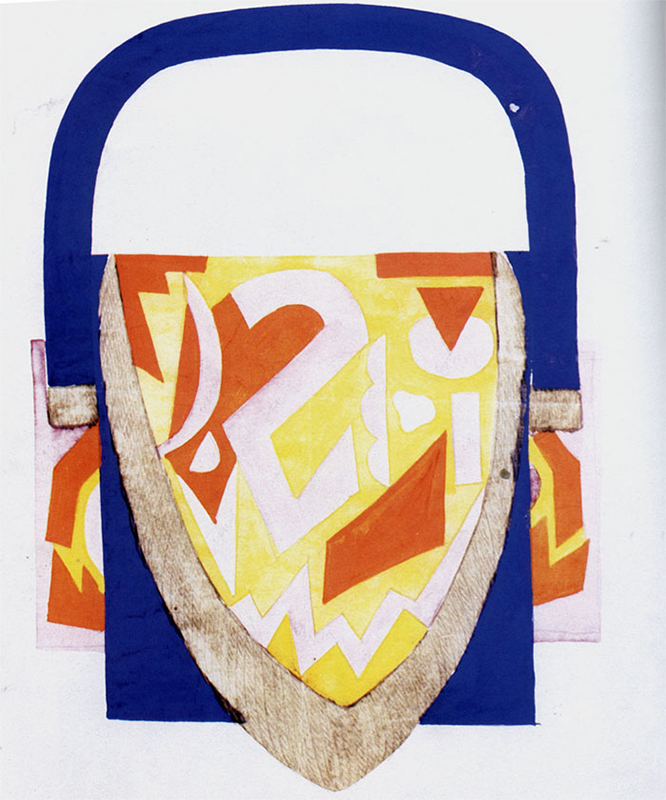
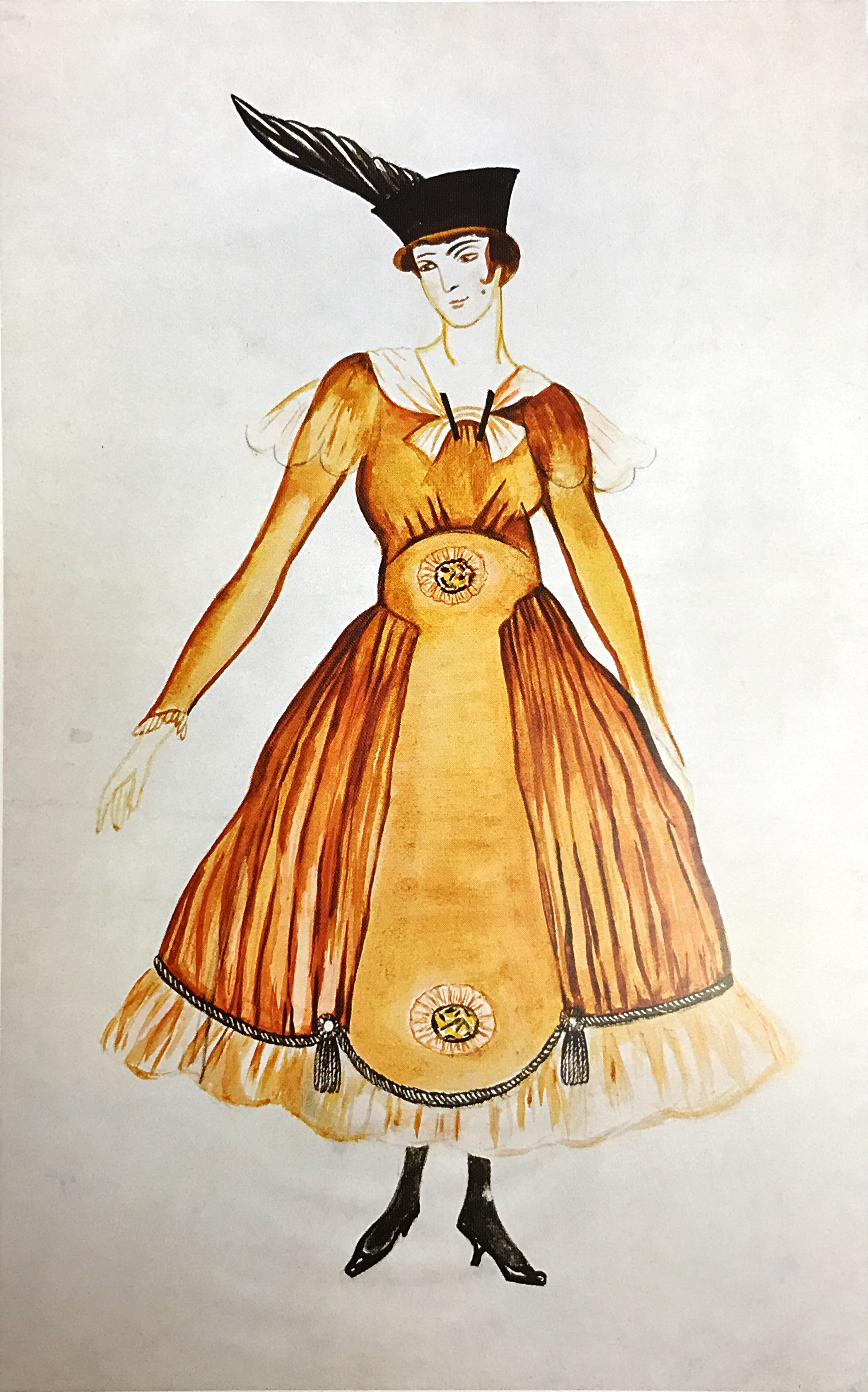
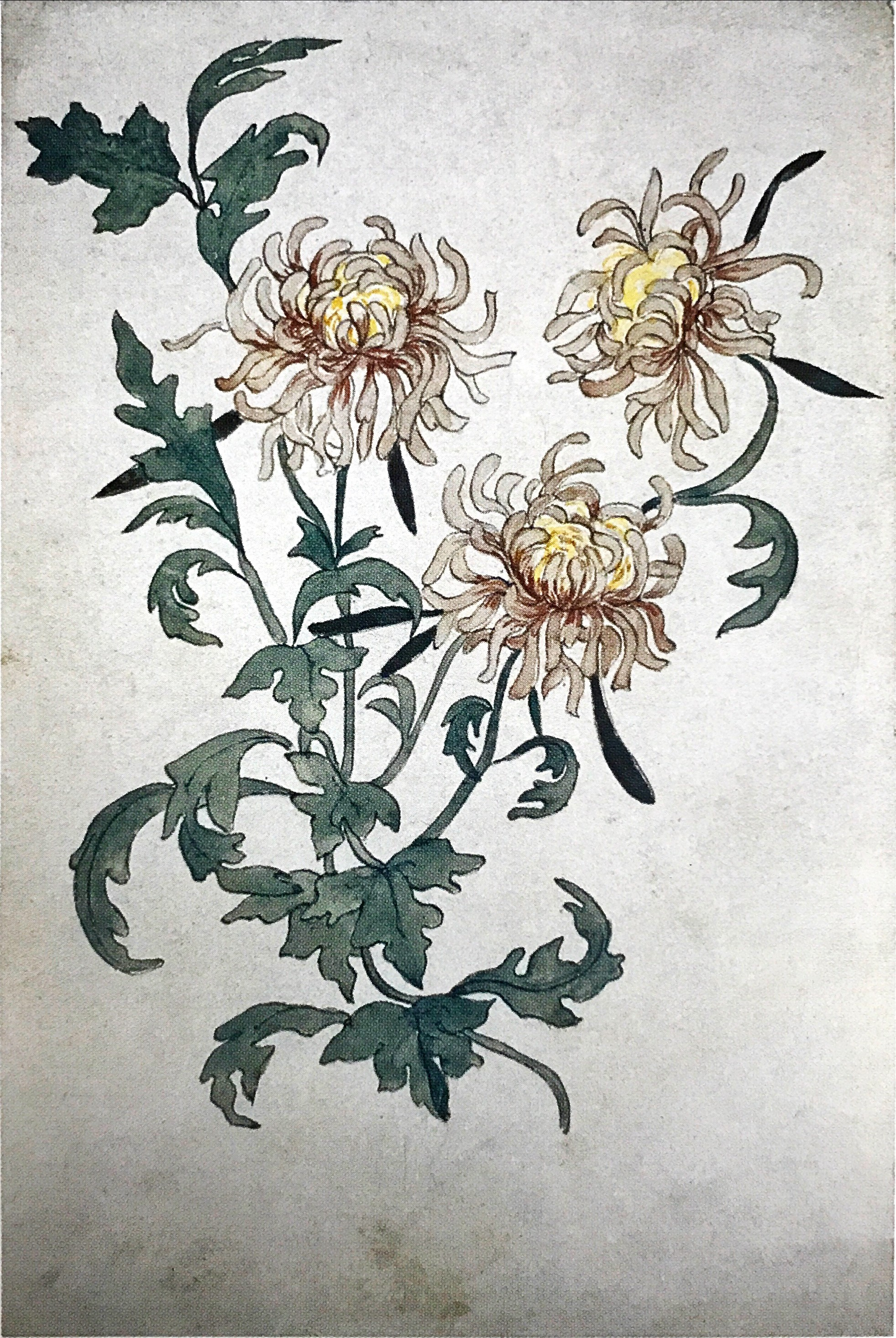
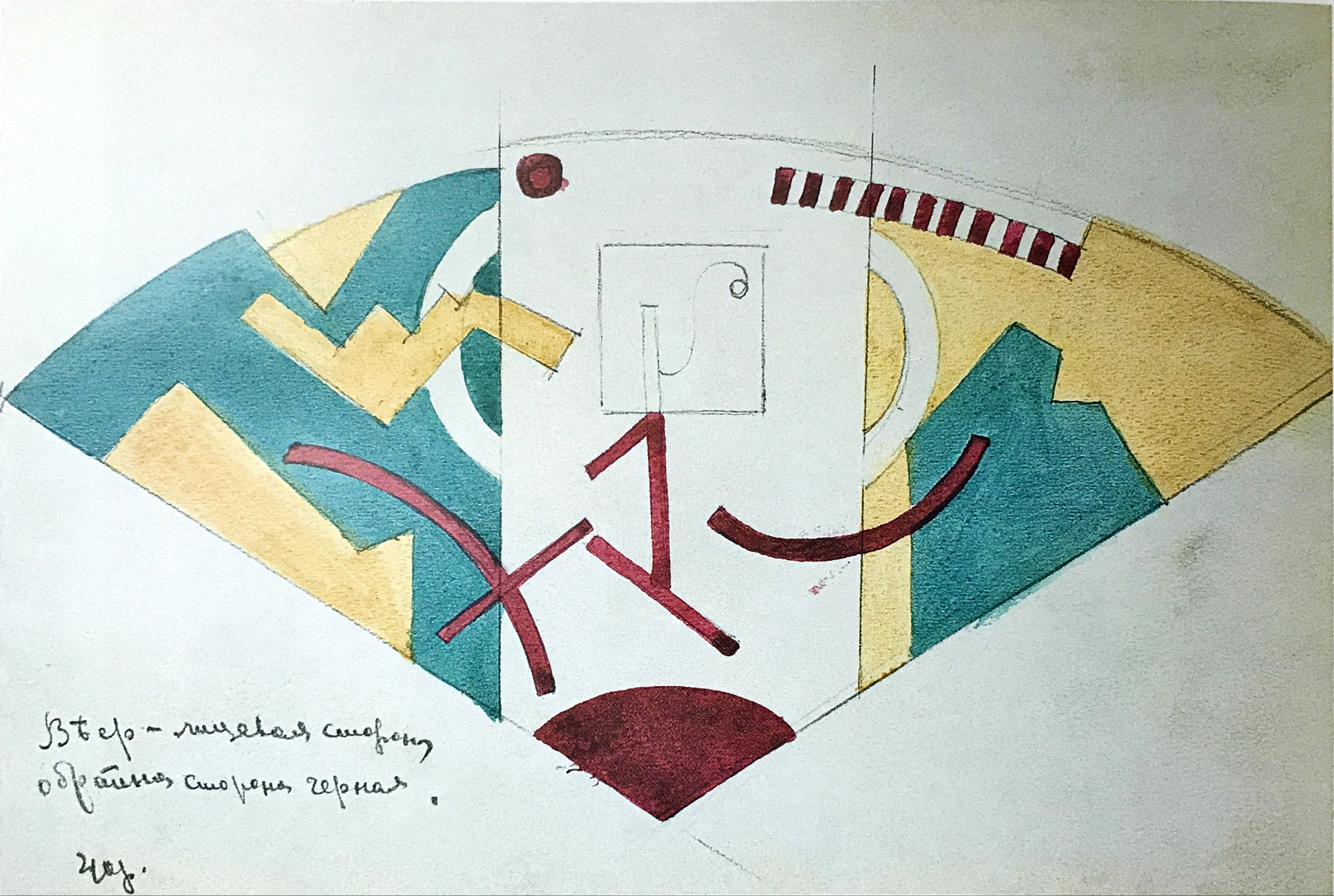
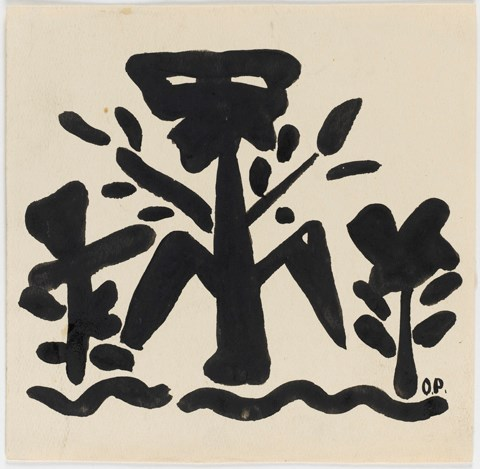
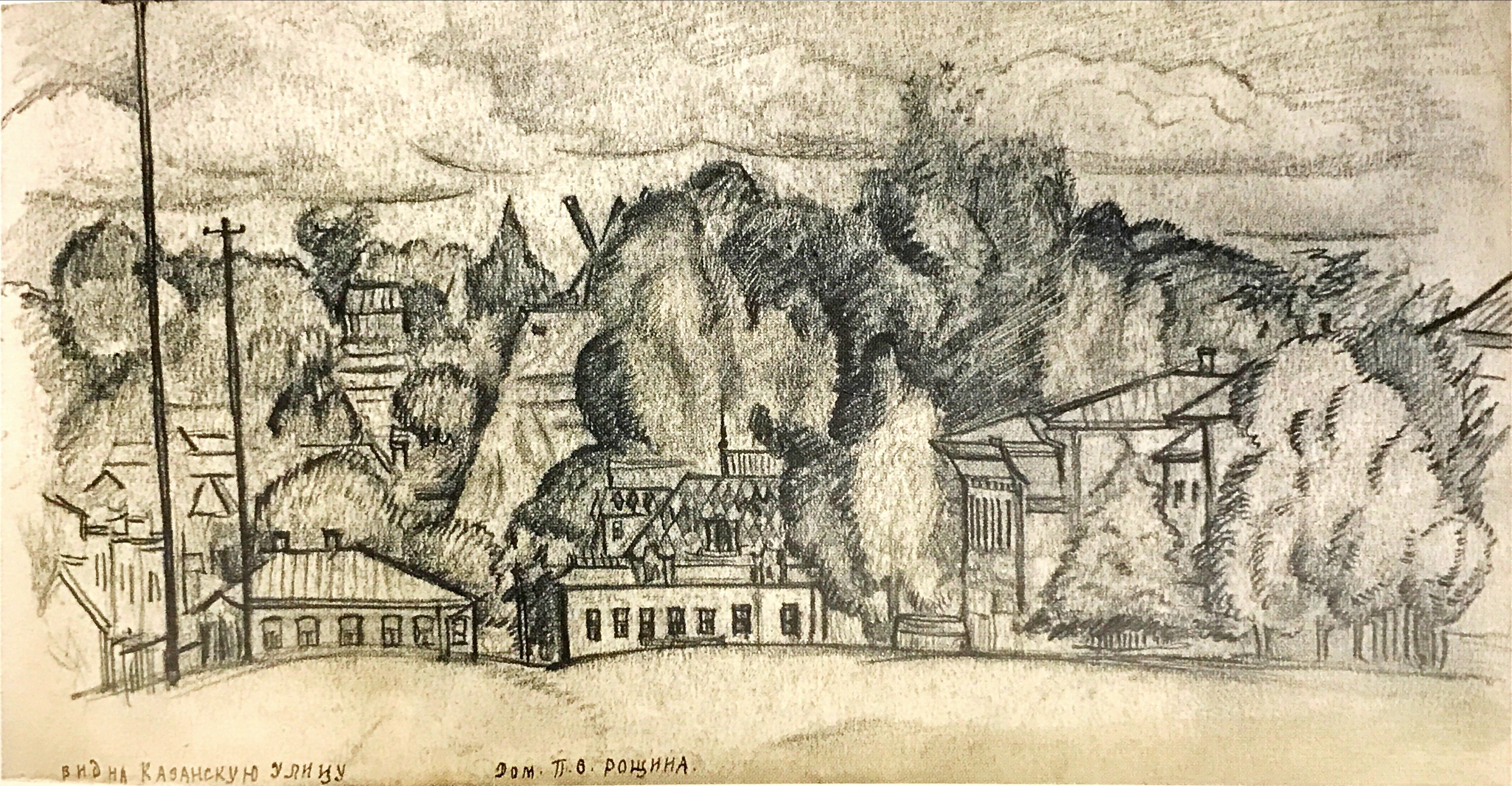
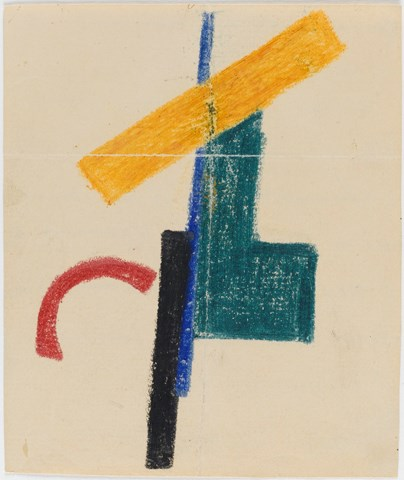
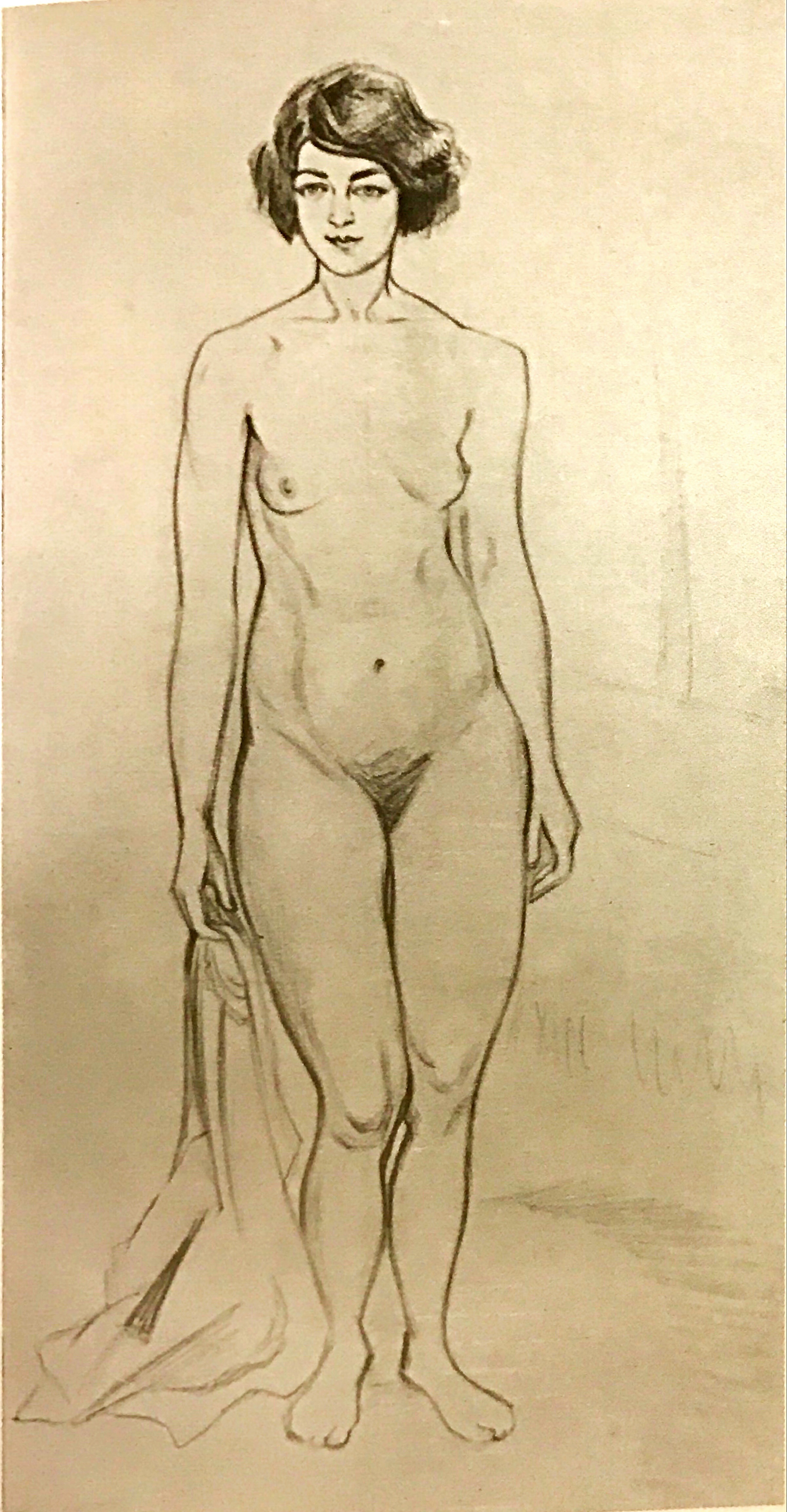
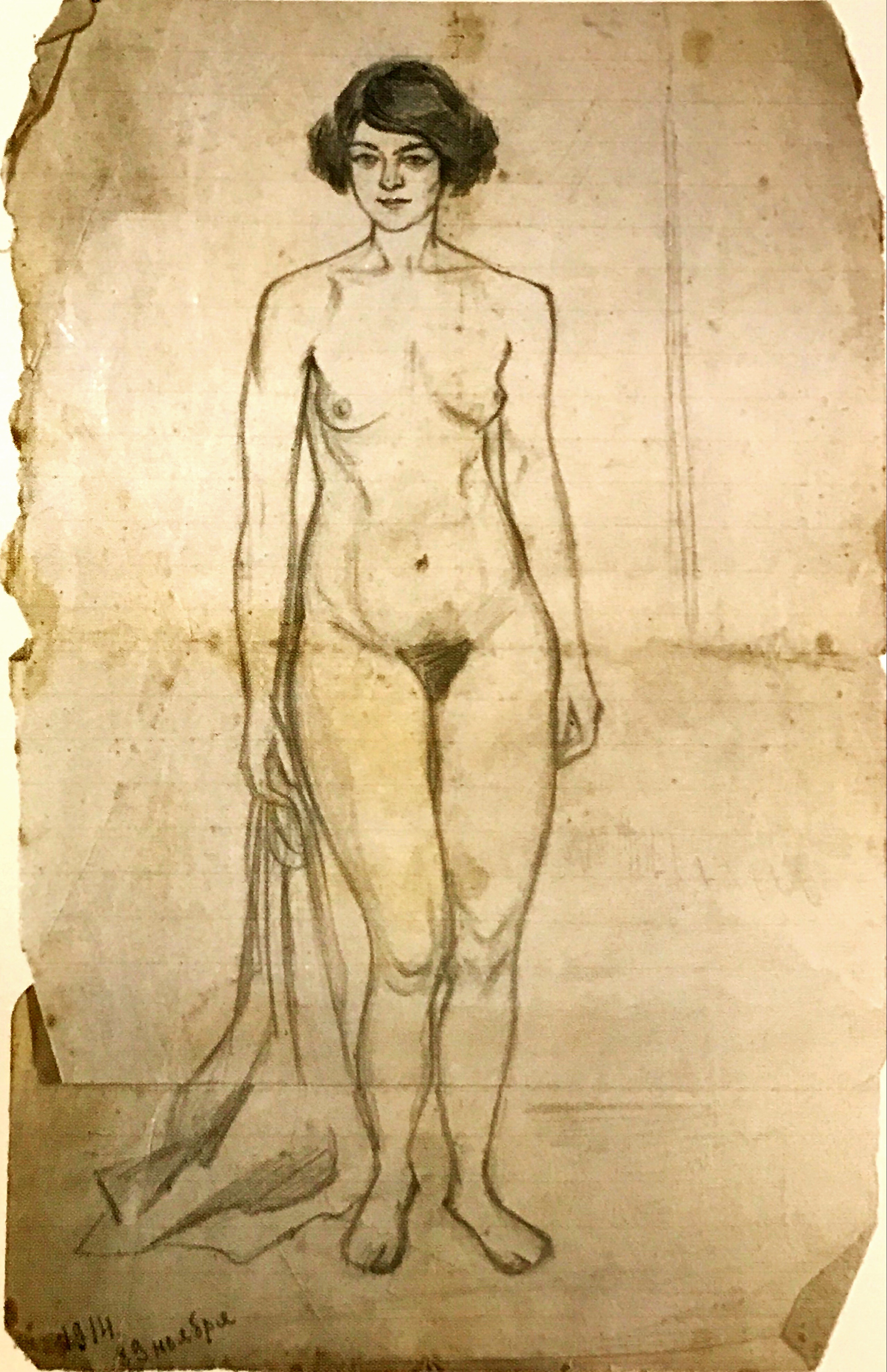
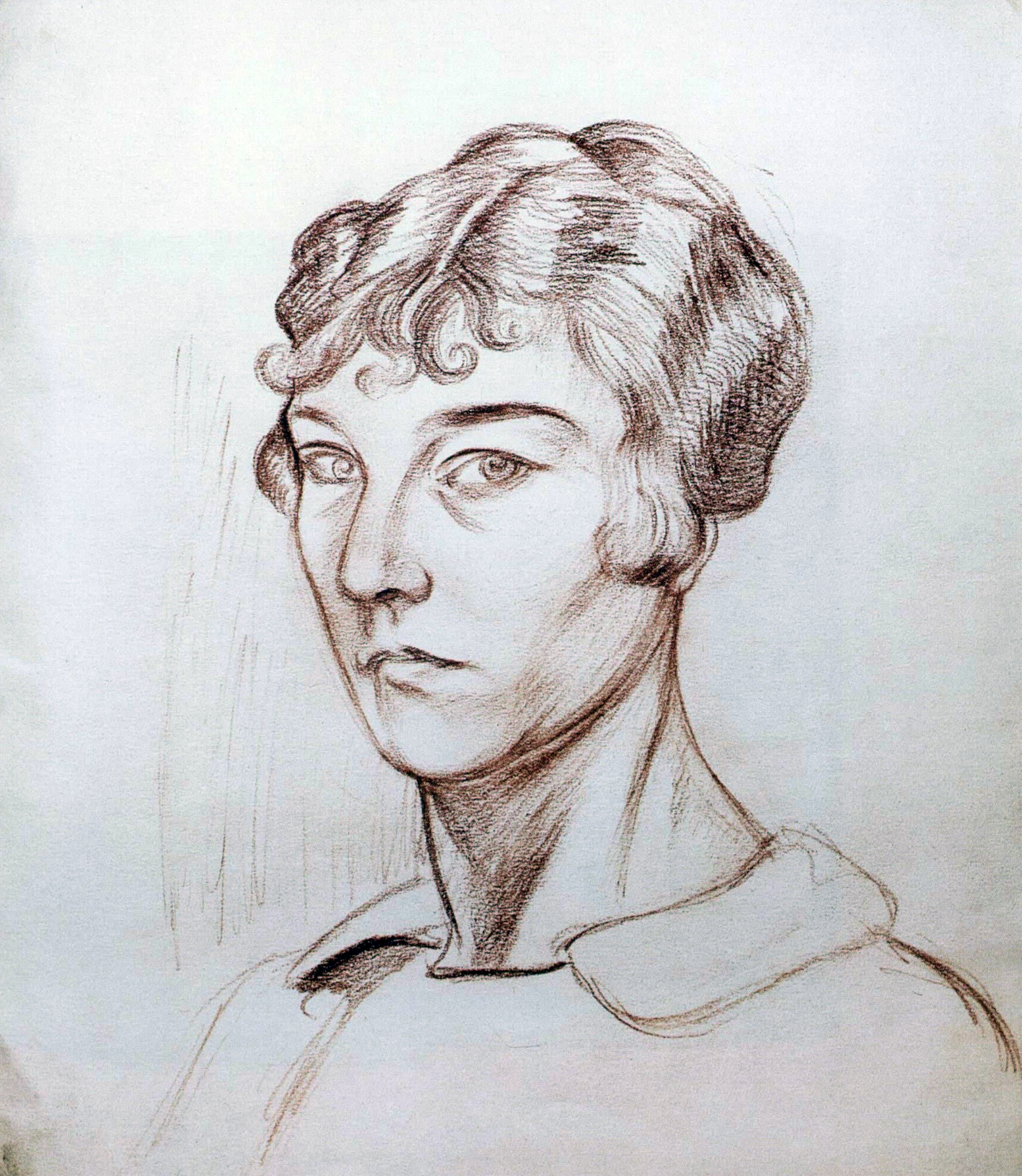
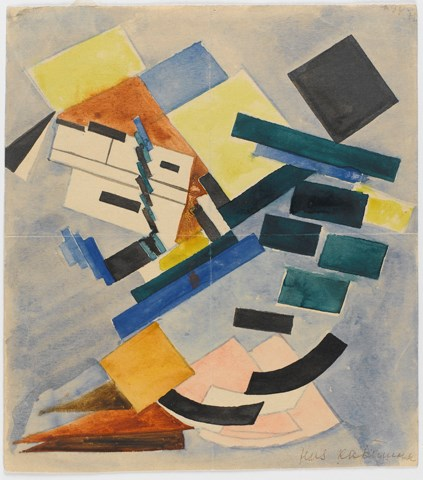
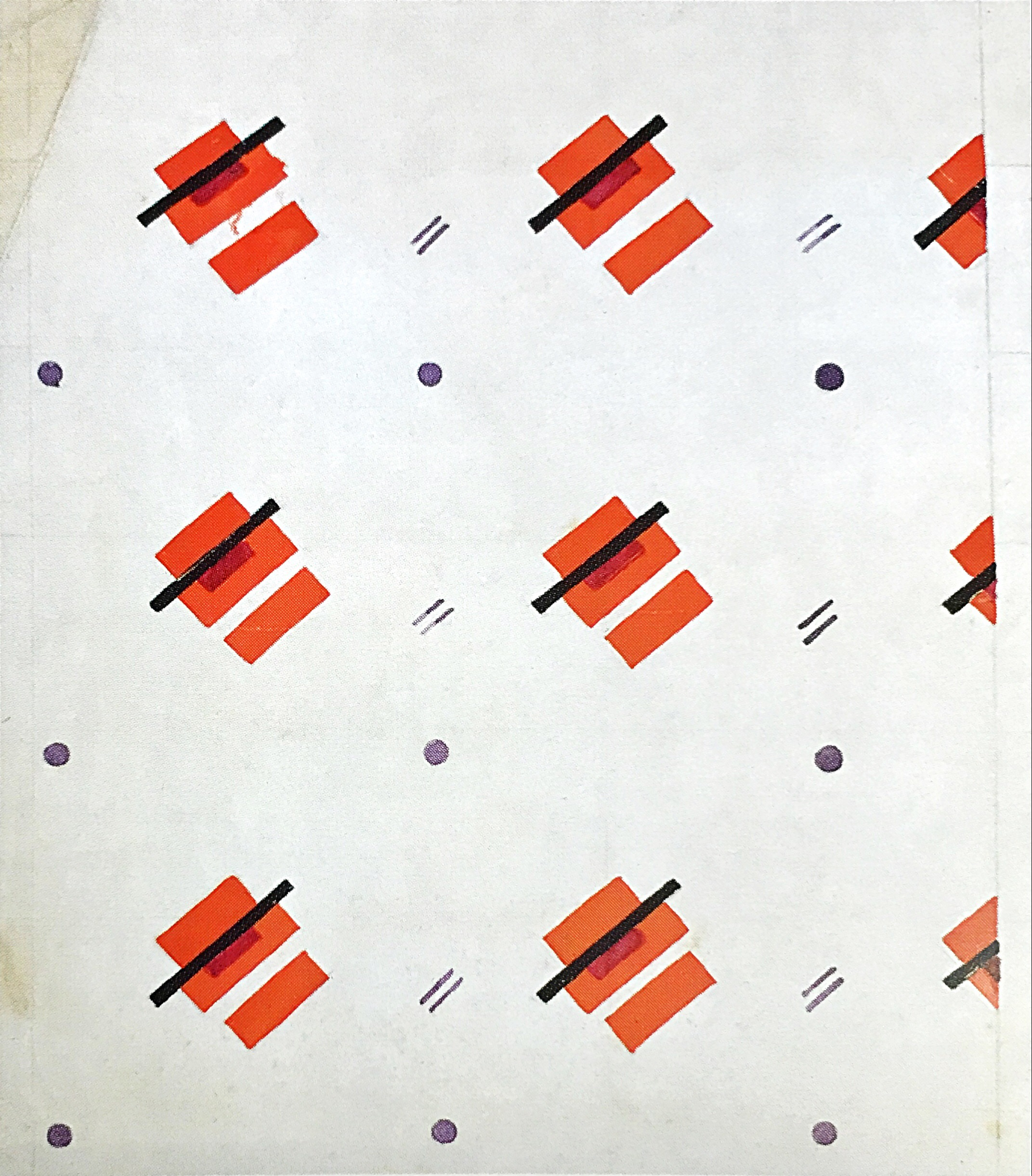

### Dipinti

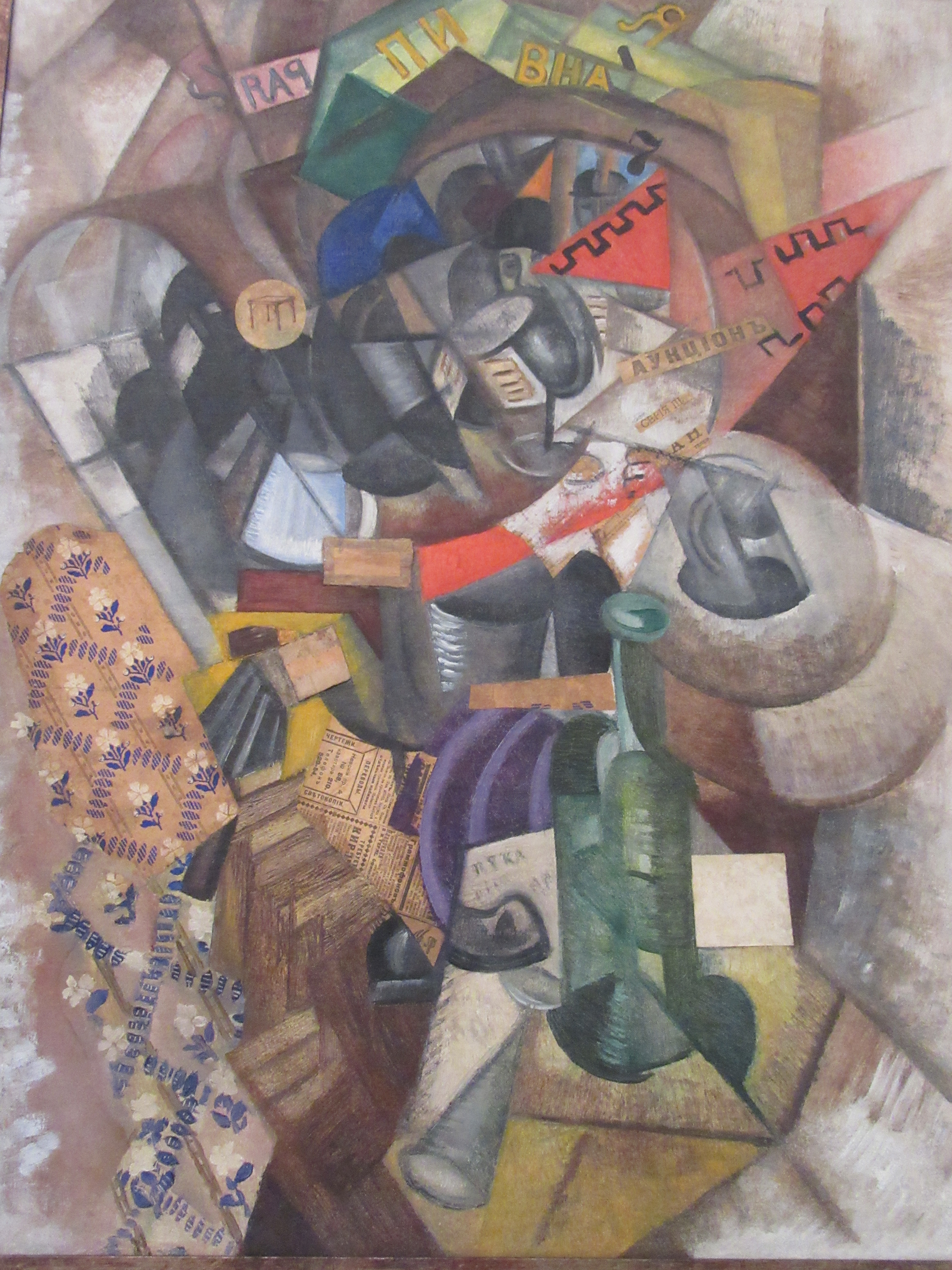
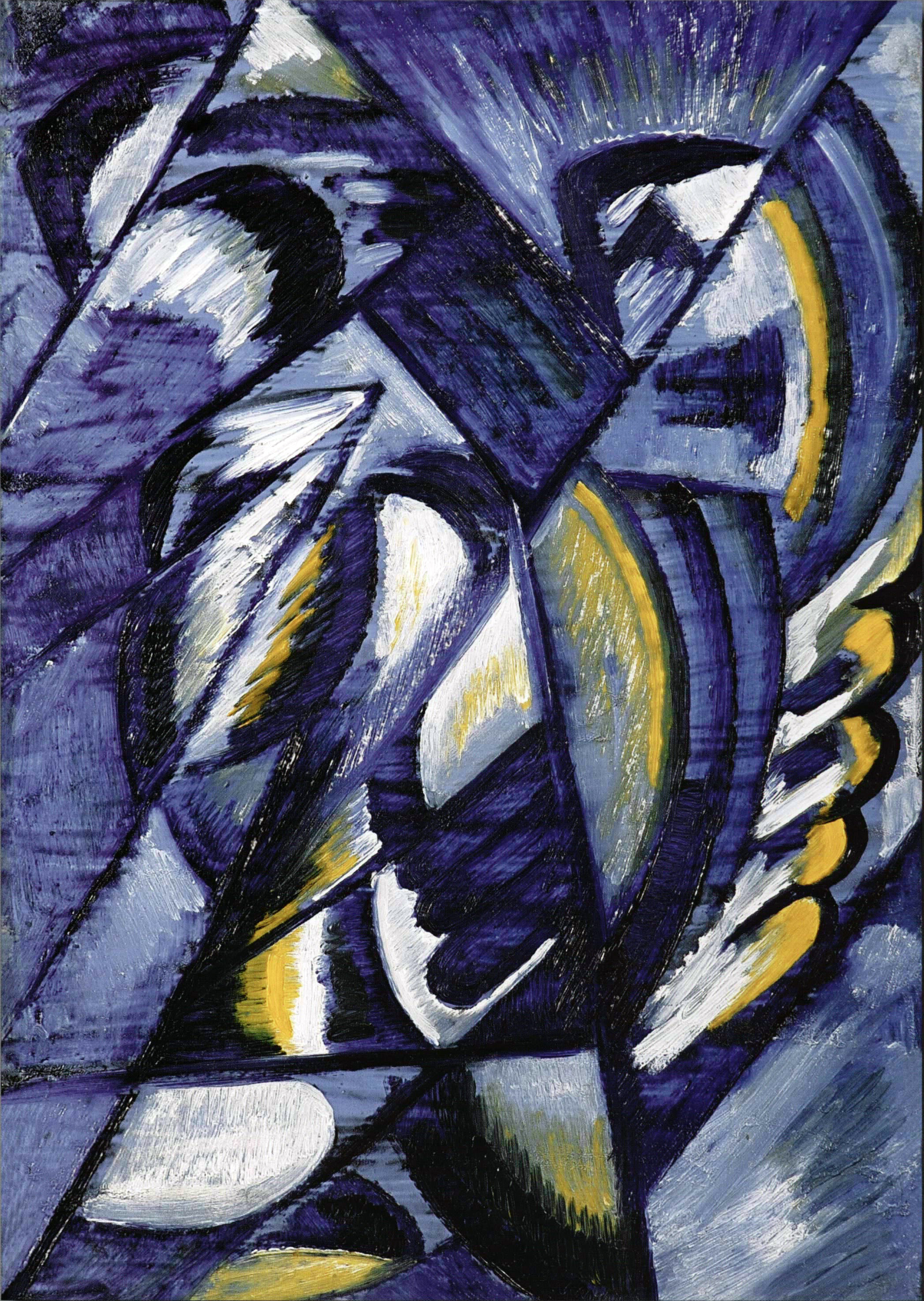
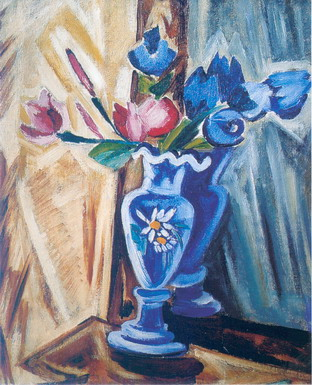
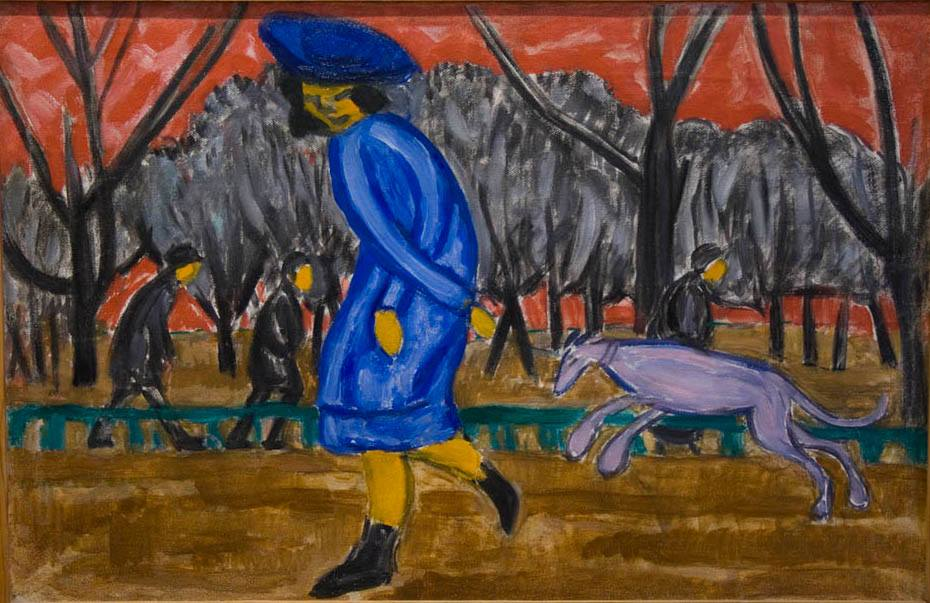
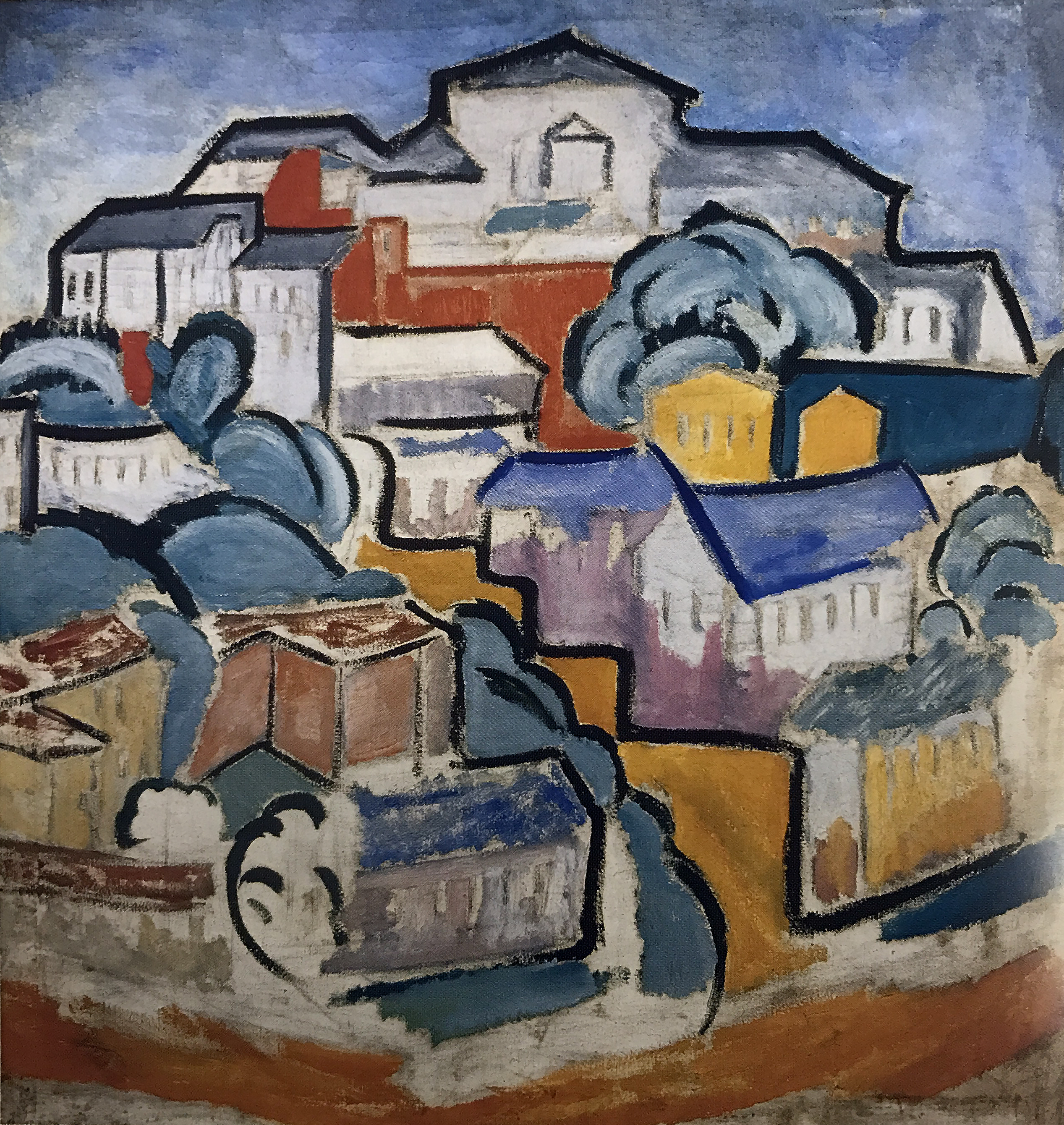
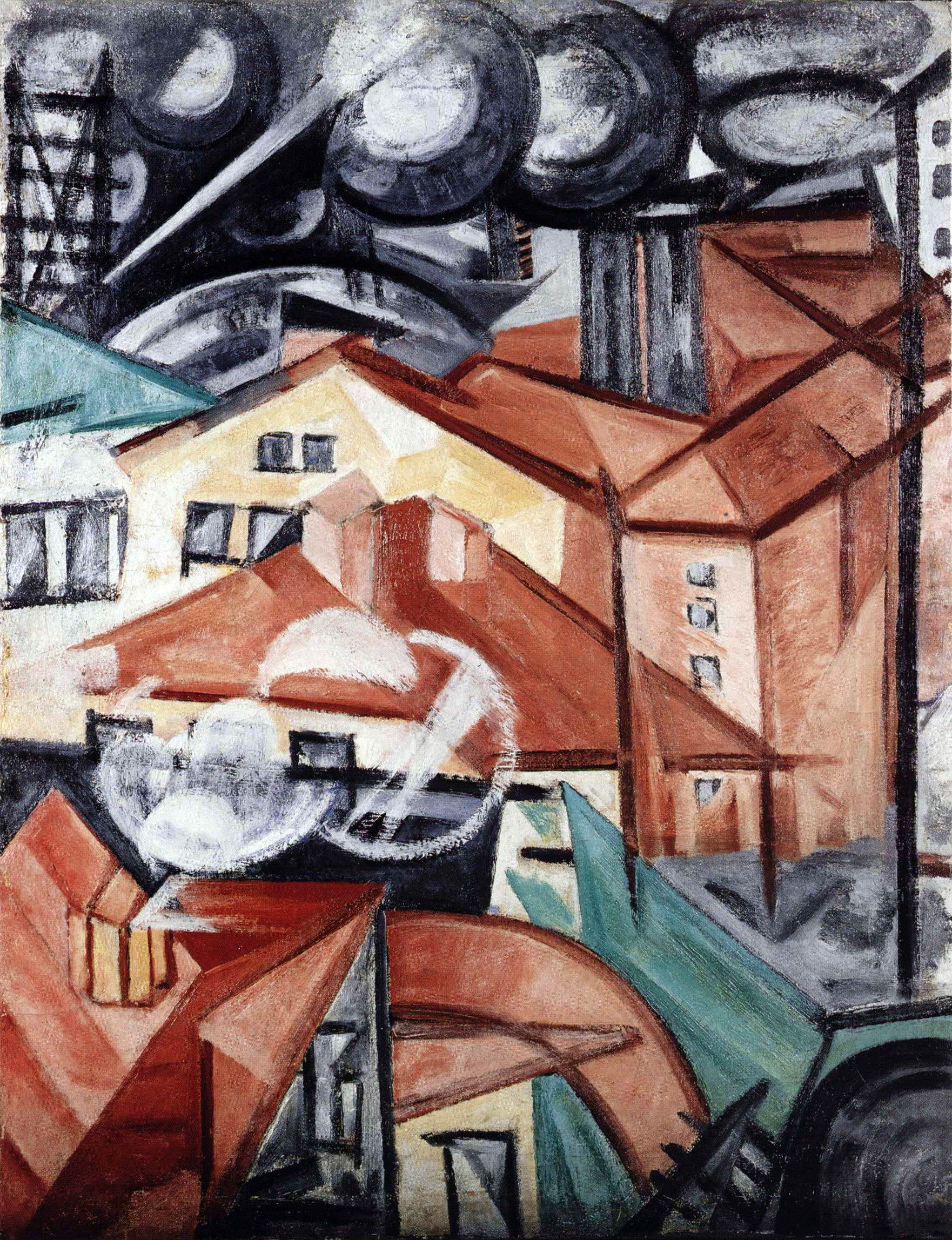
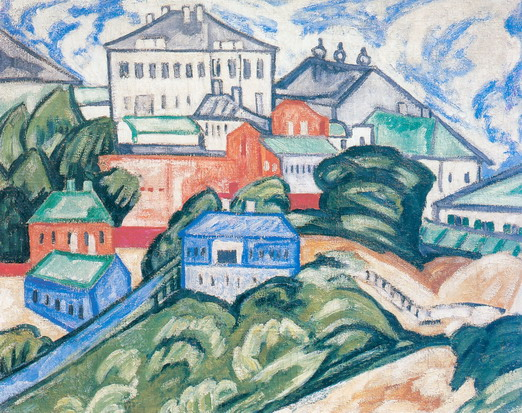
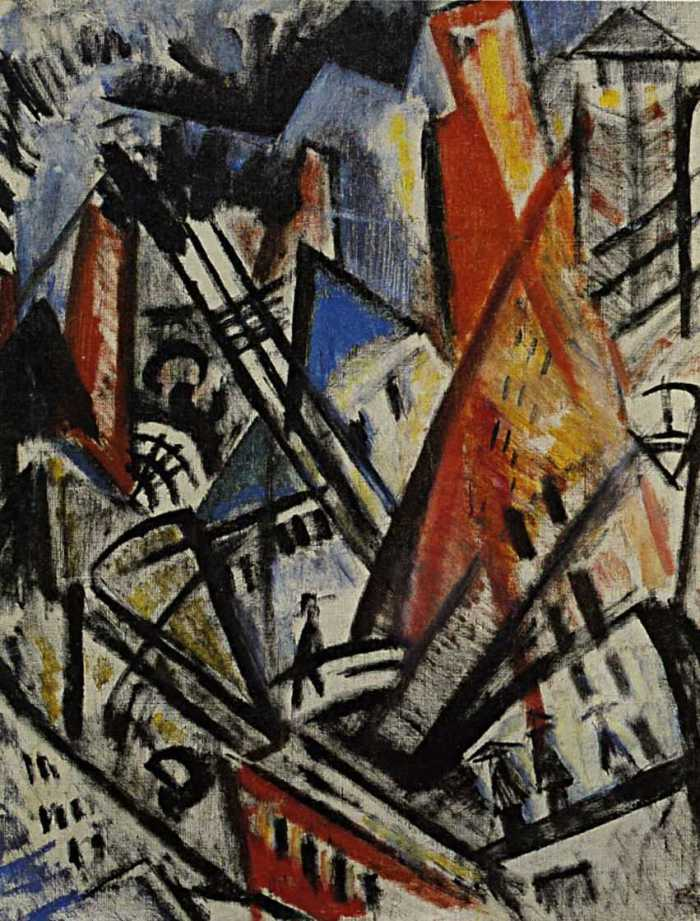
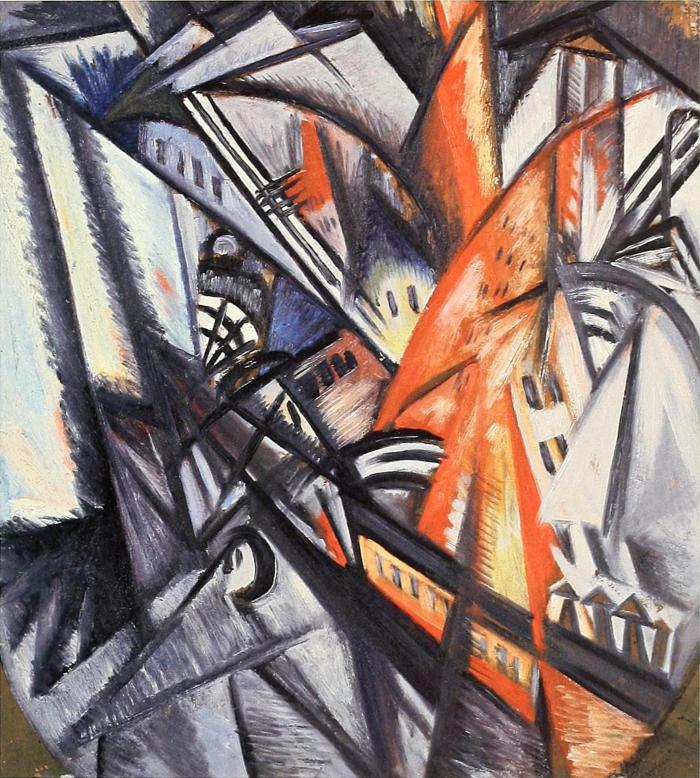
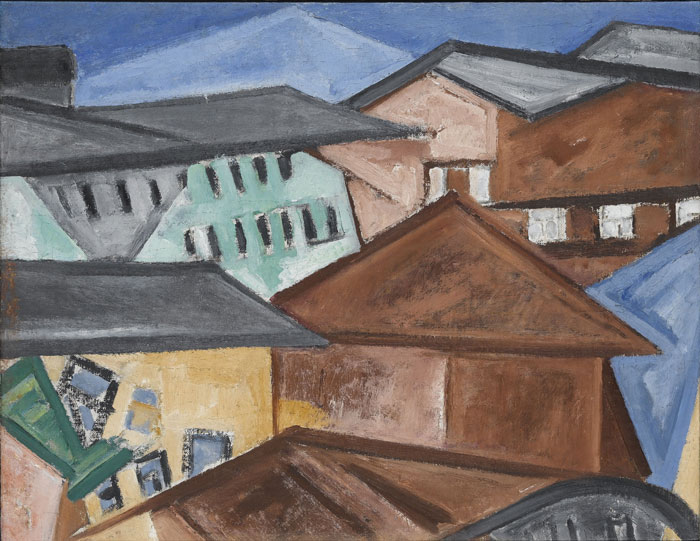
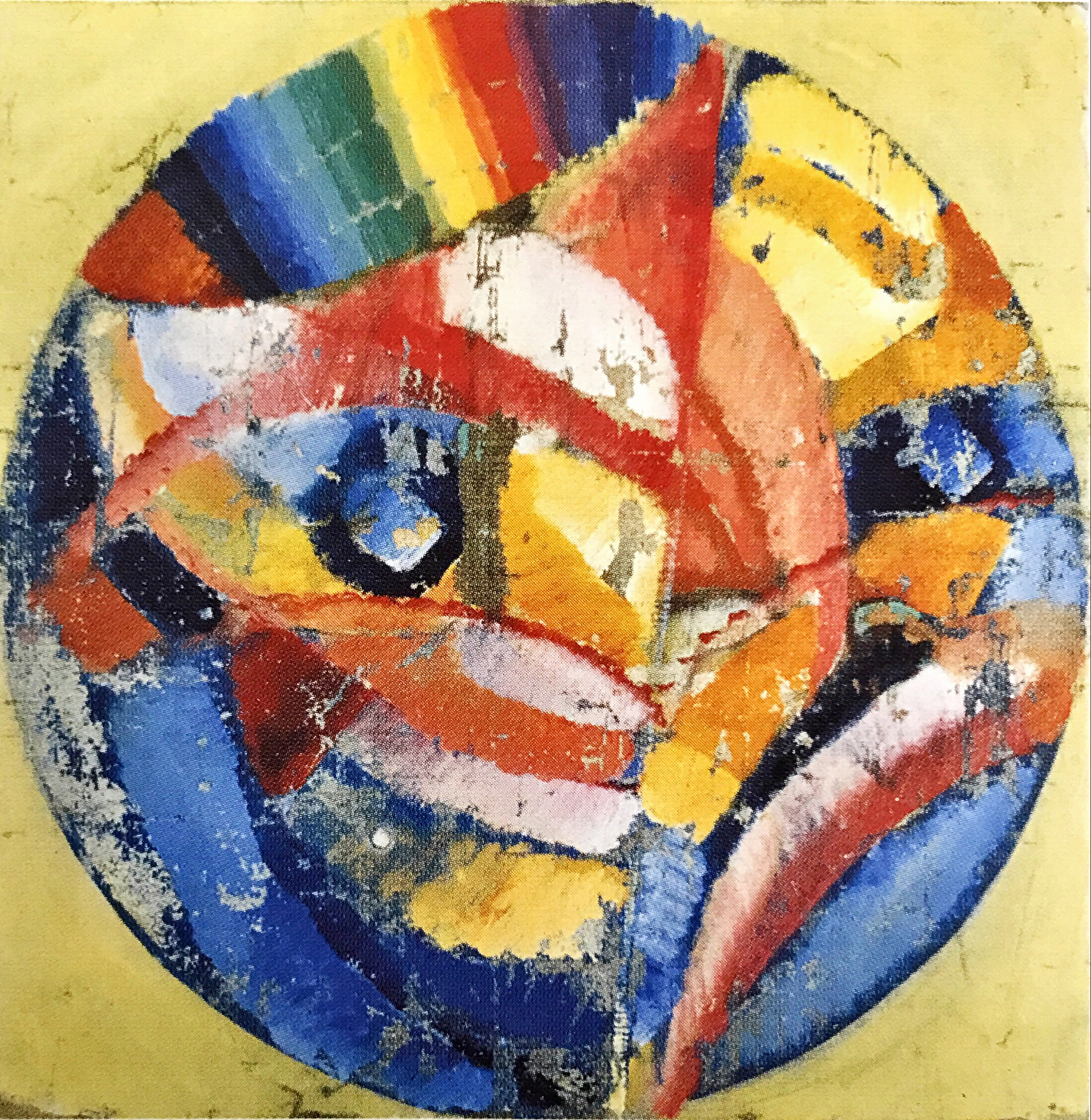
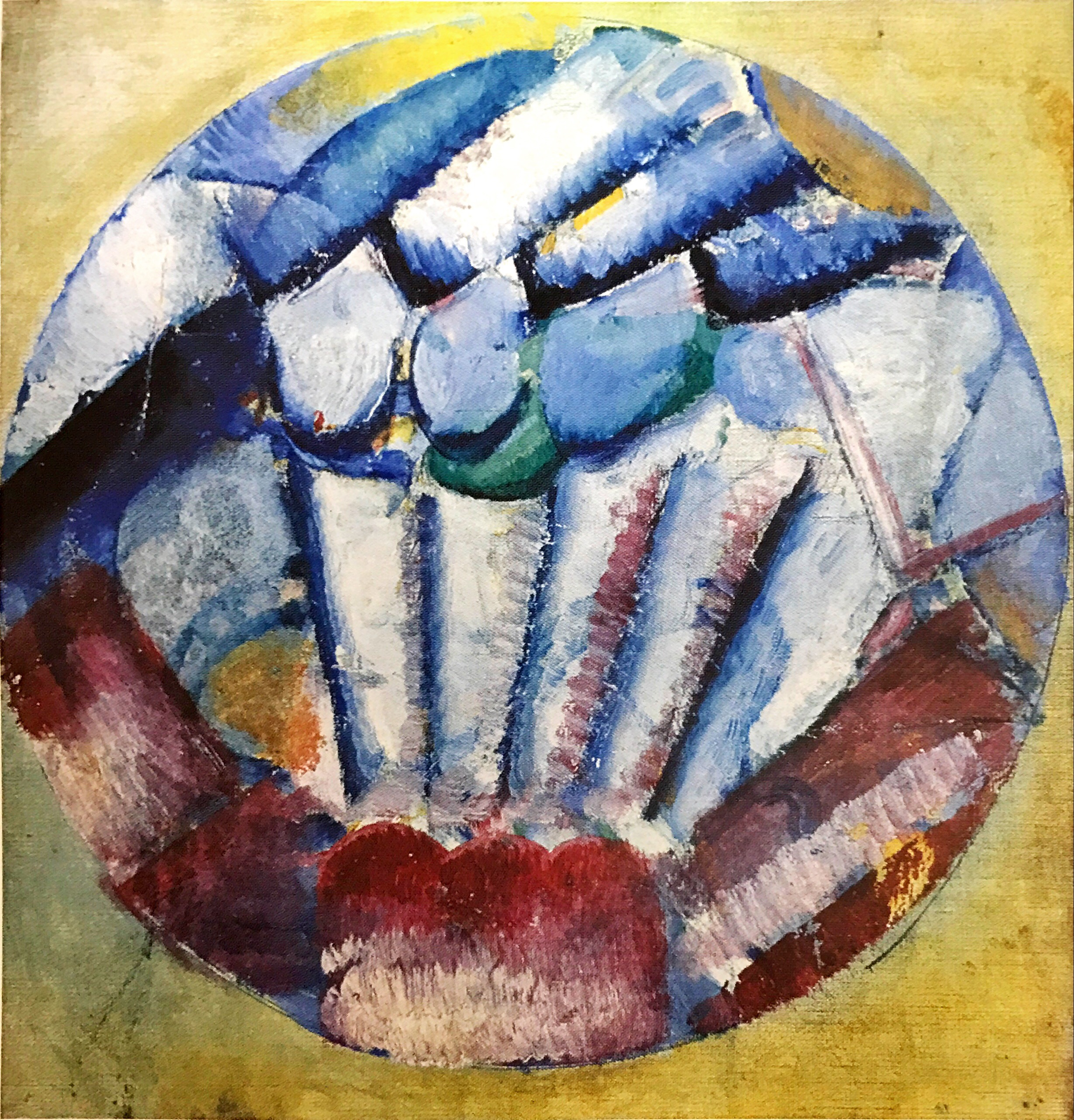
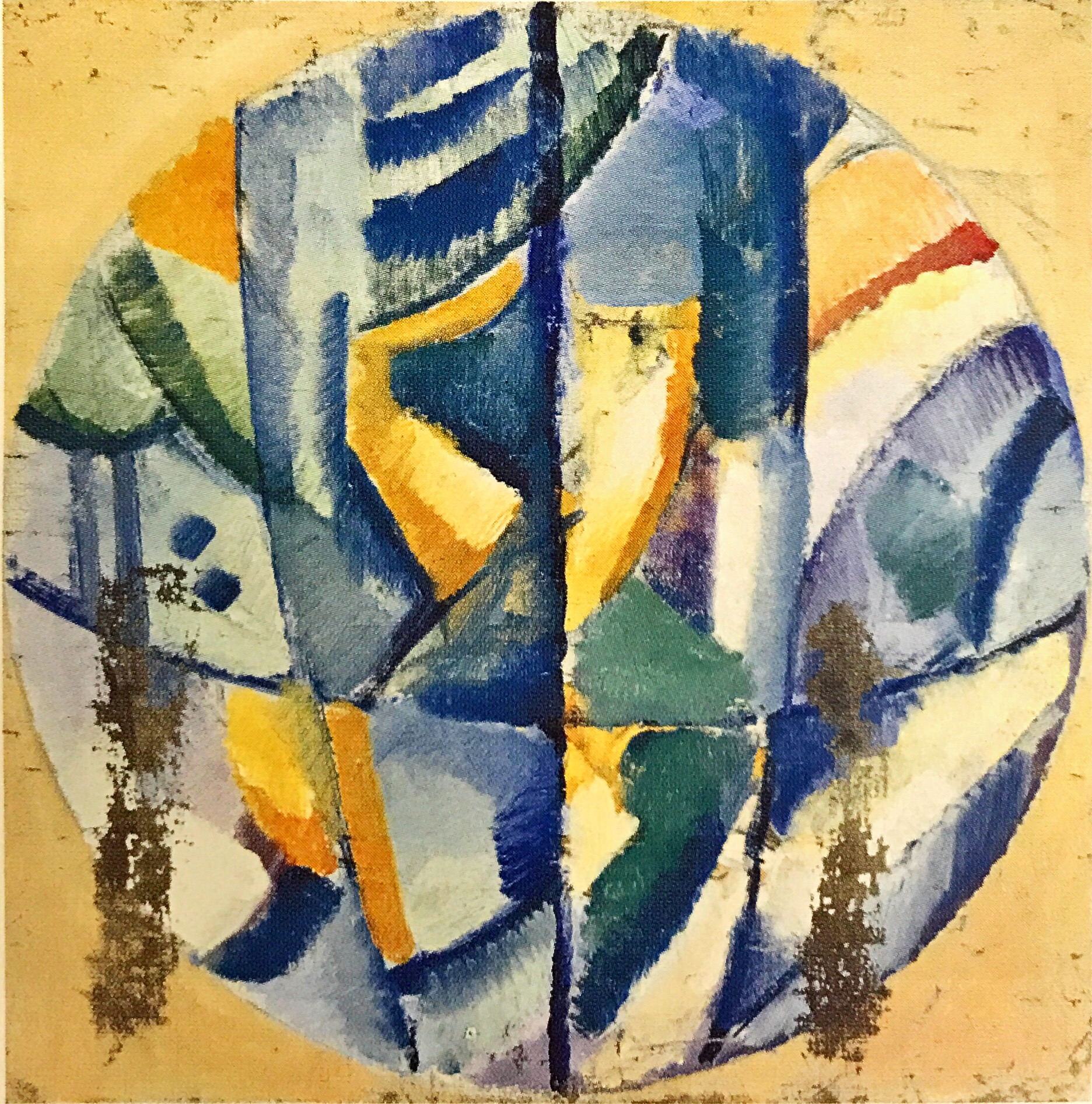
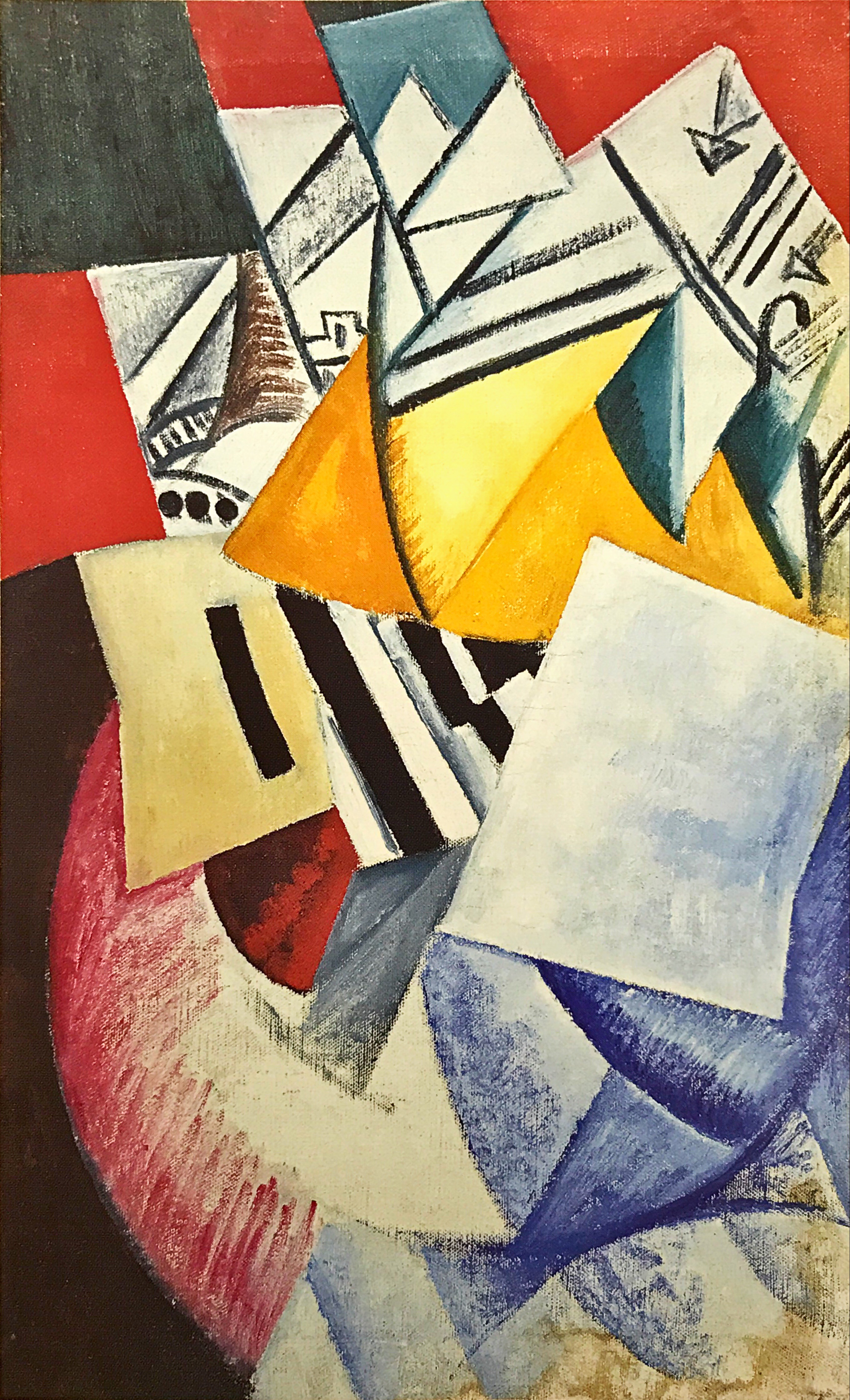
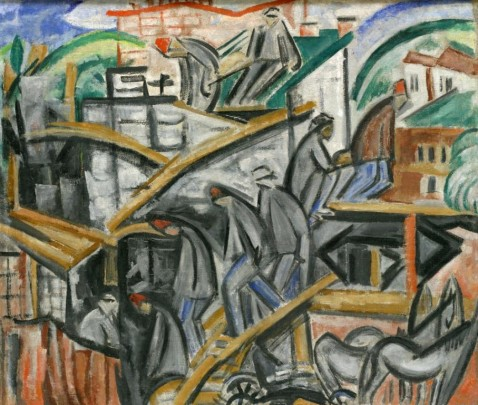
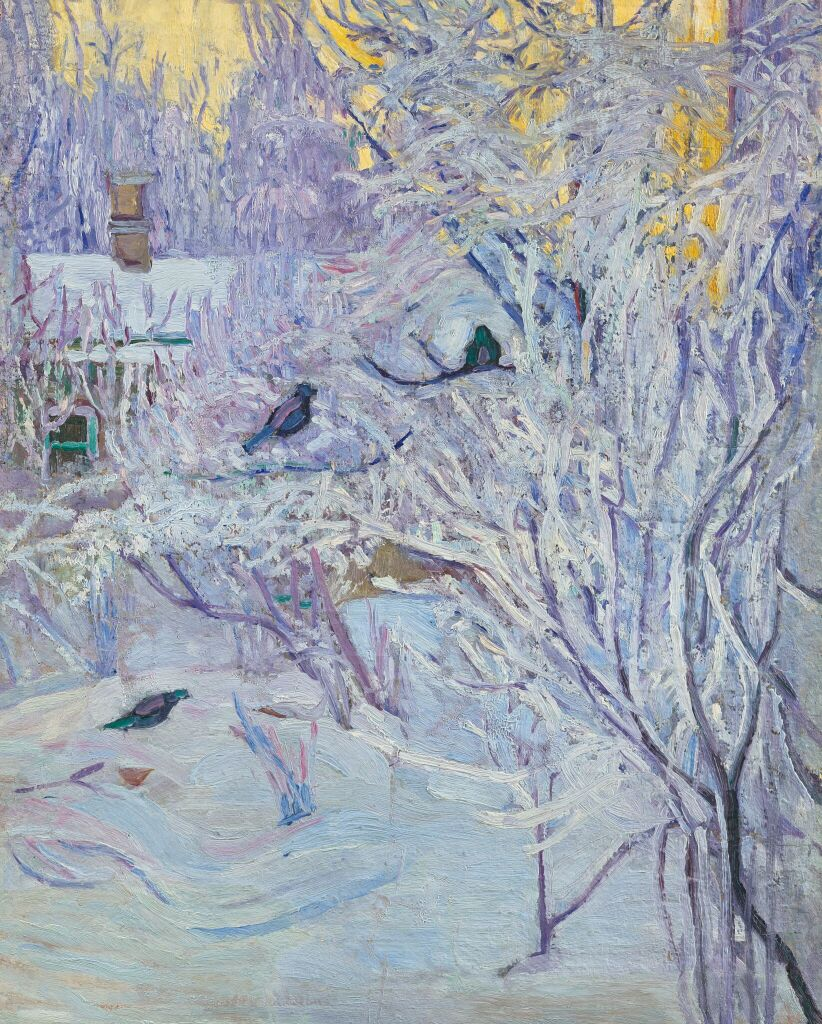
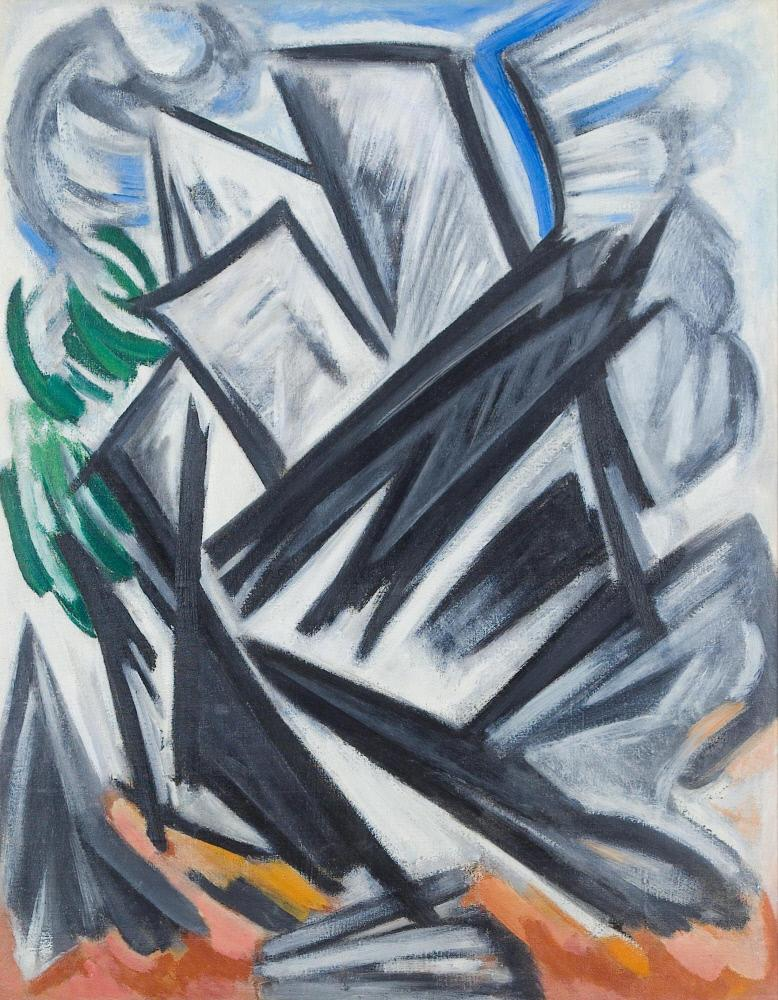
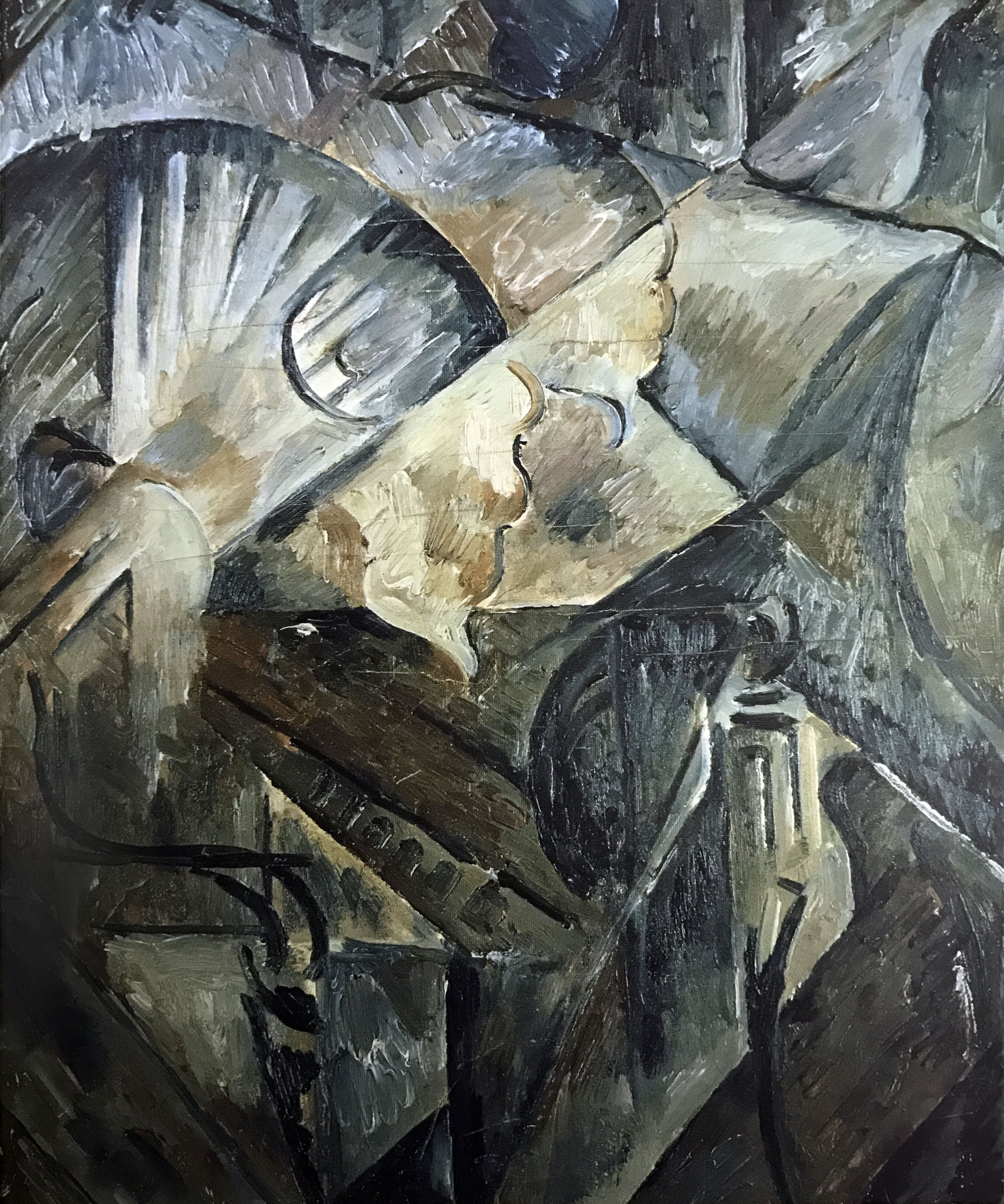
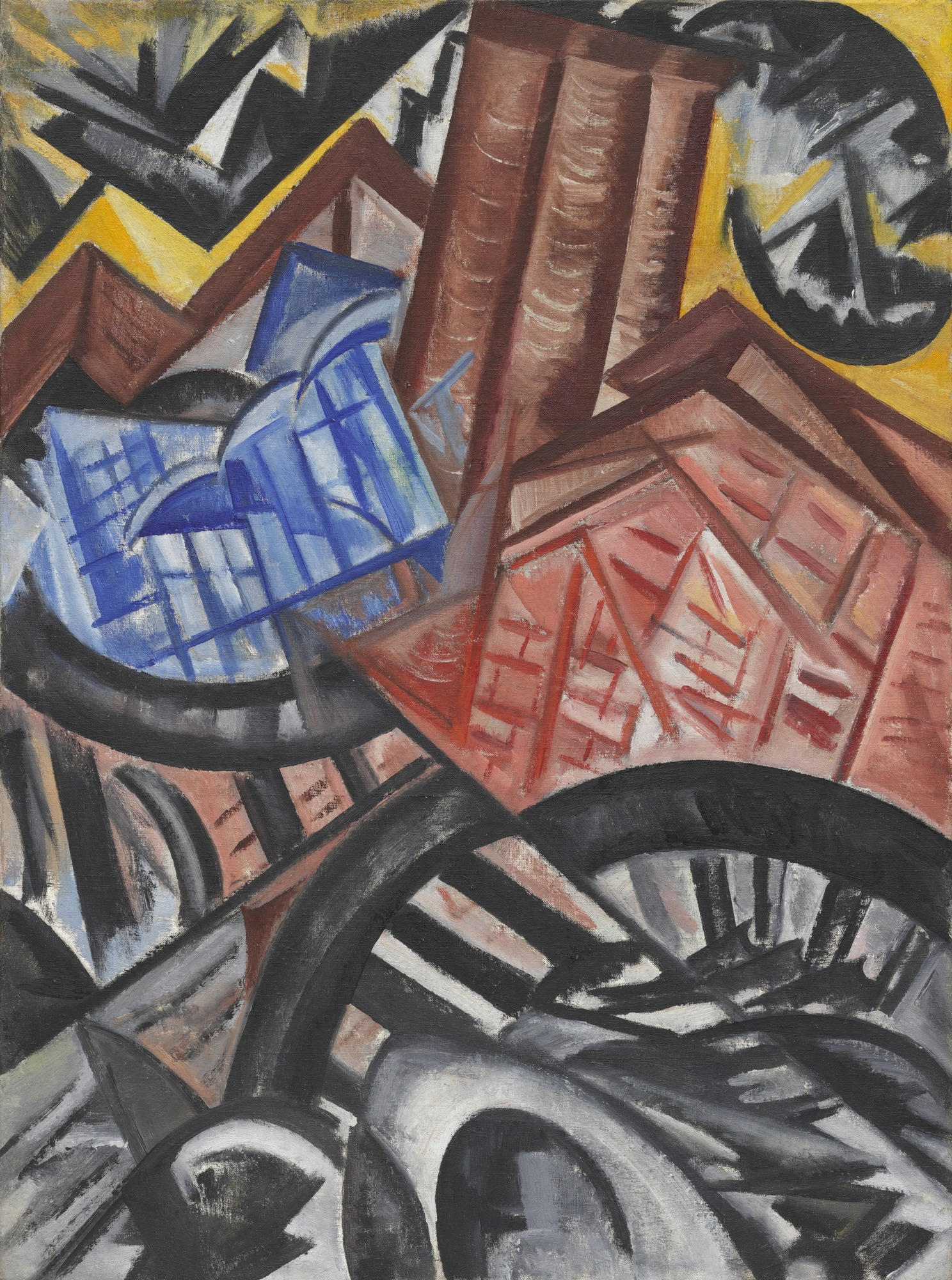
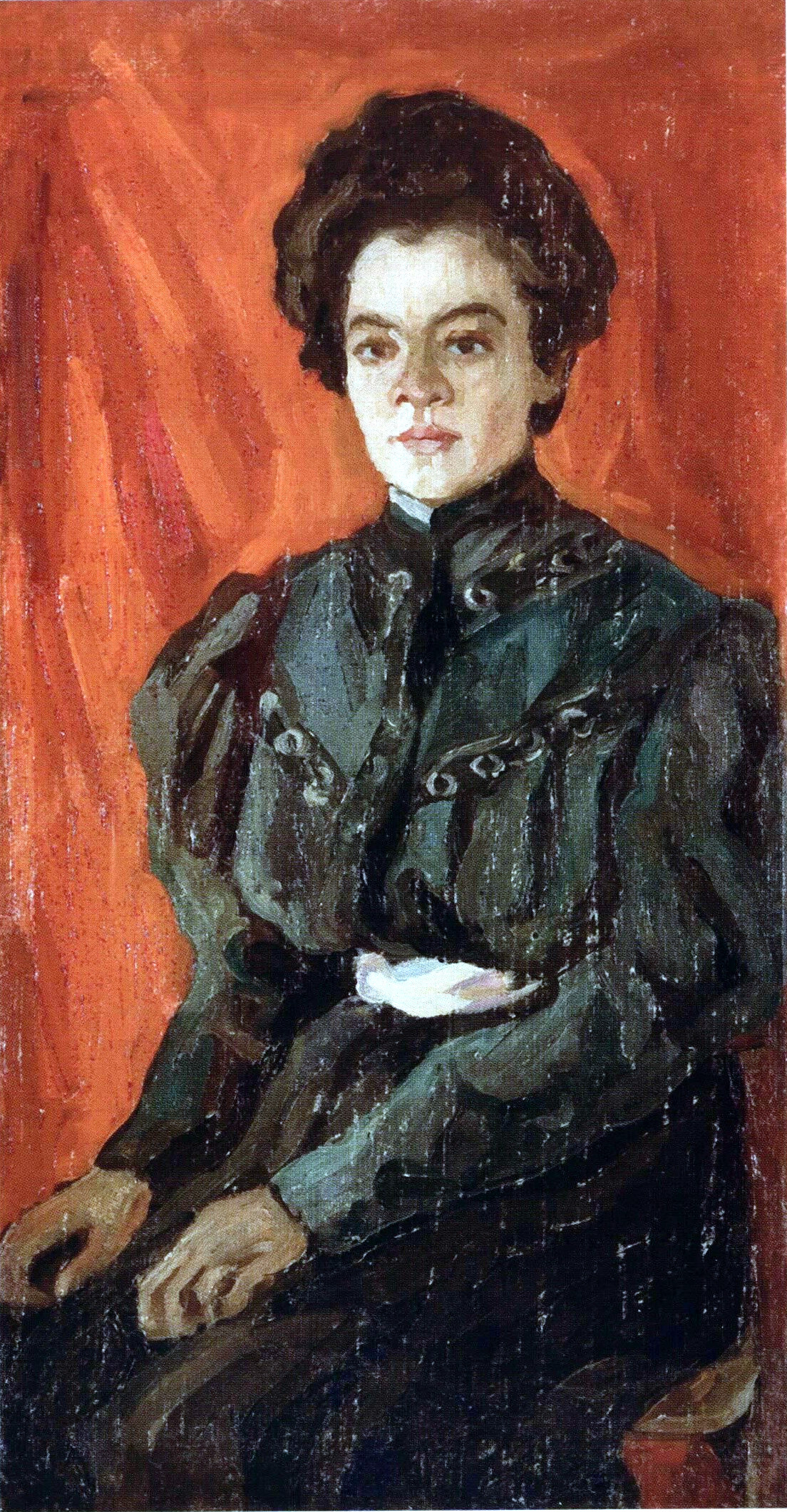
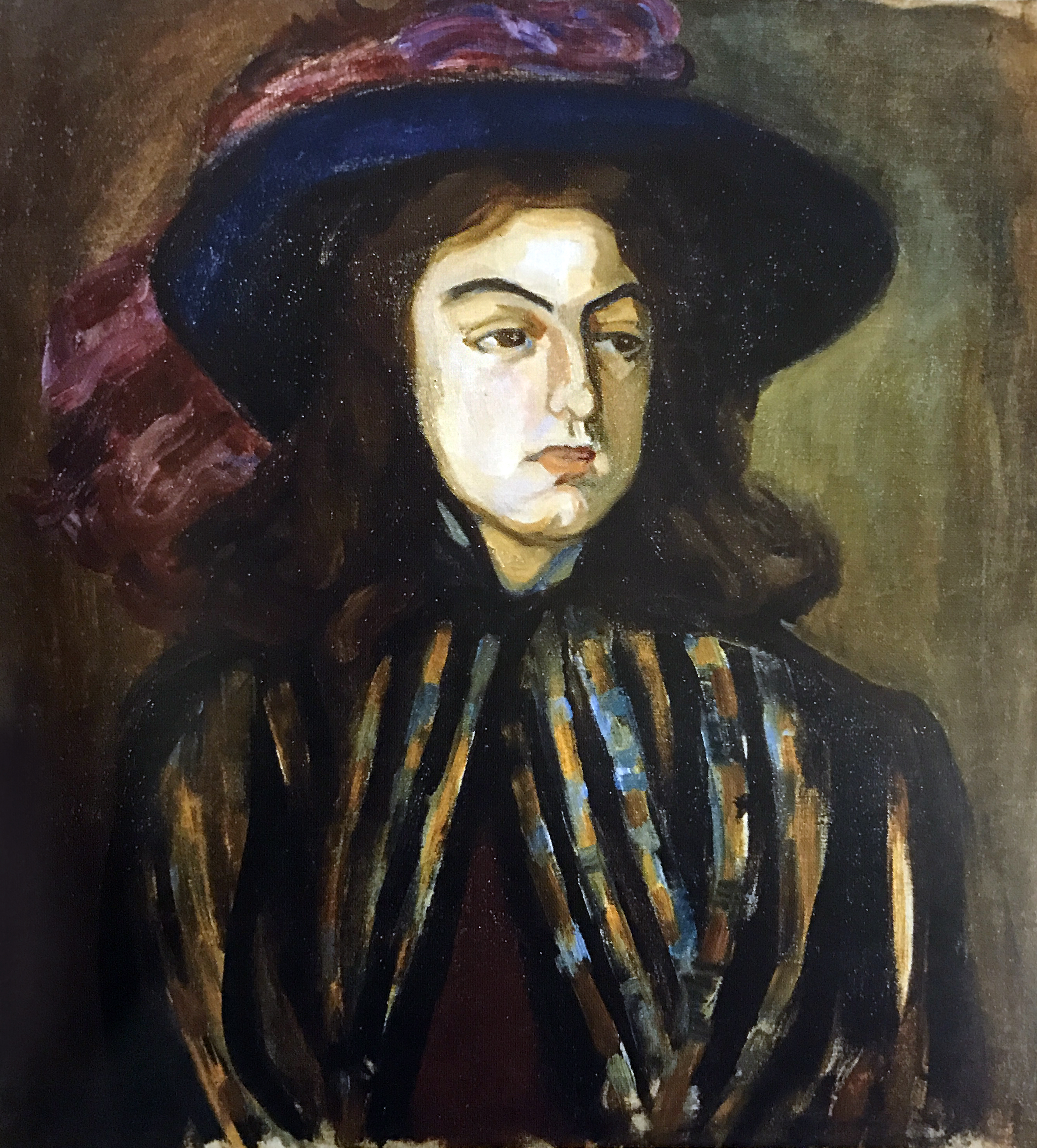
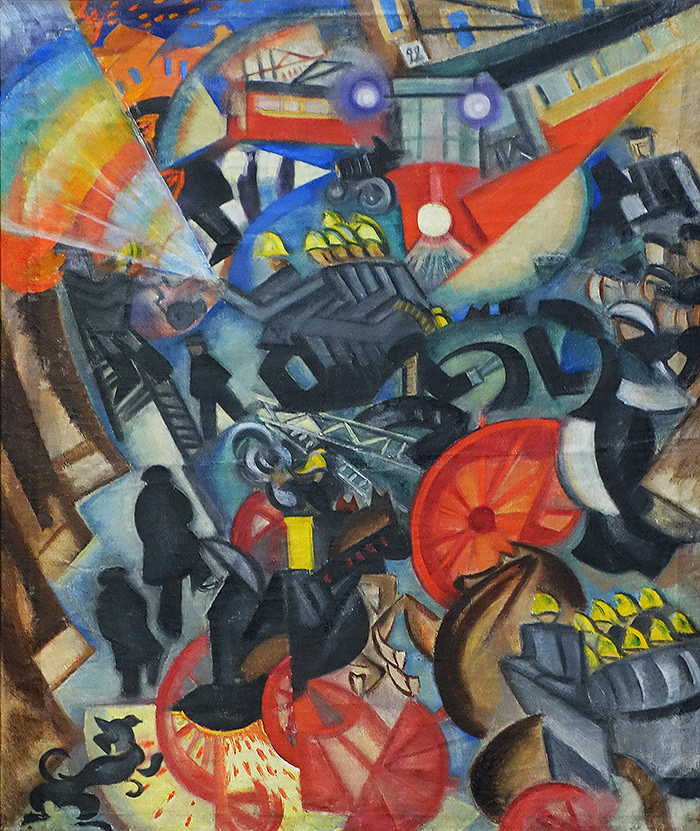
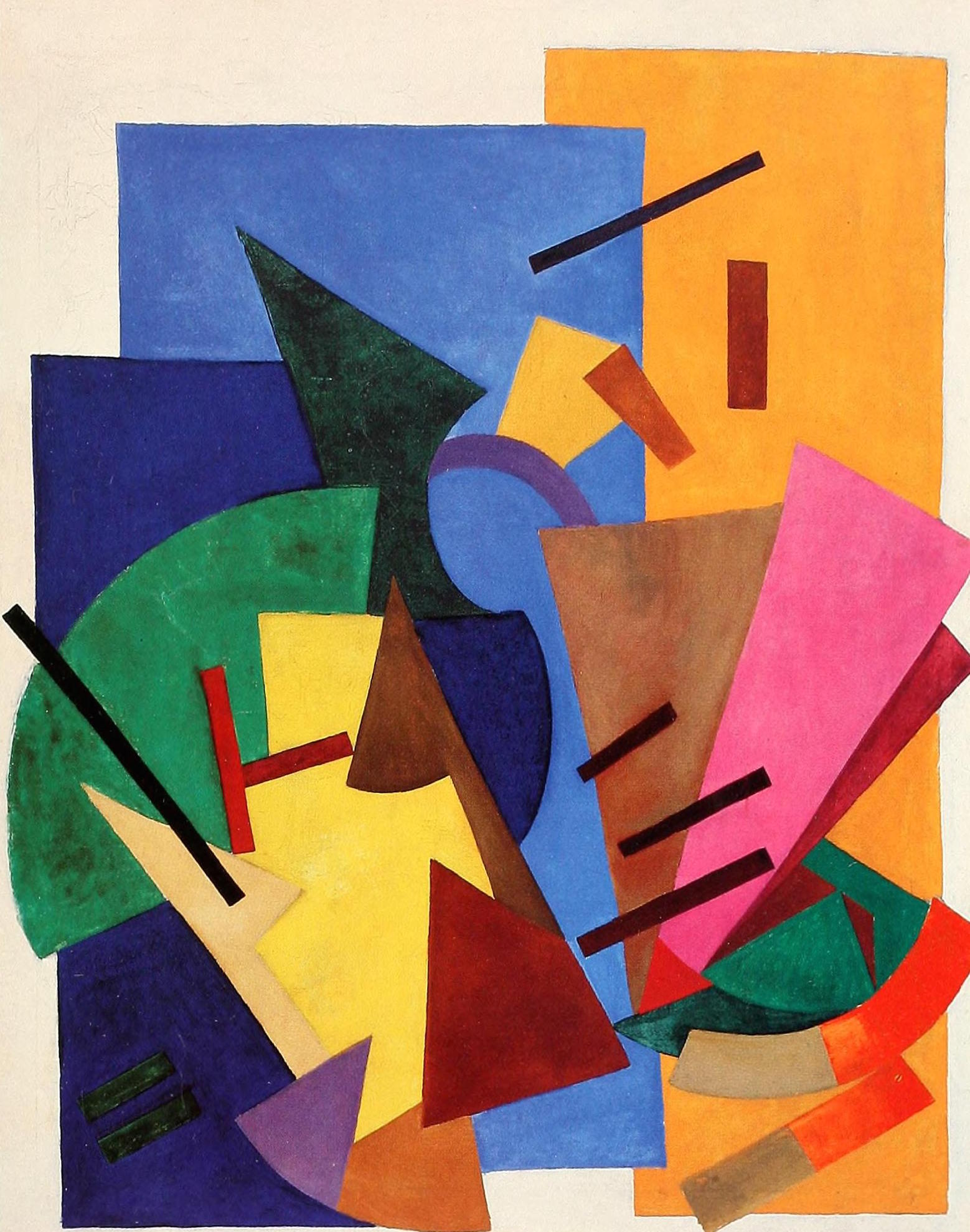
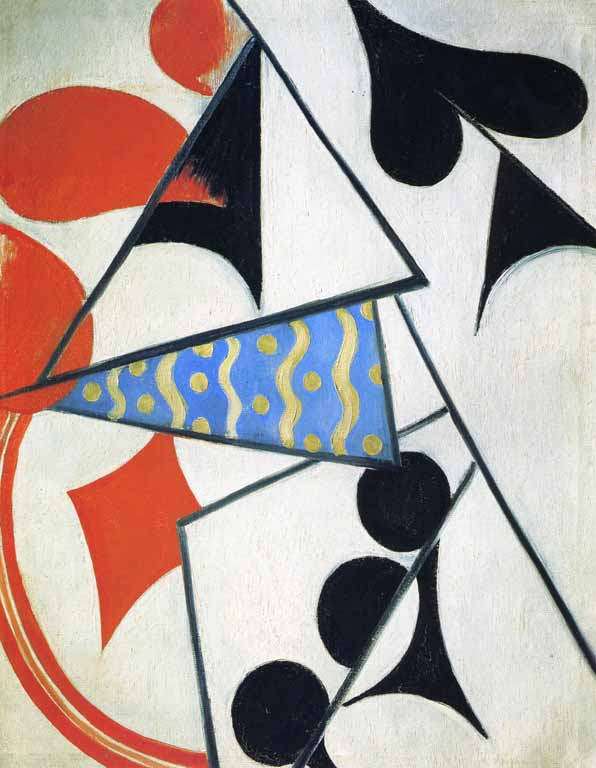
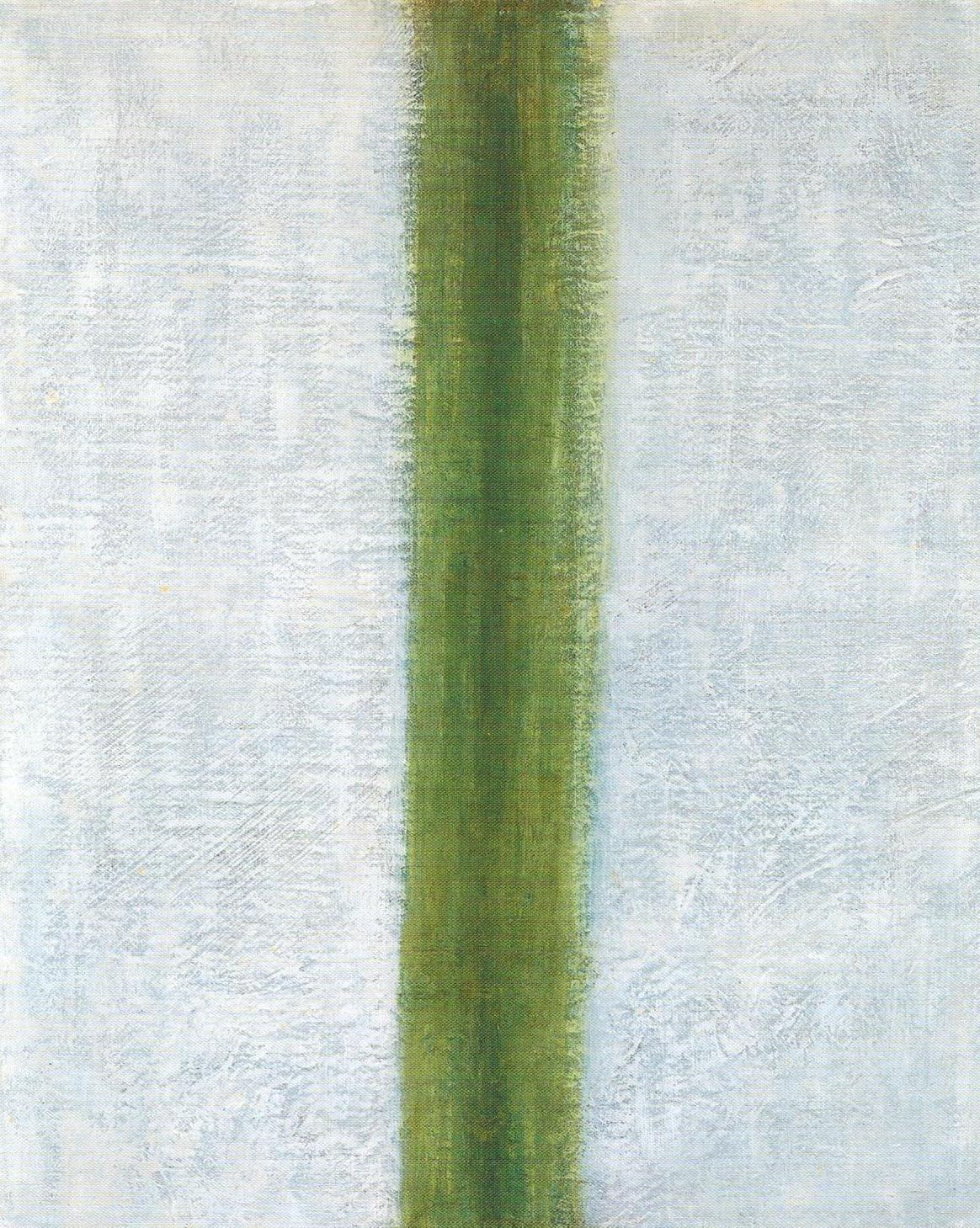
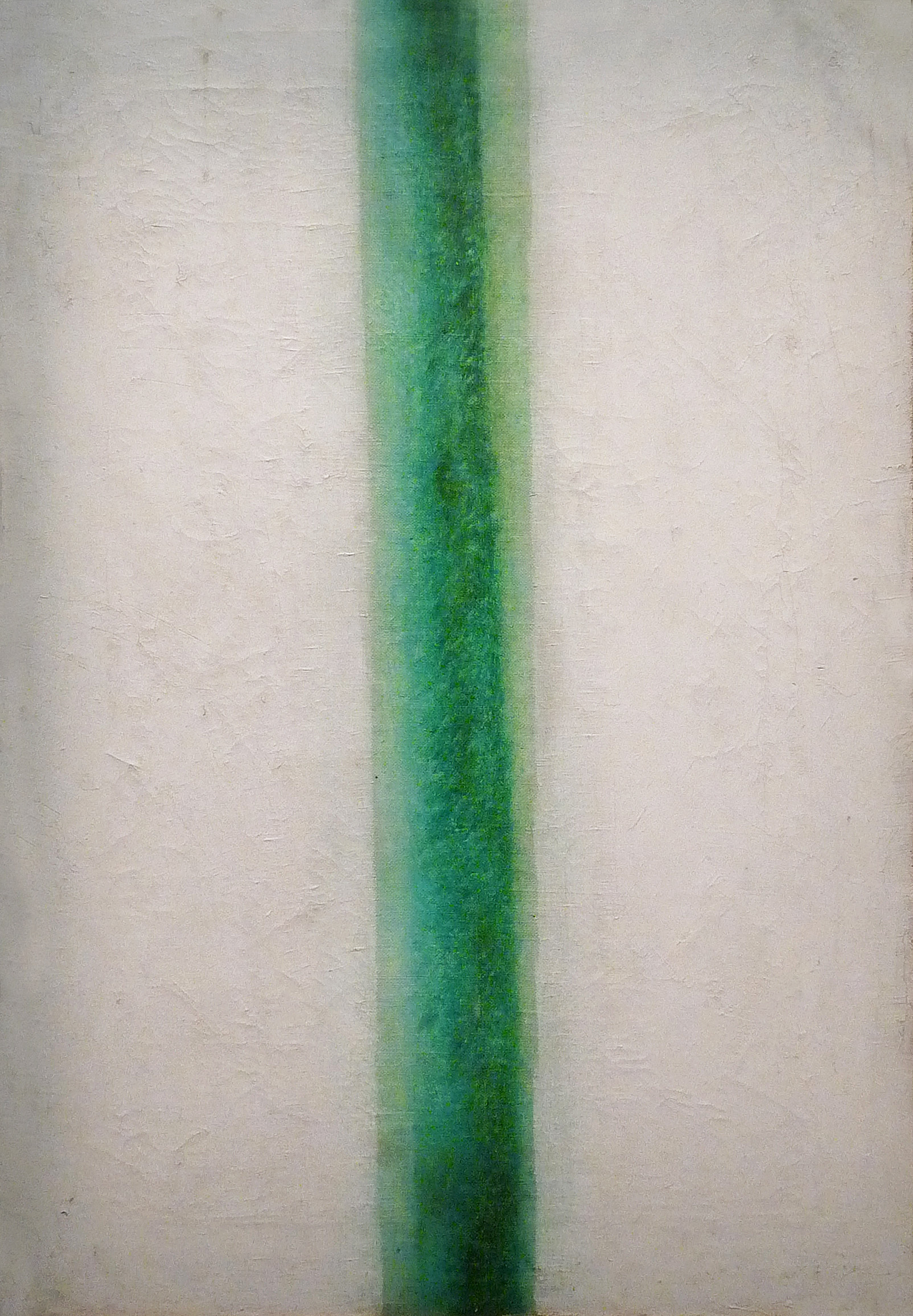
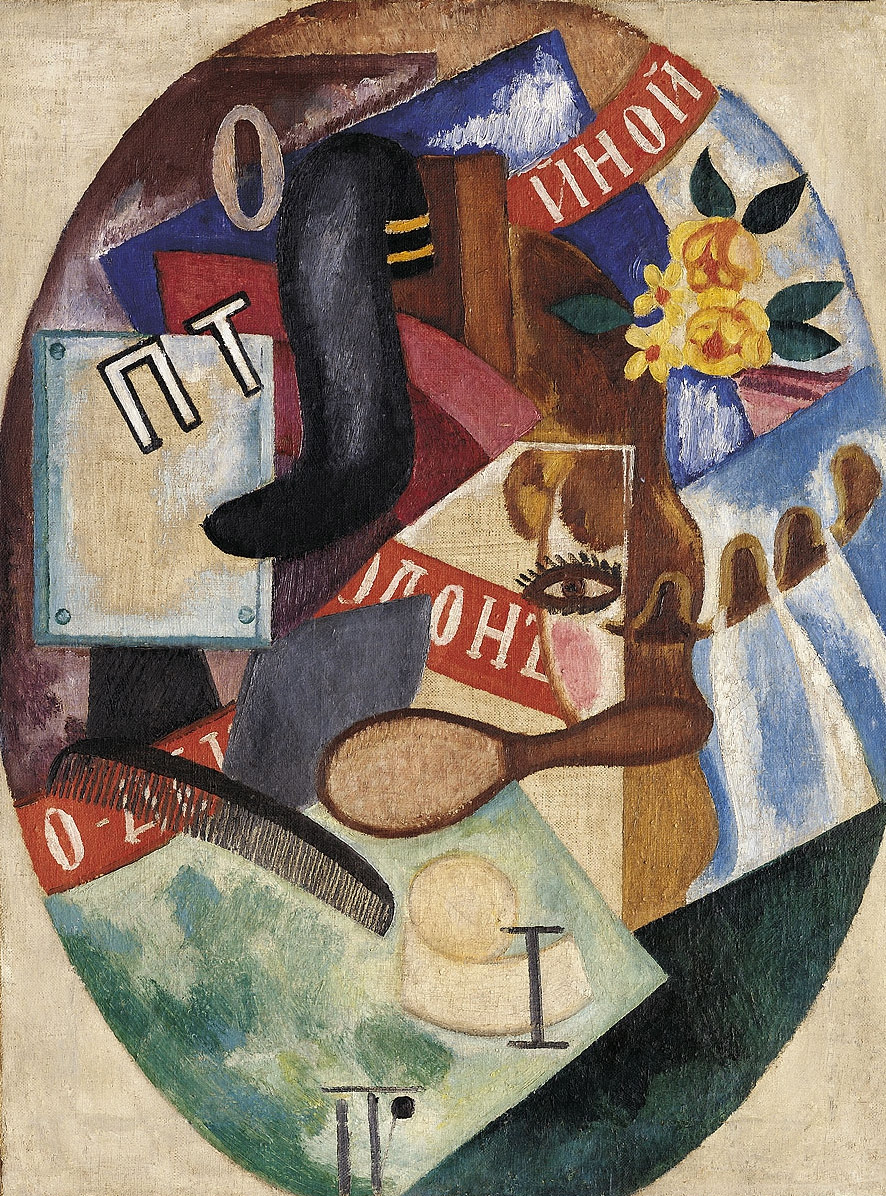
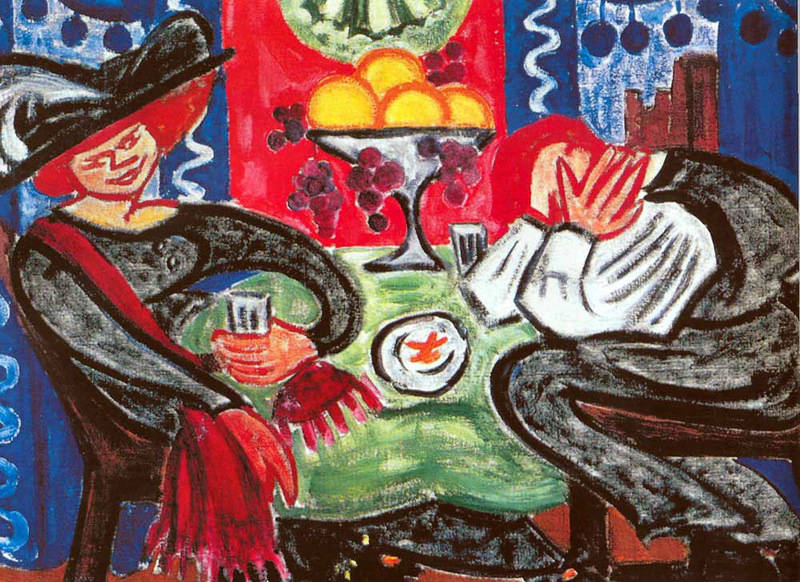
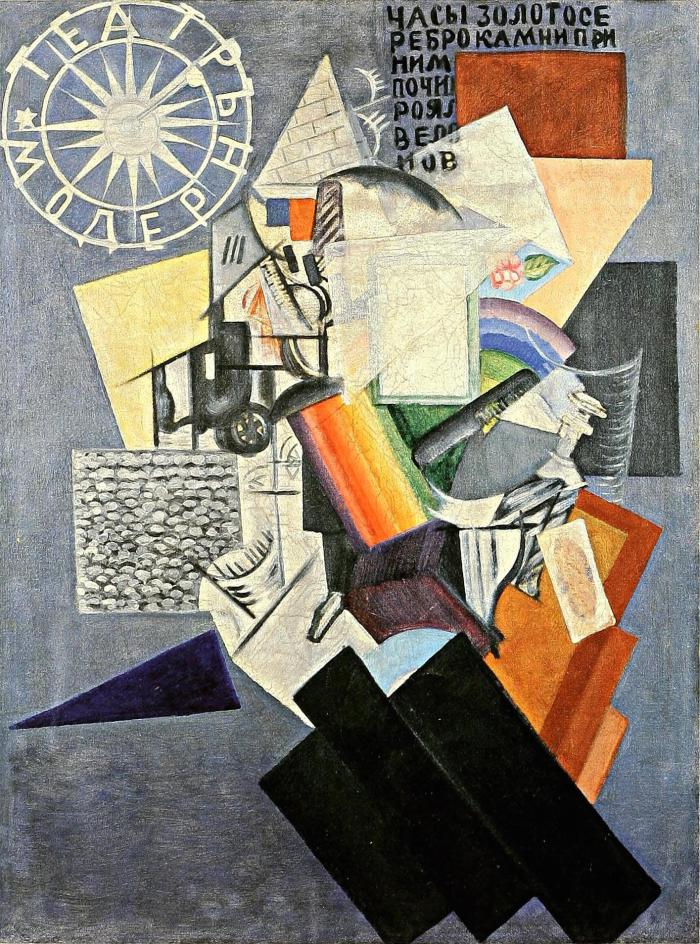
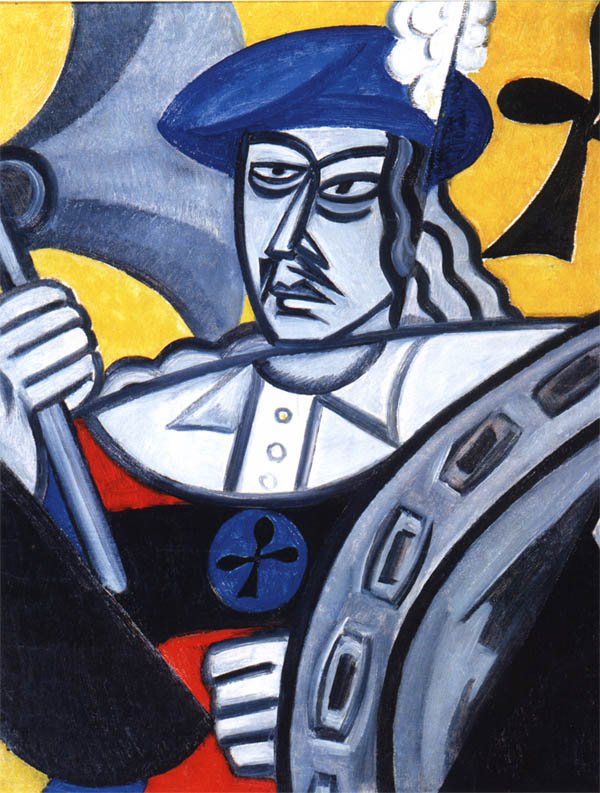
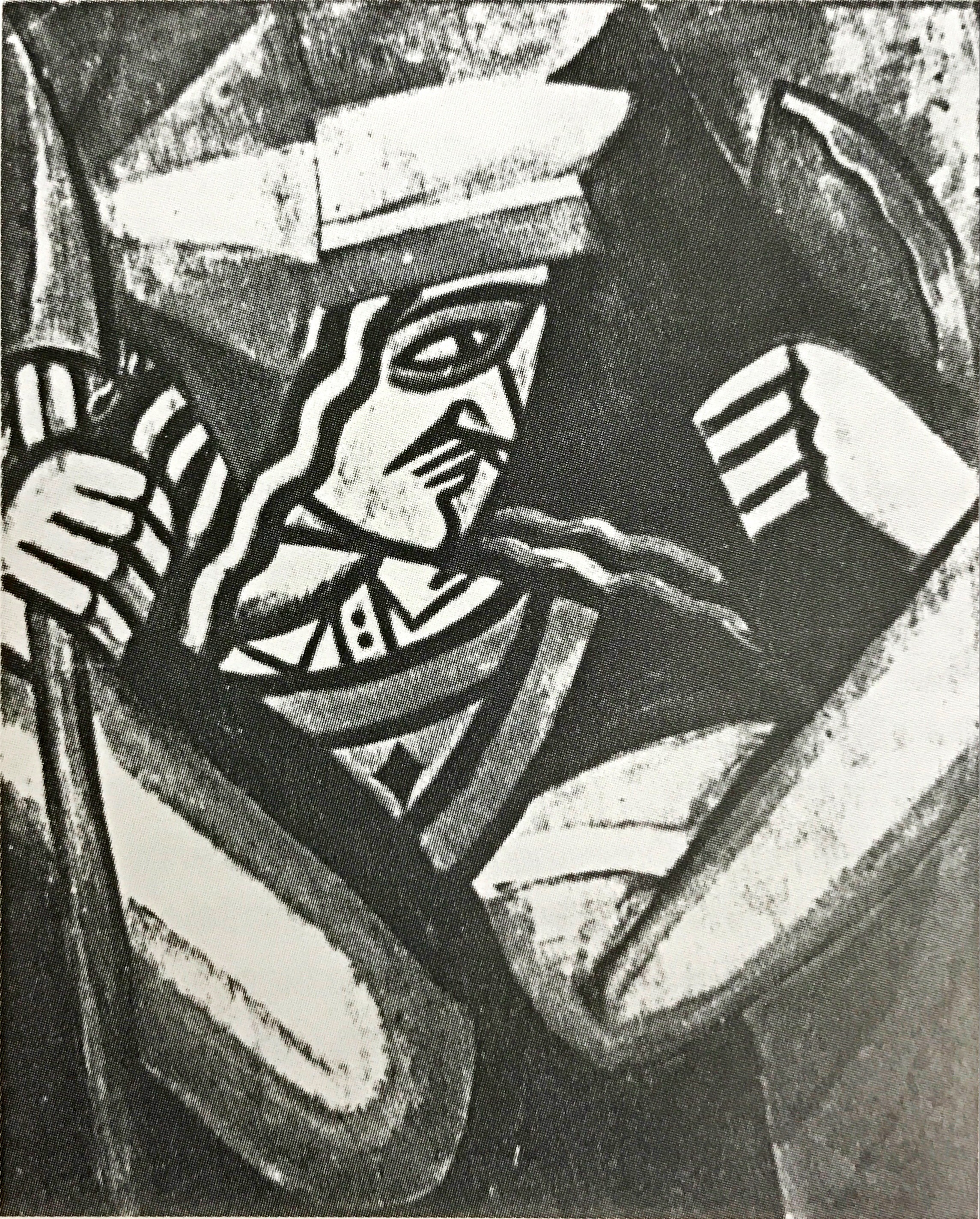
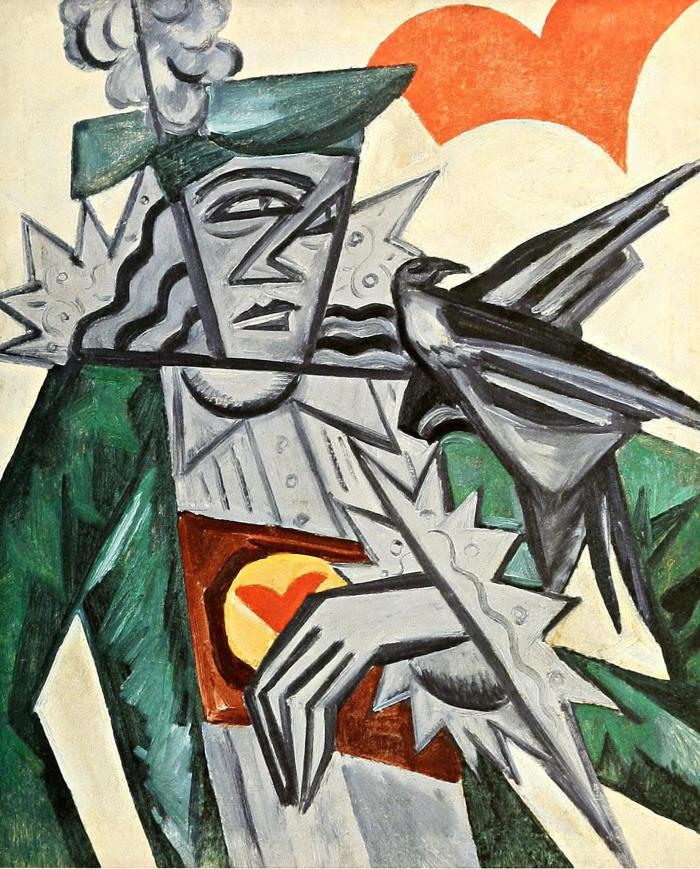
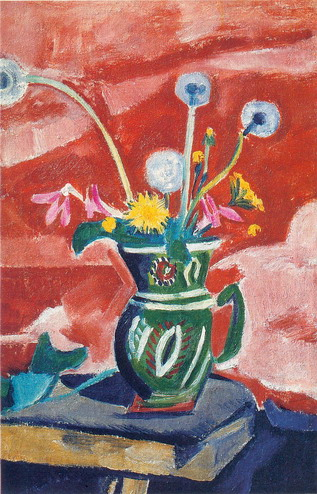
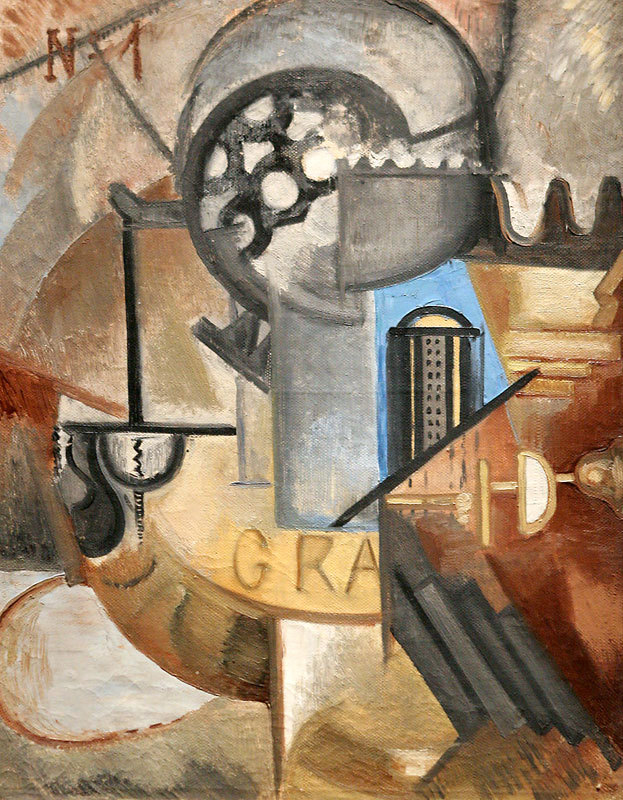
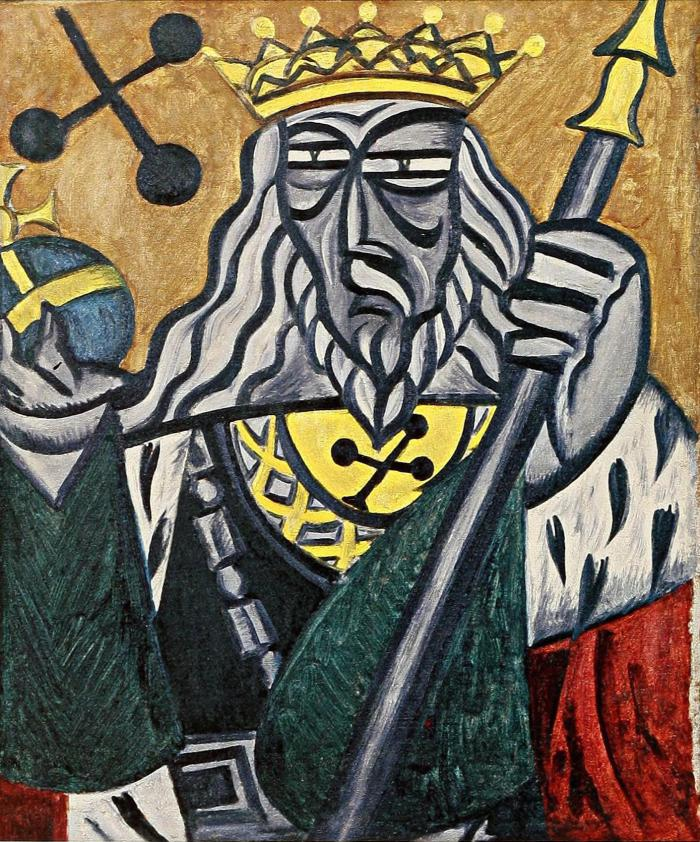
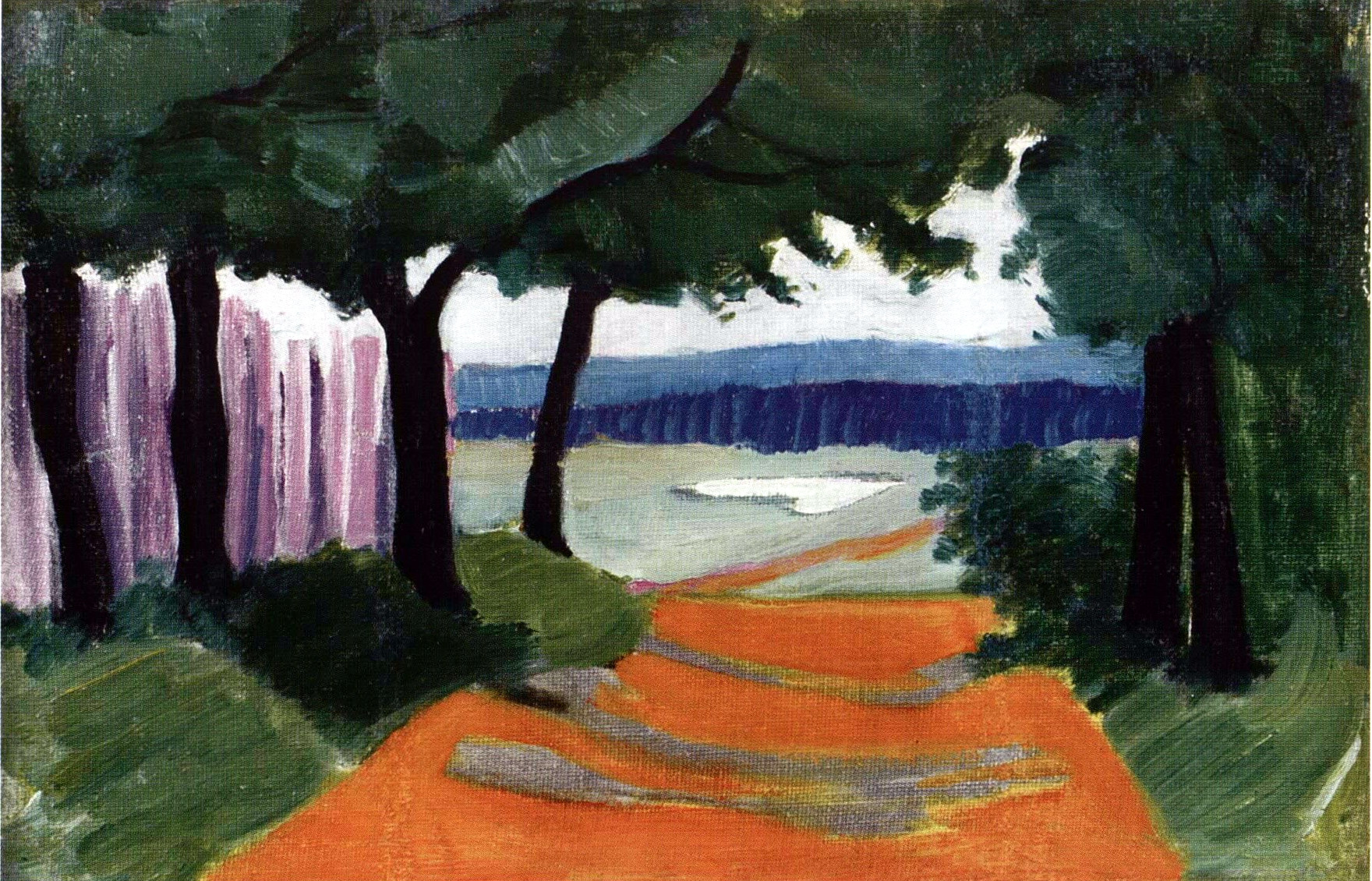
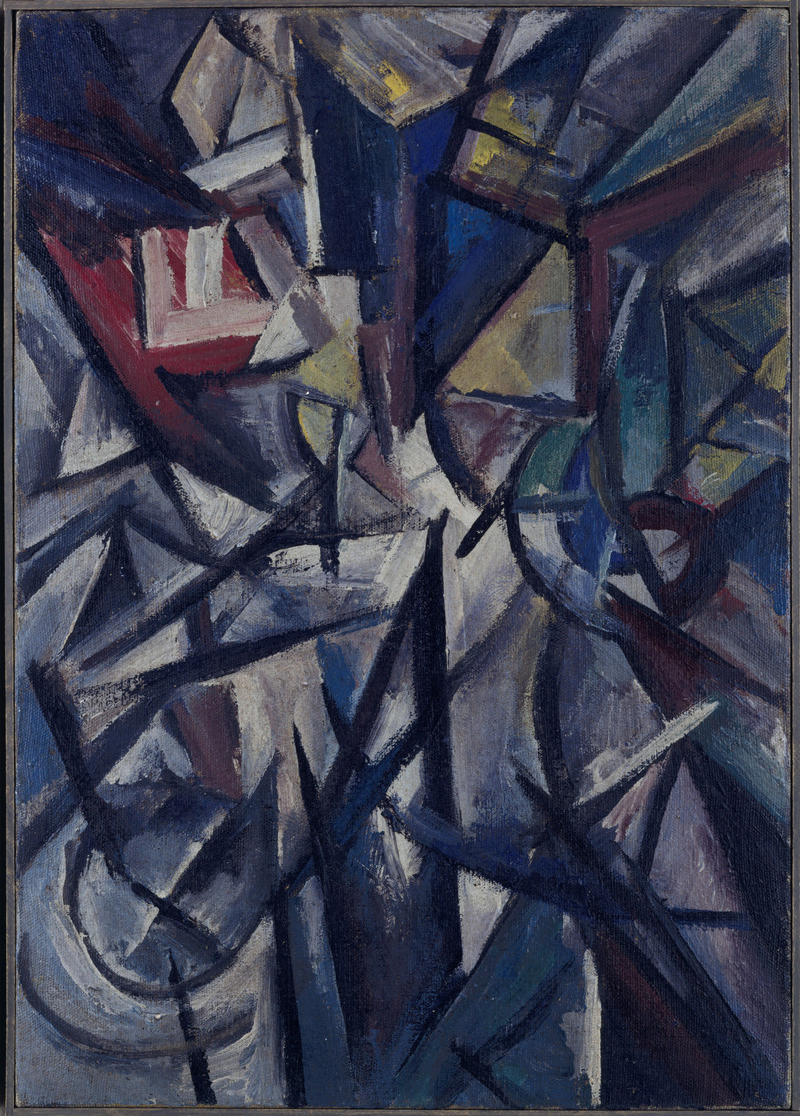
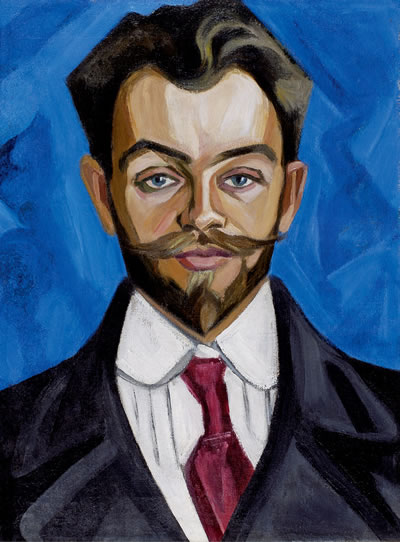
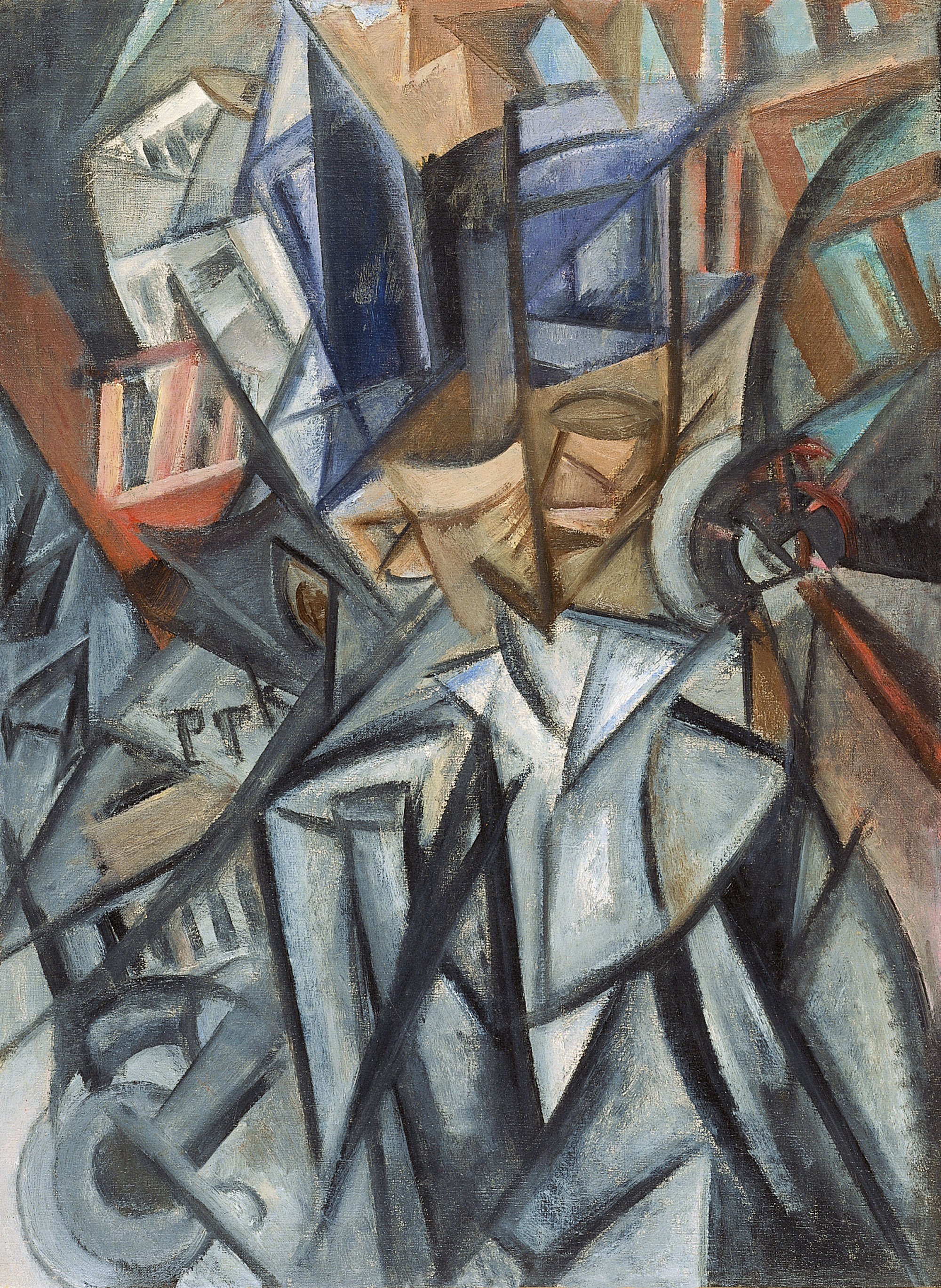
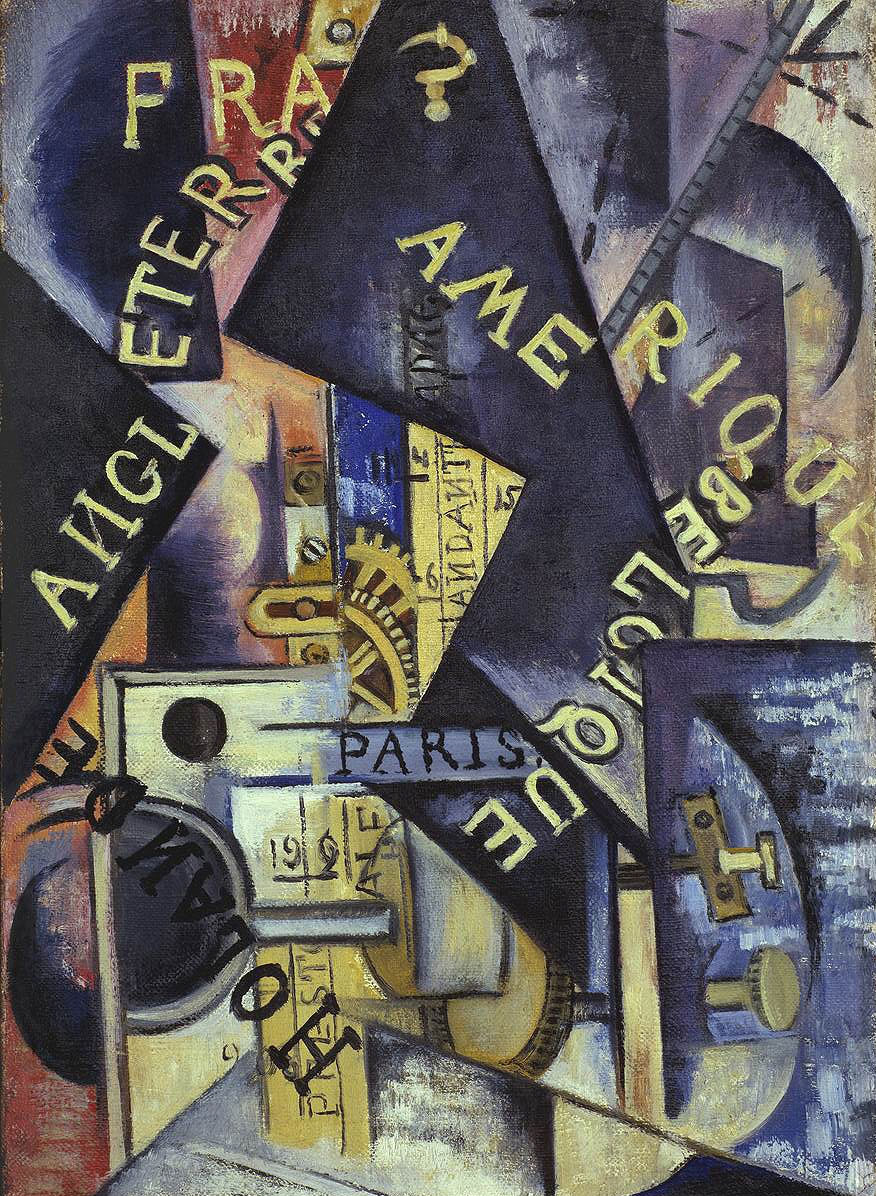
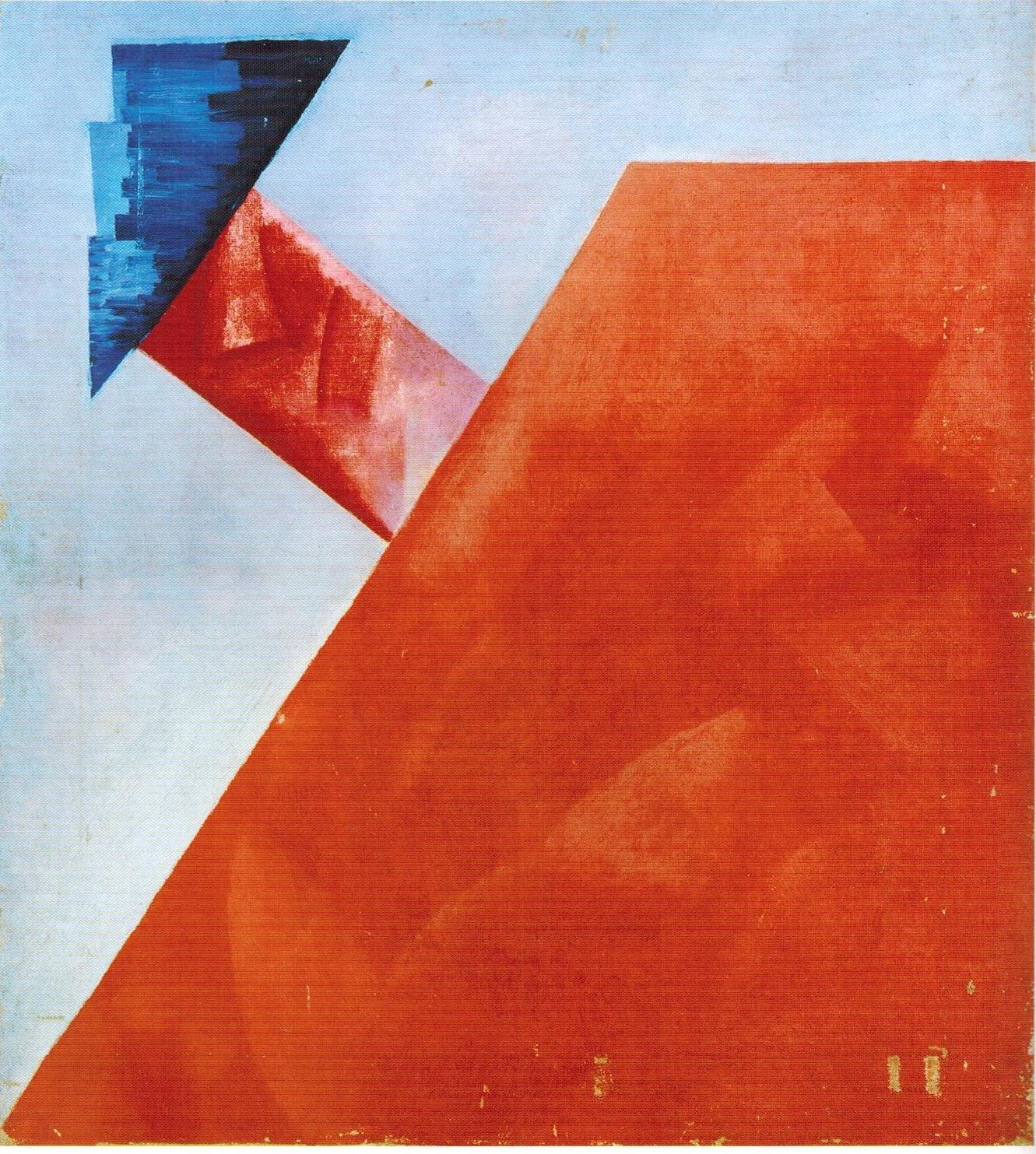
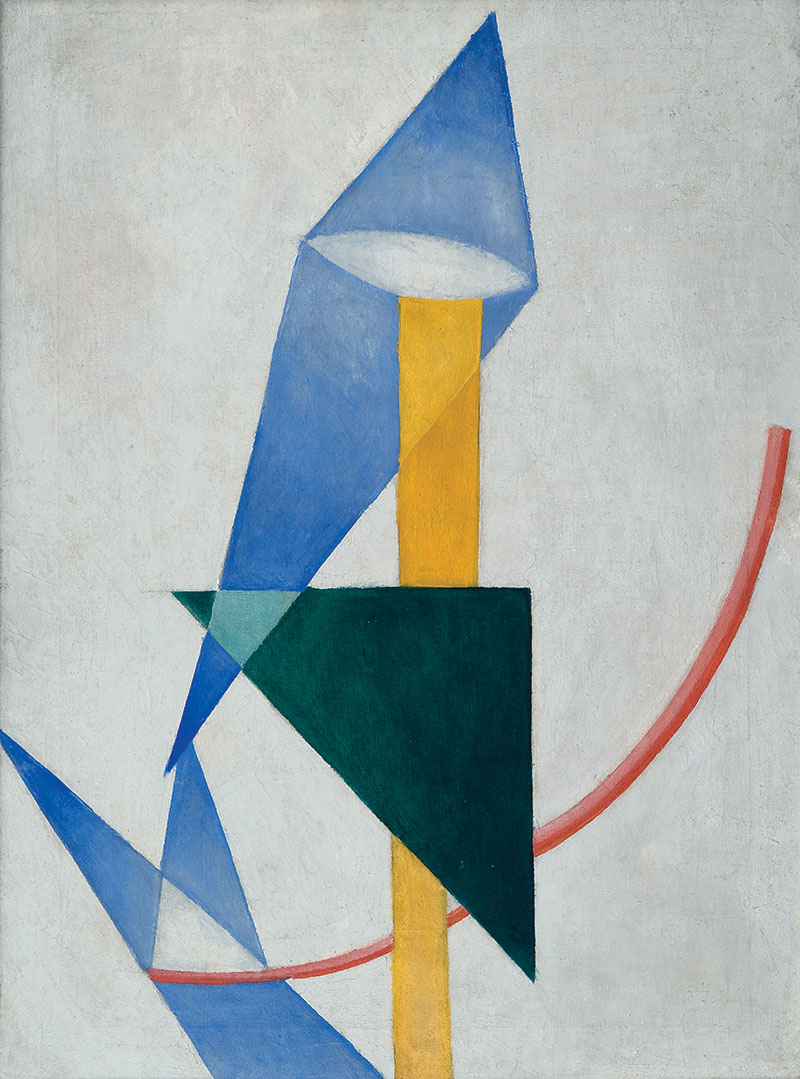
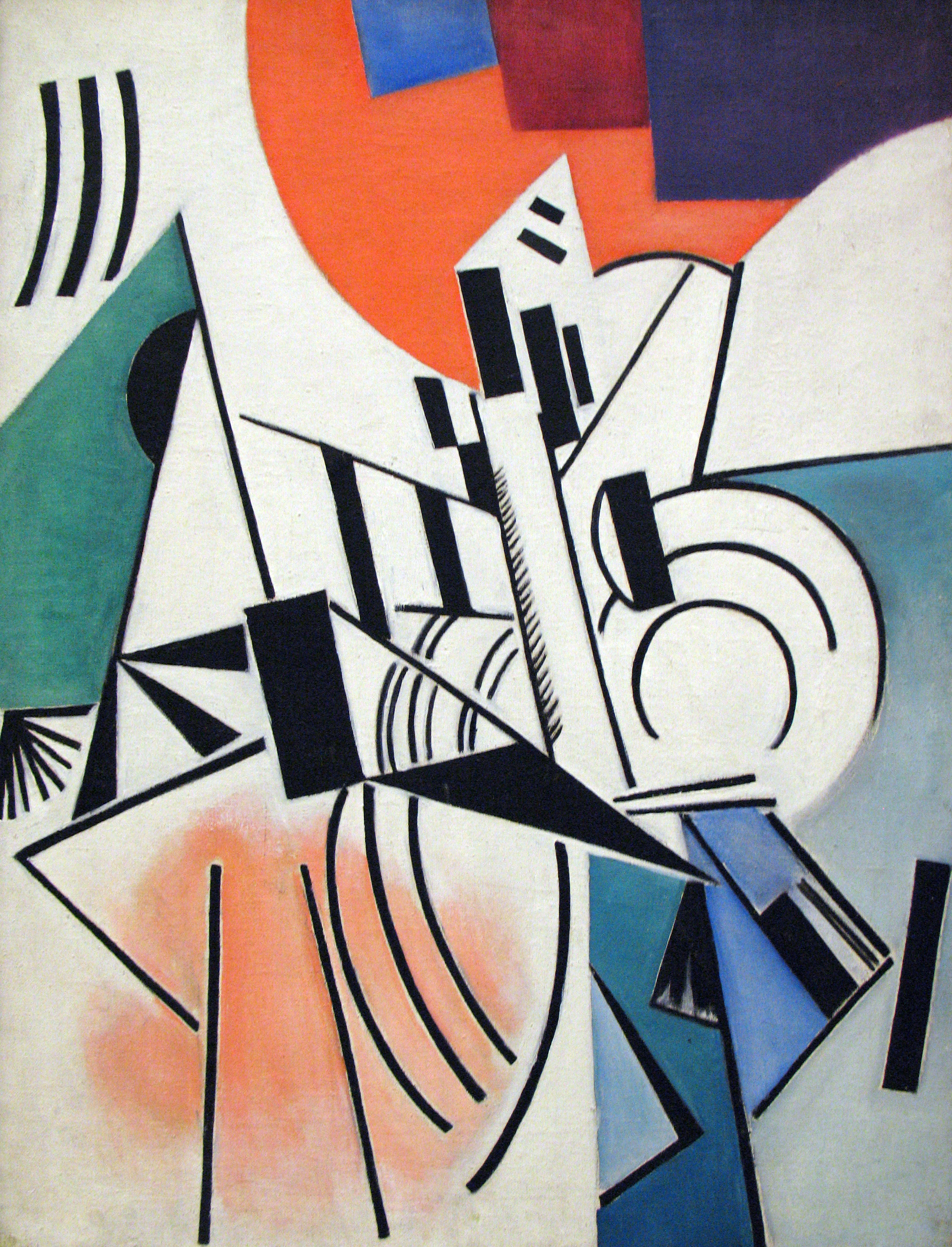
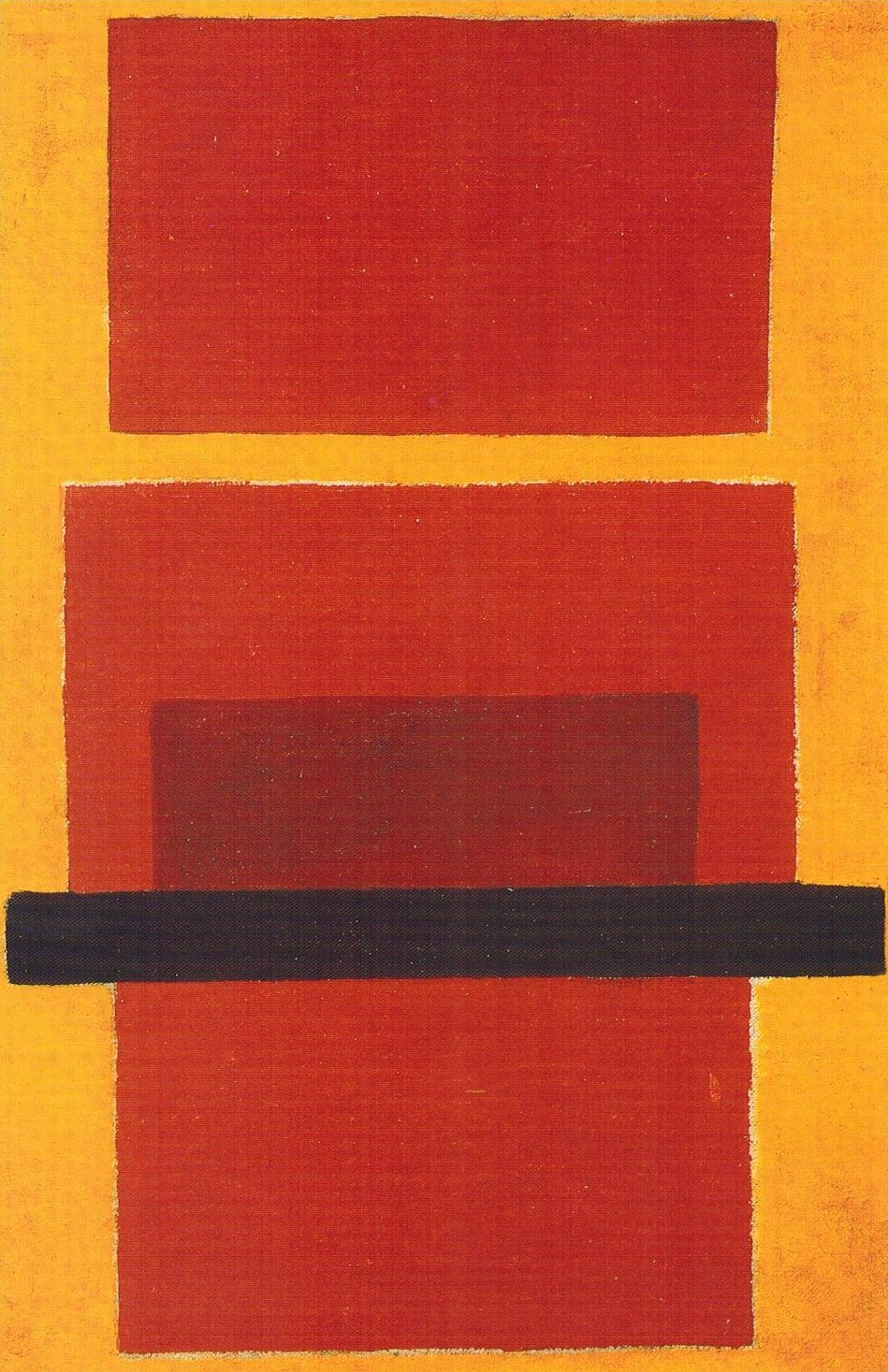
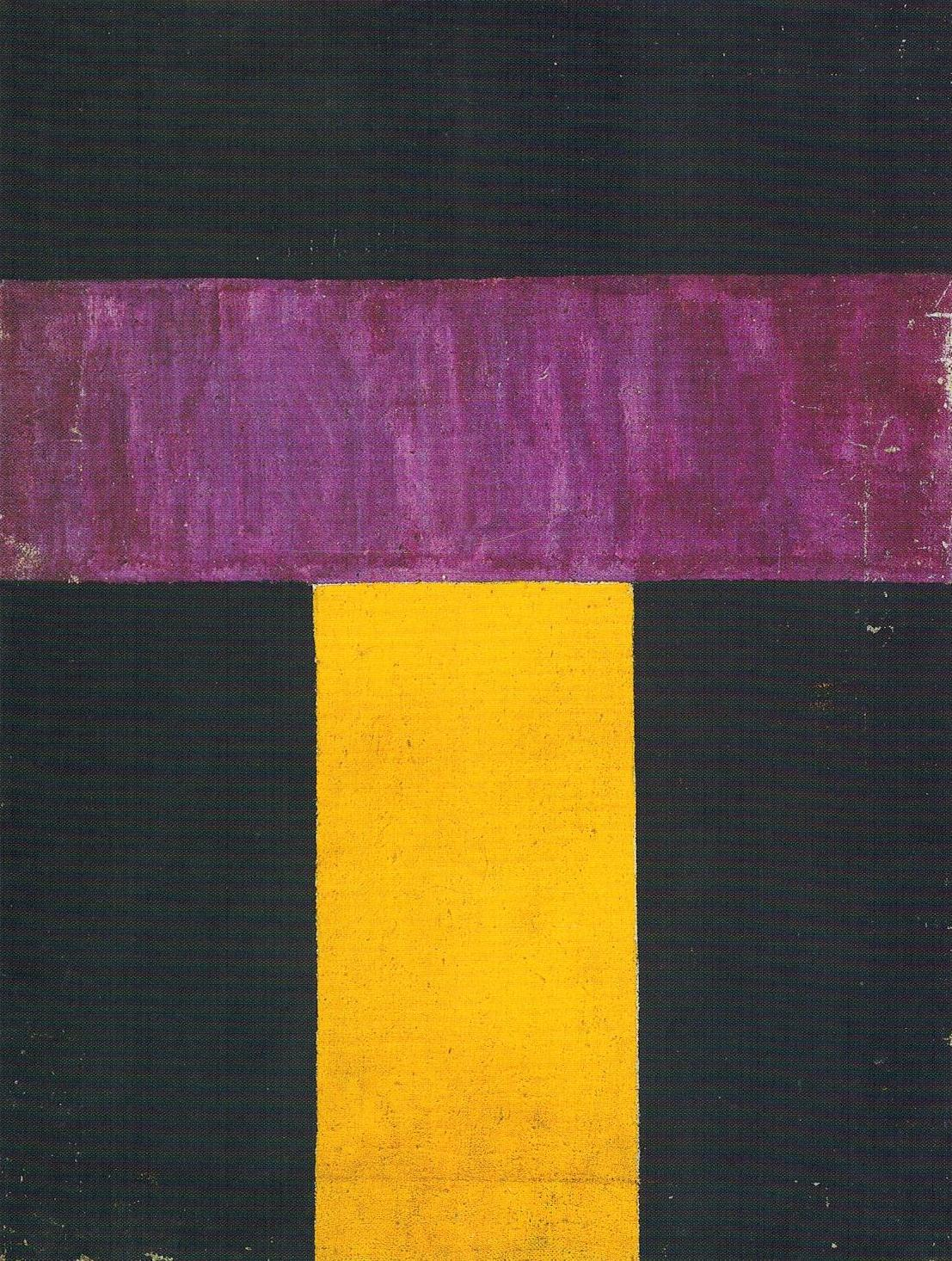
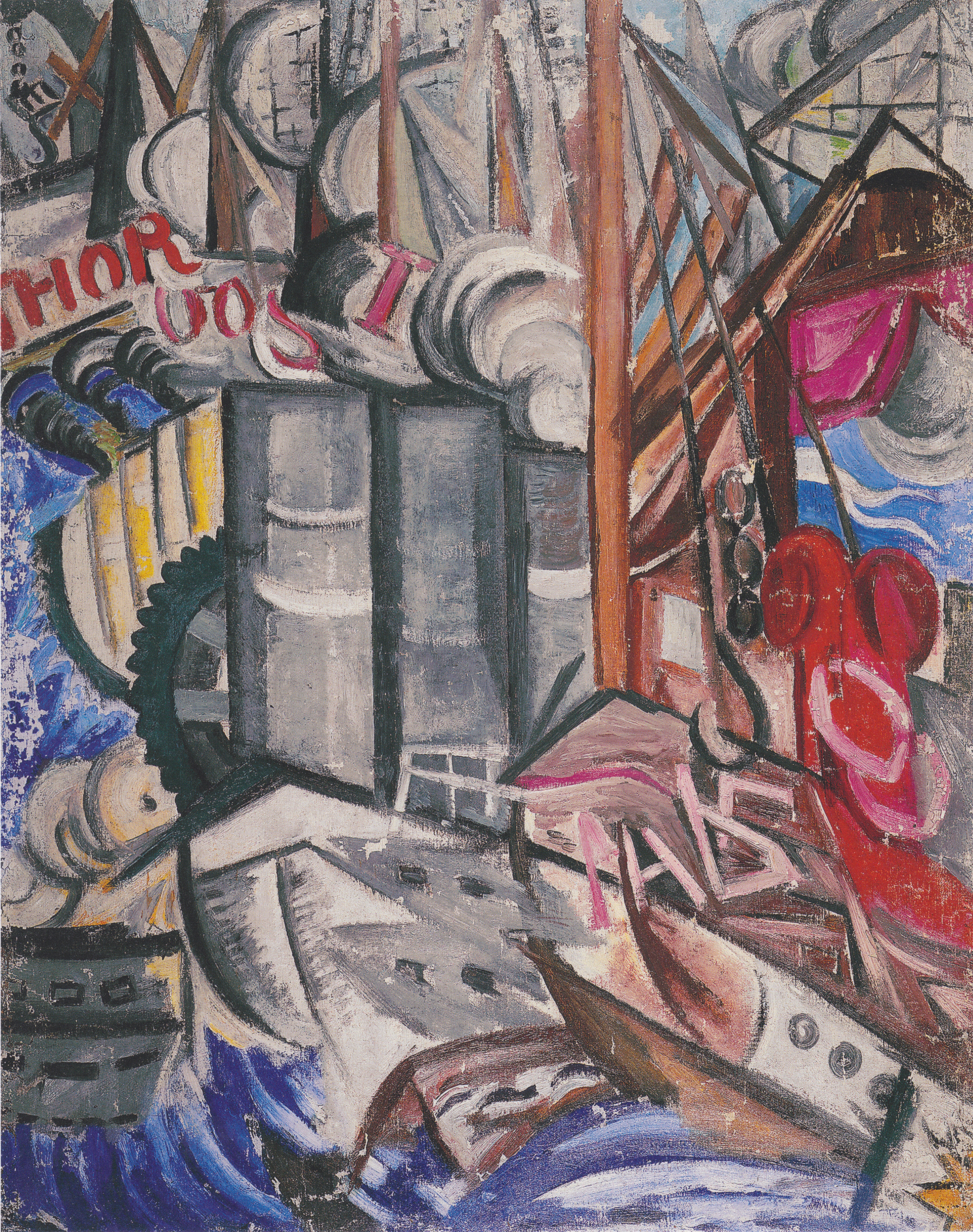
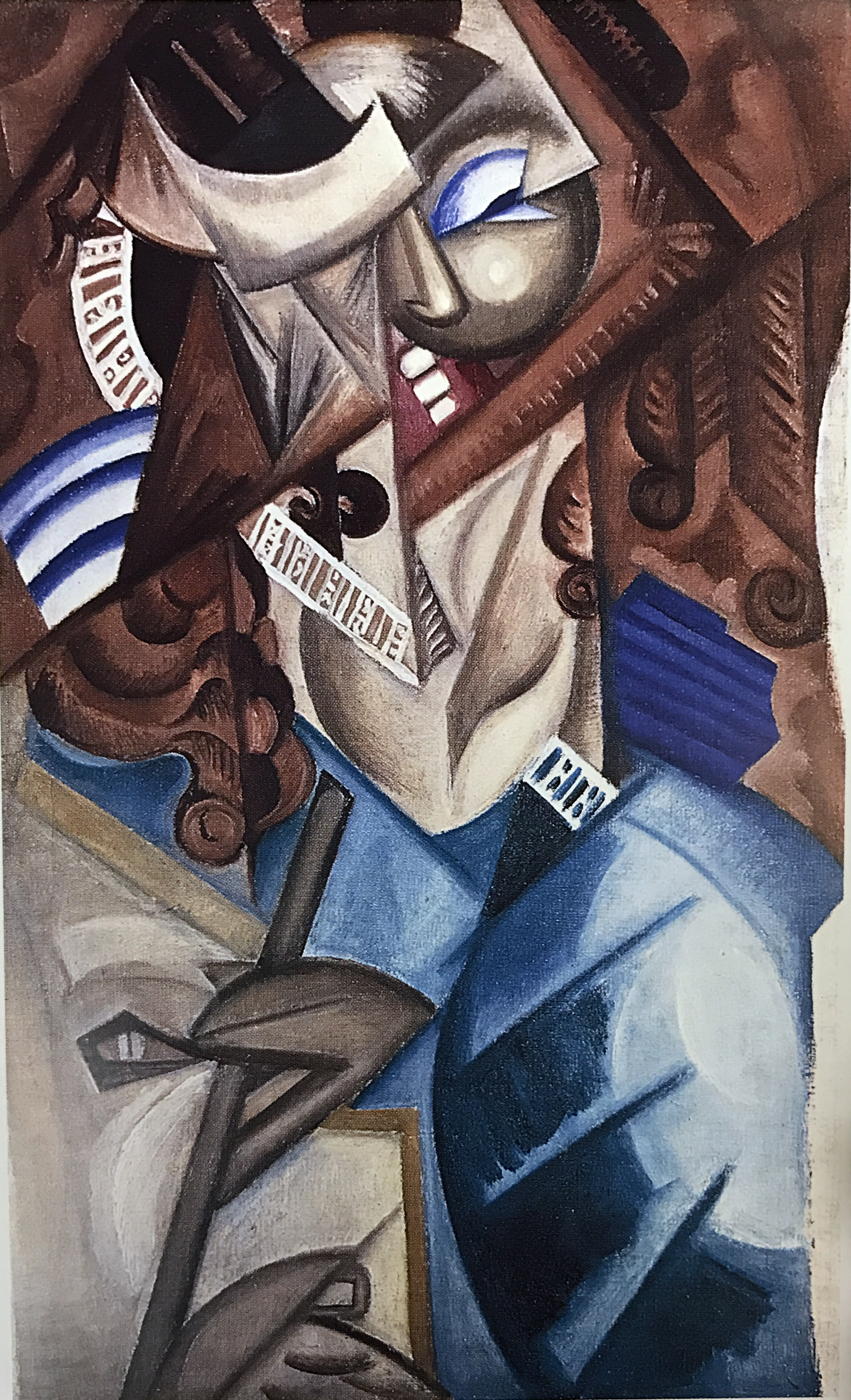
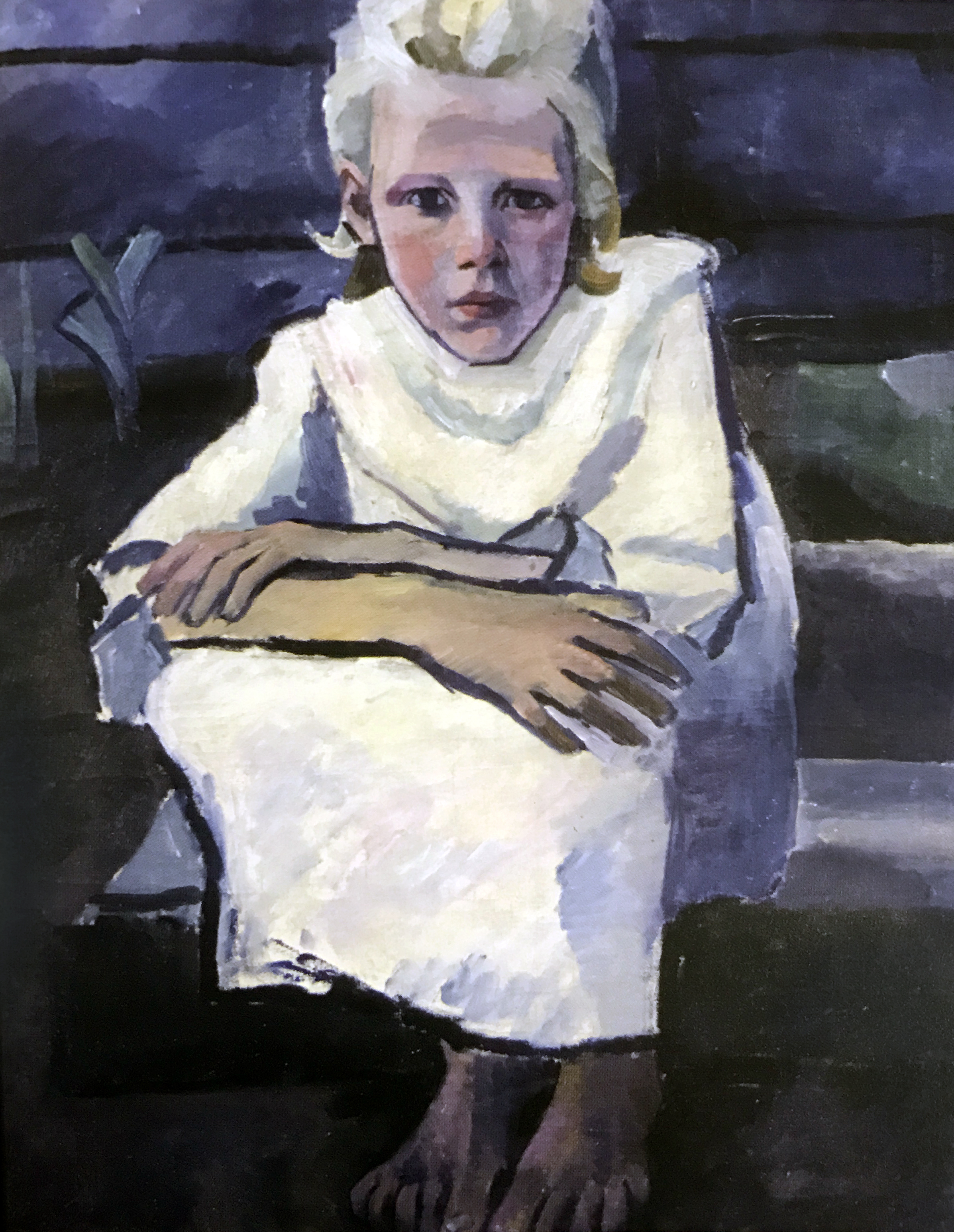
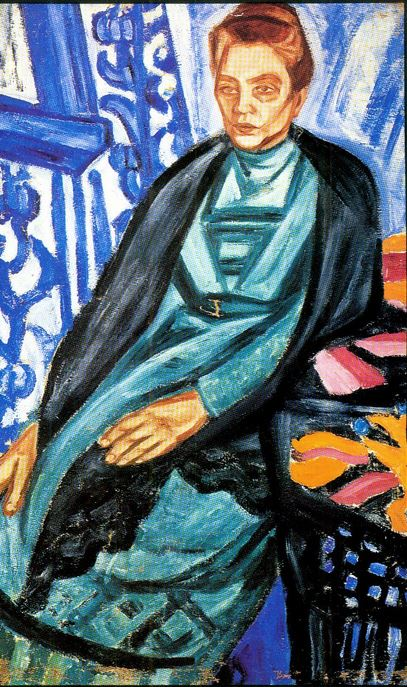
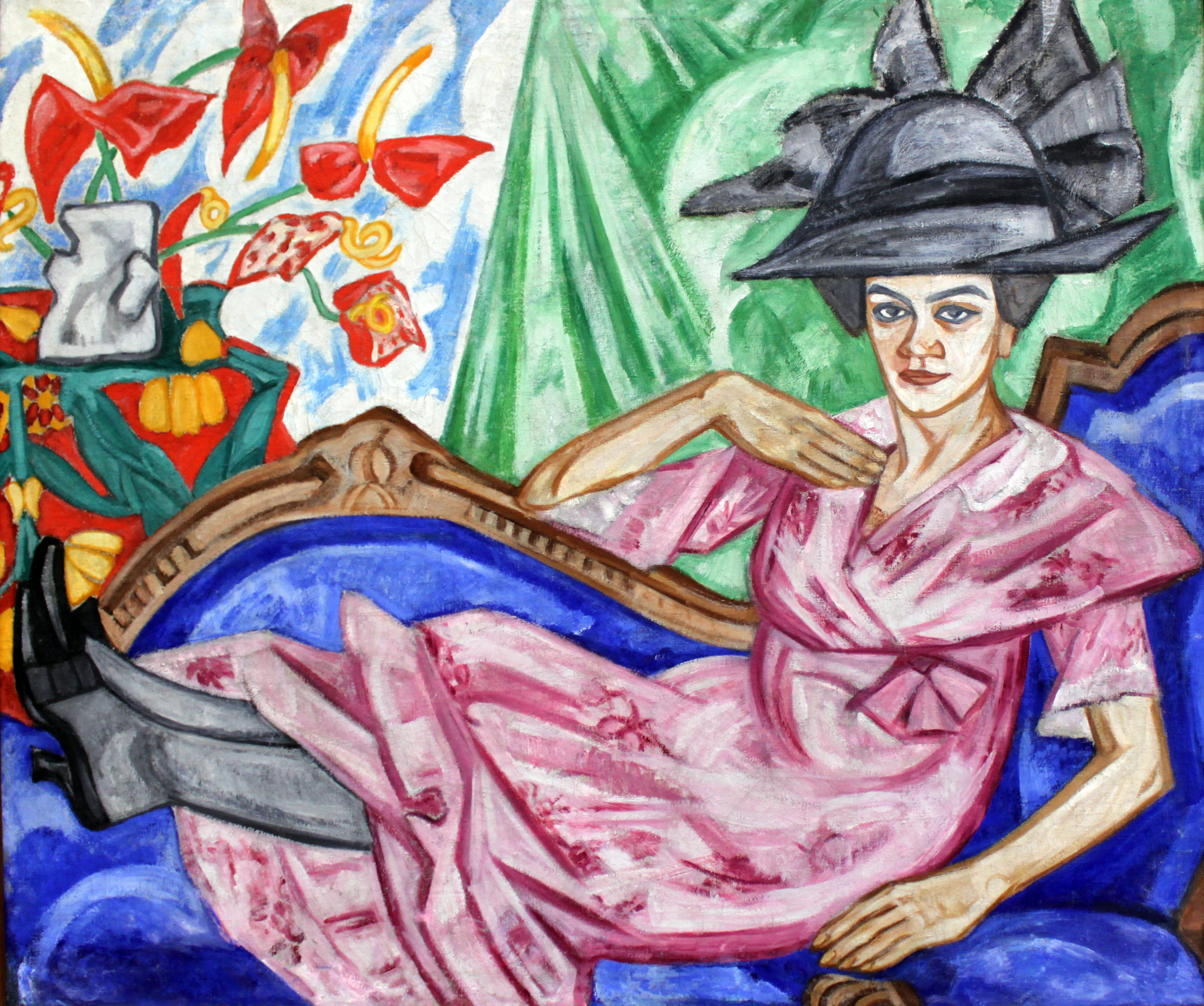
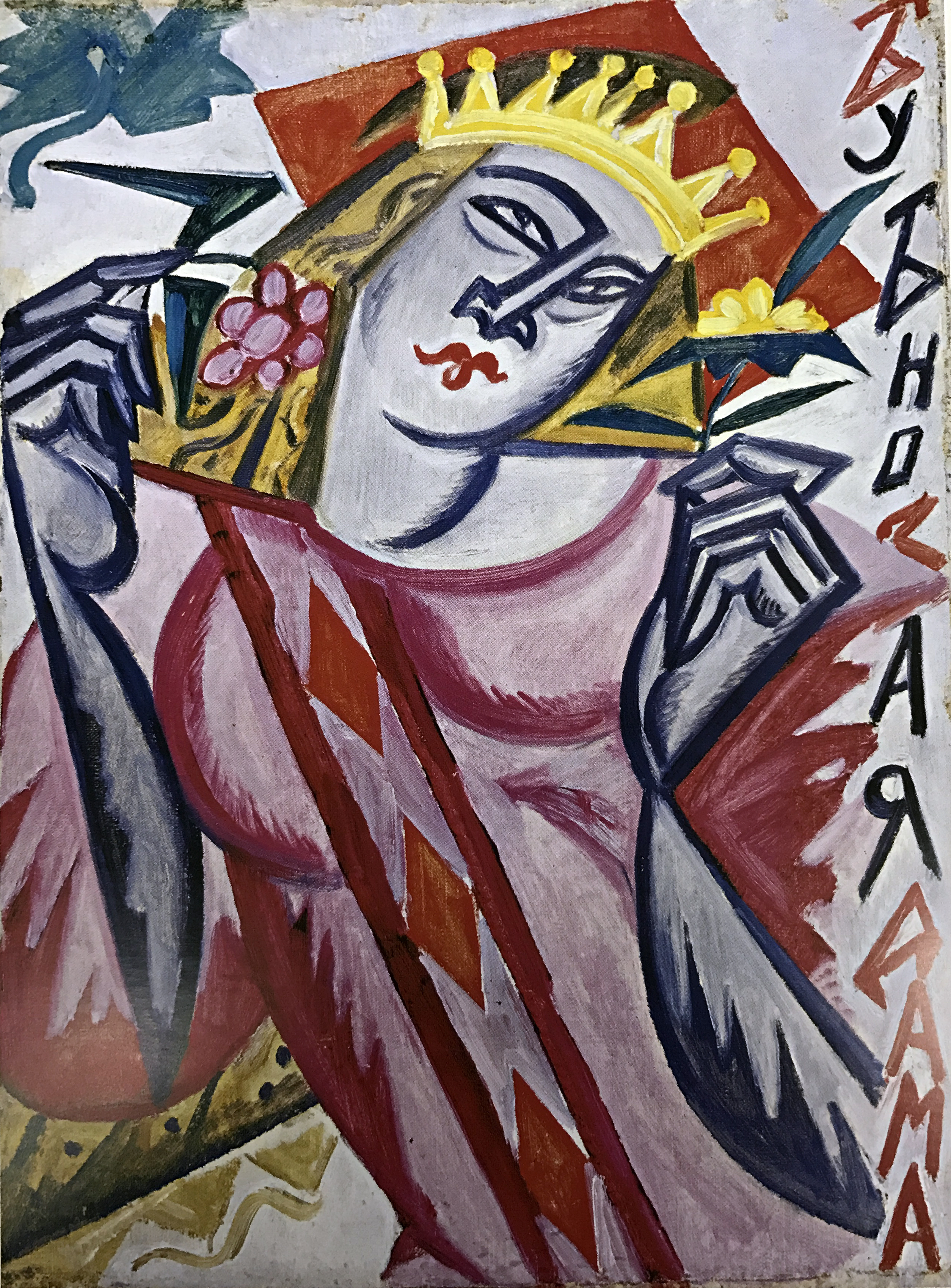
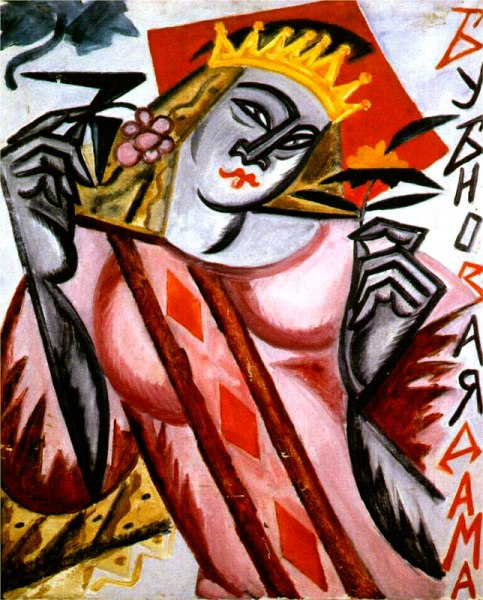
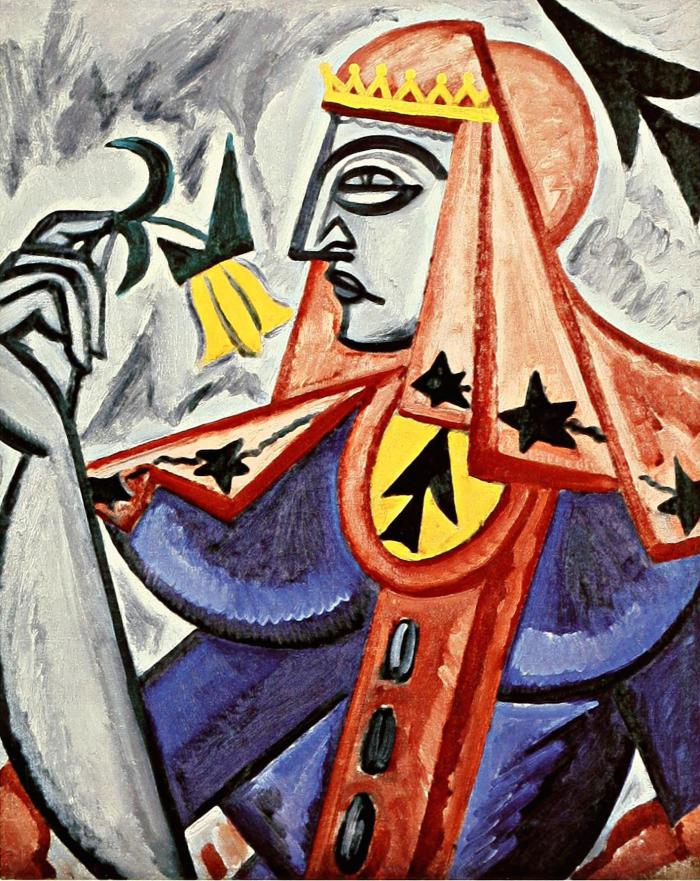
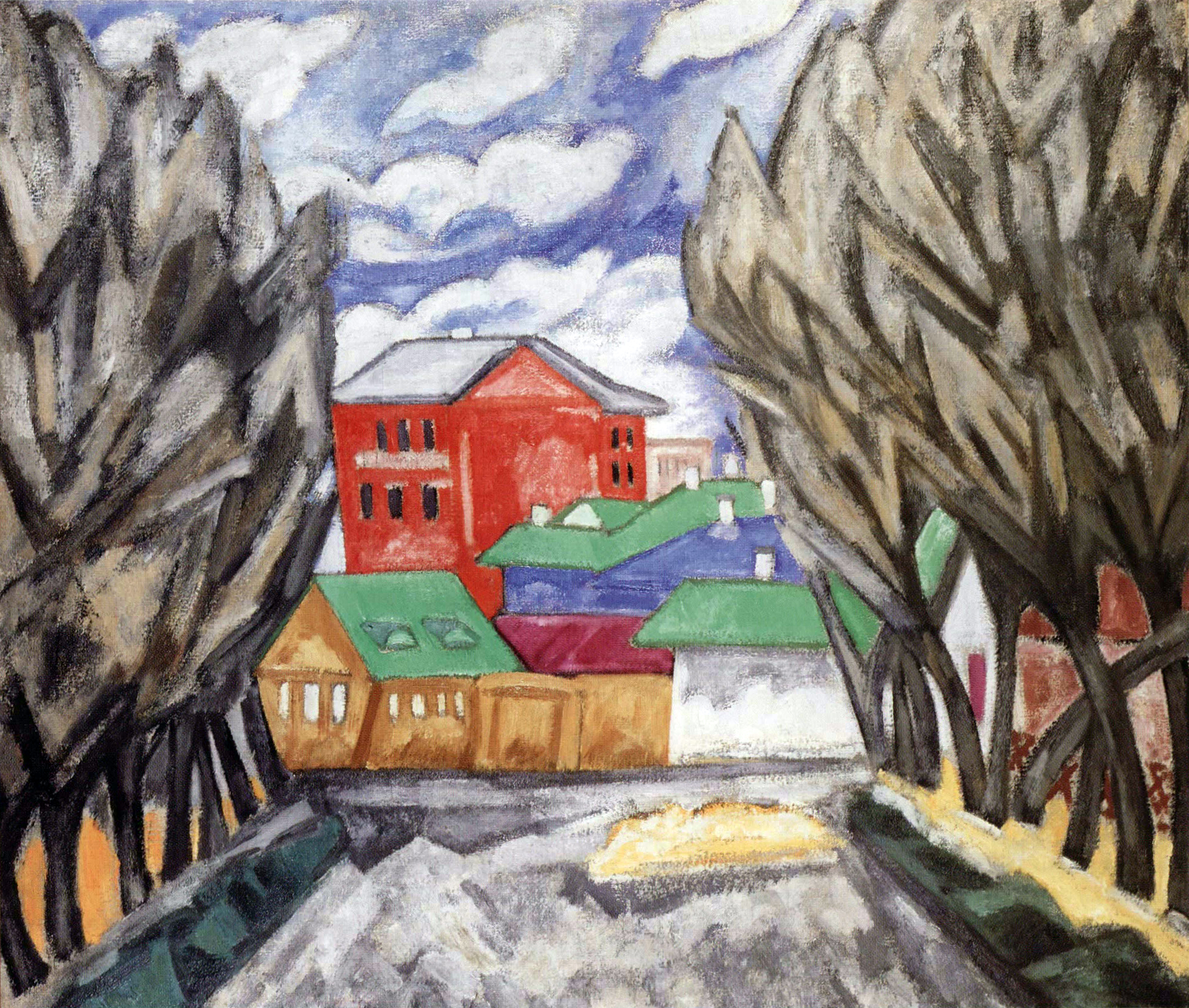
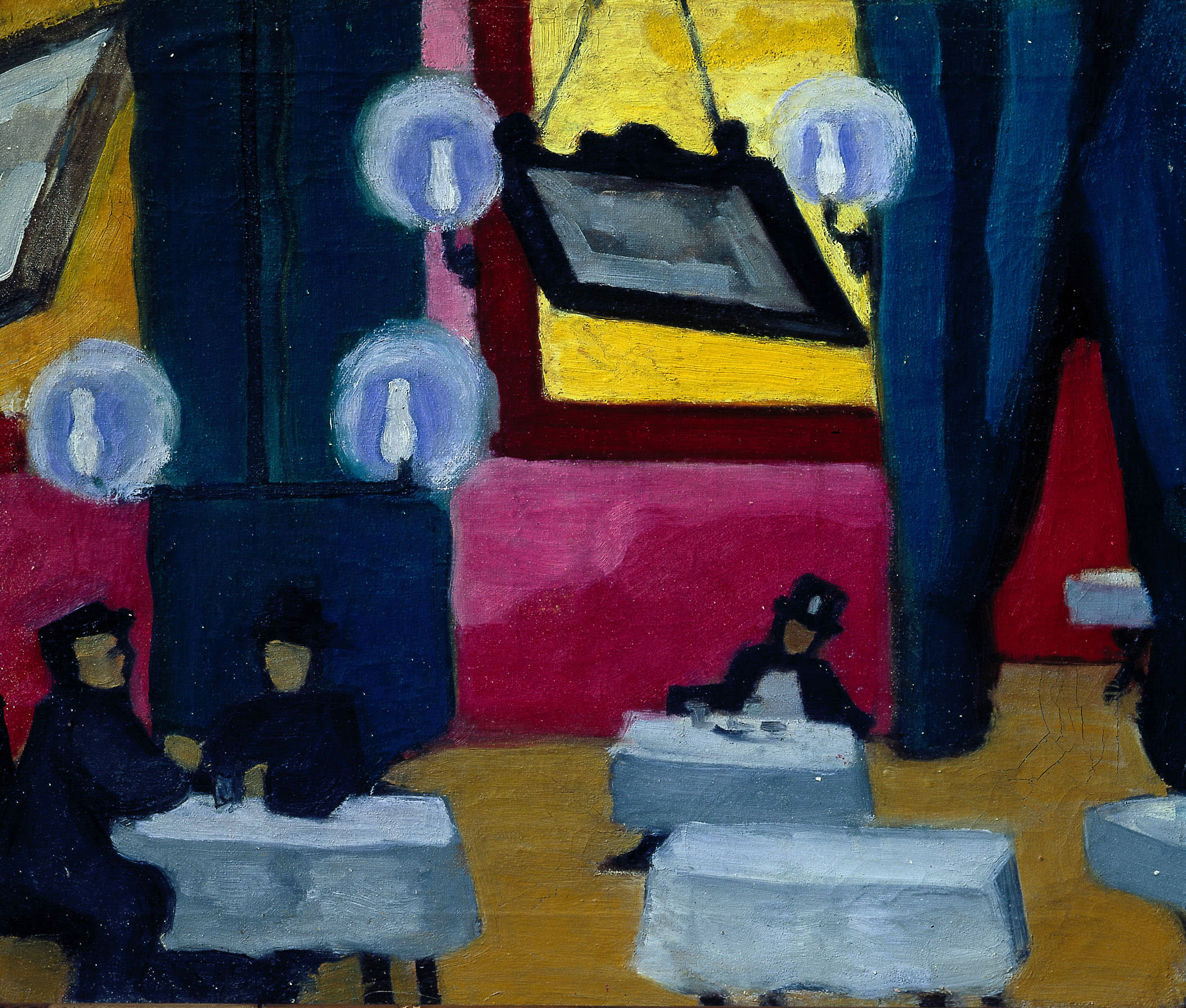
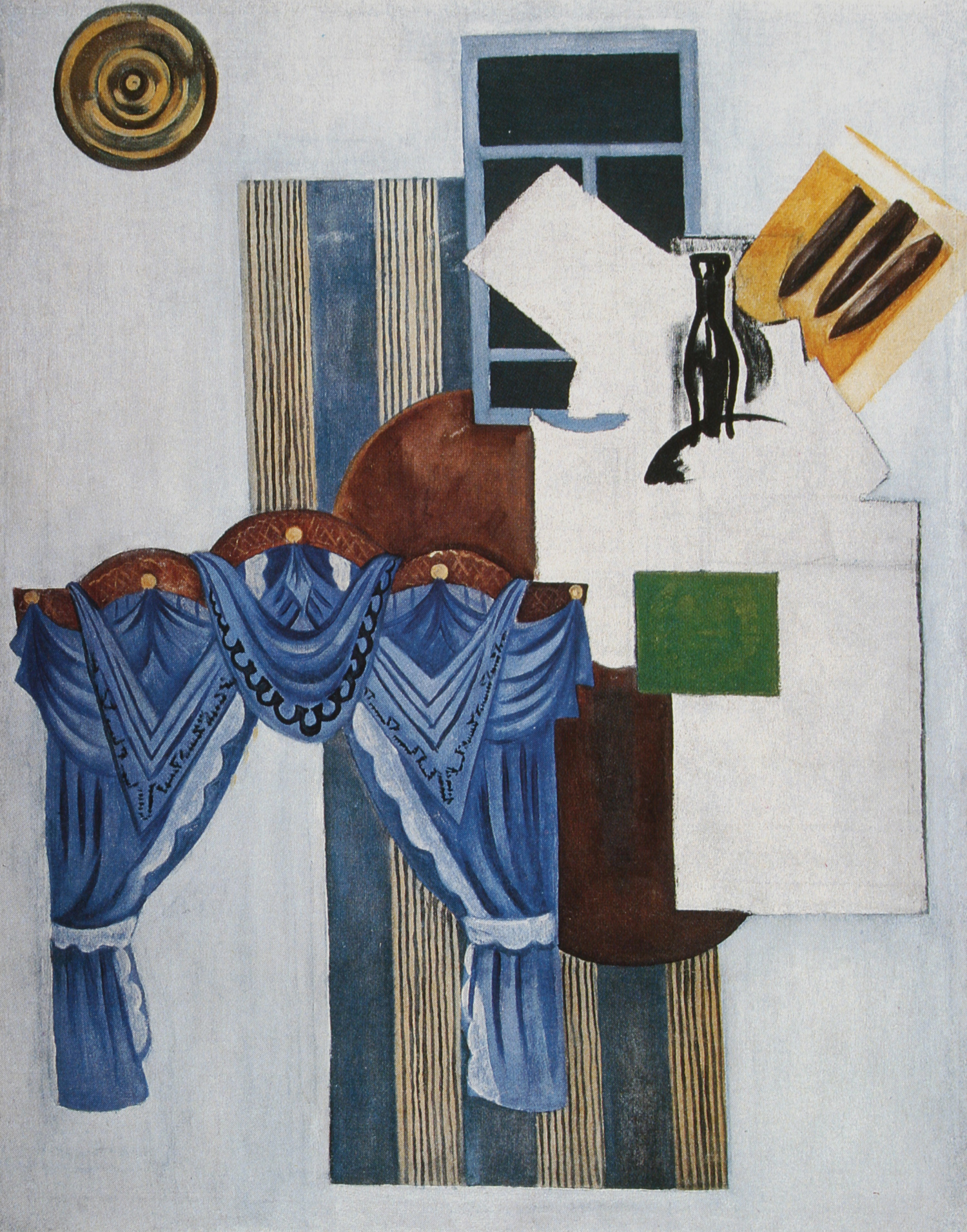
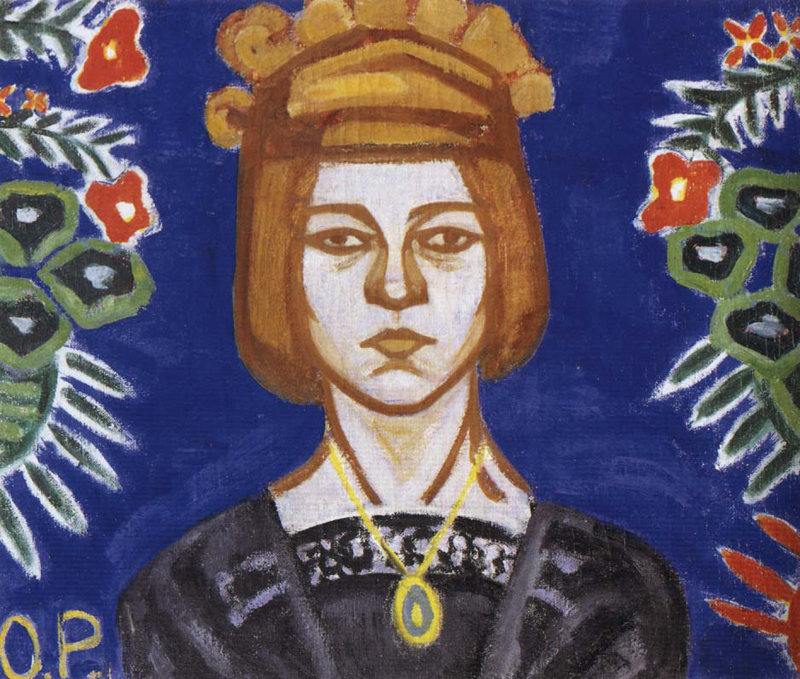
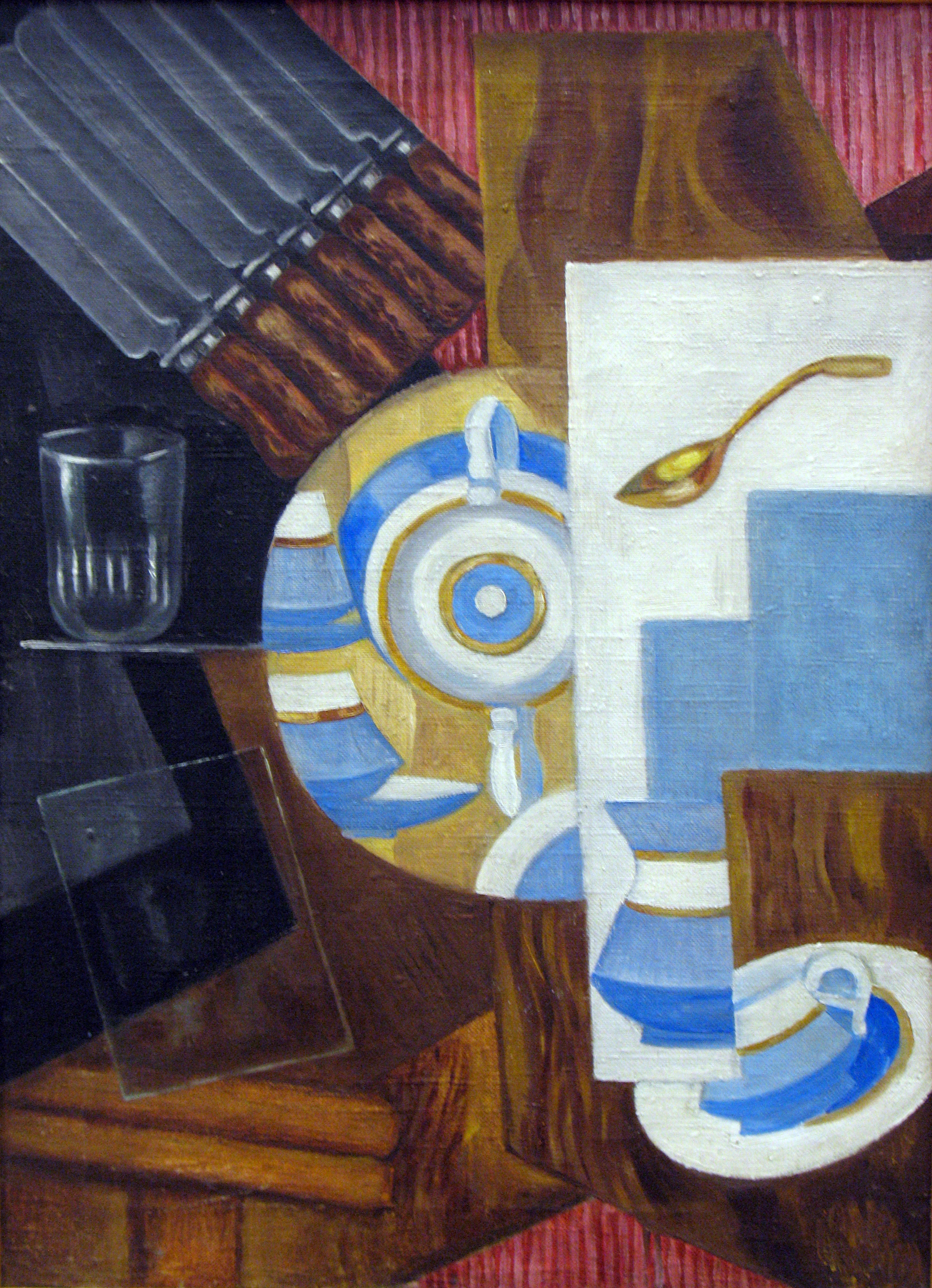
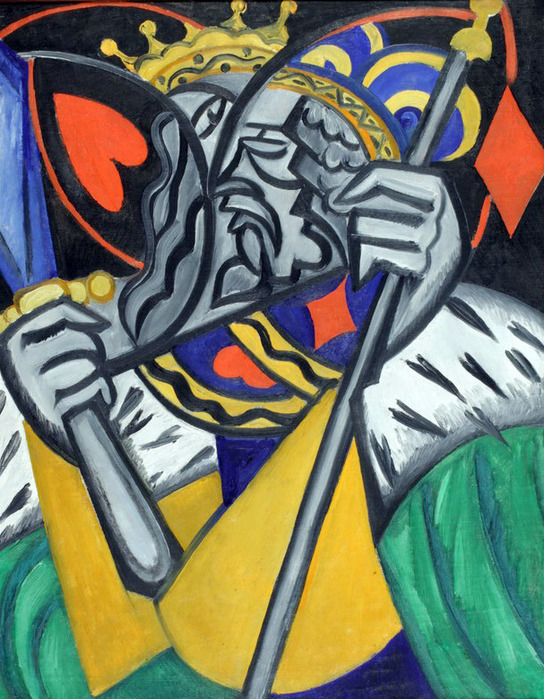
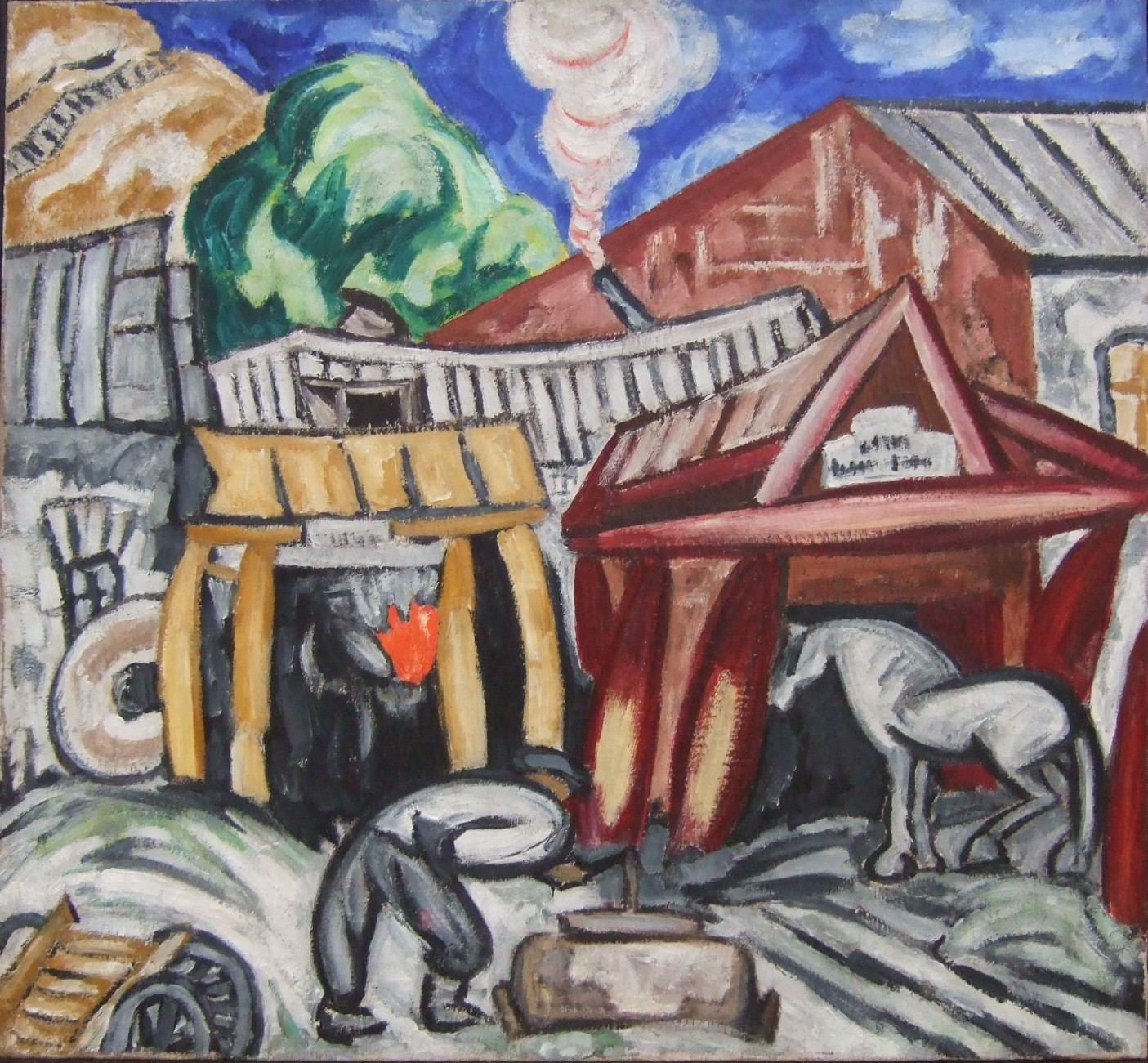
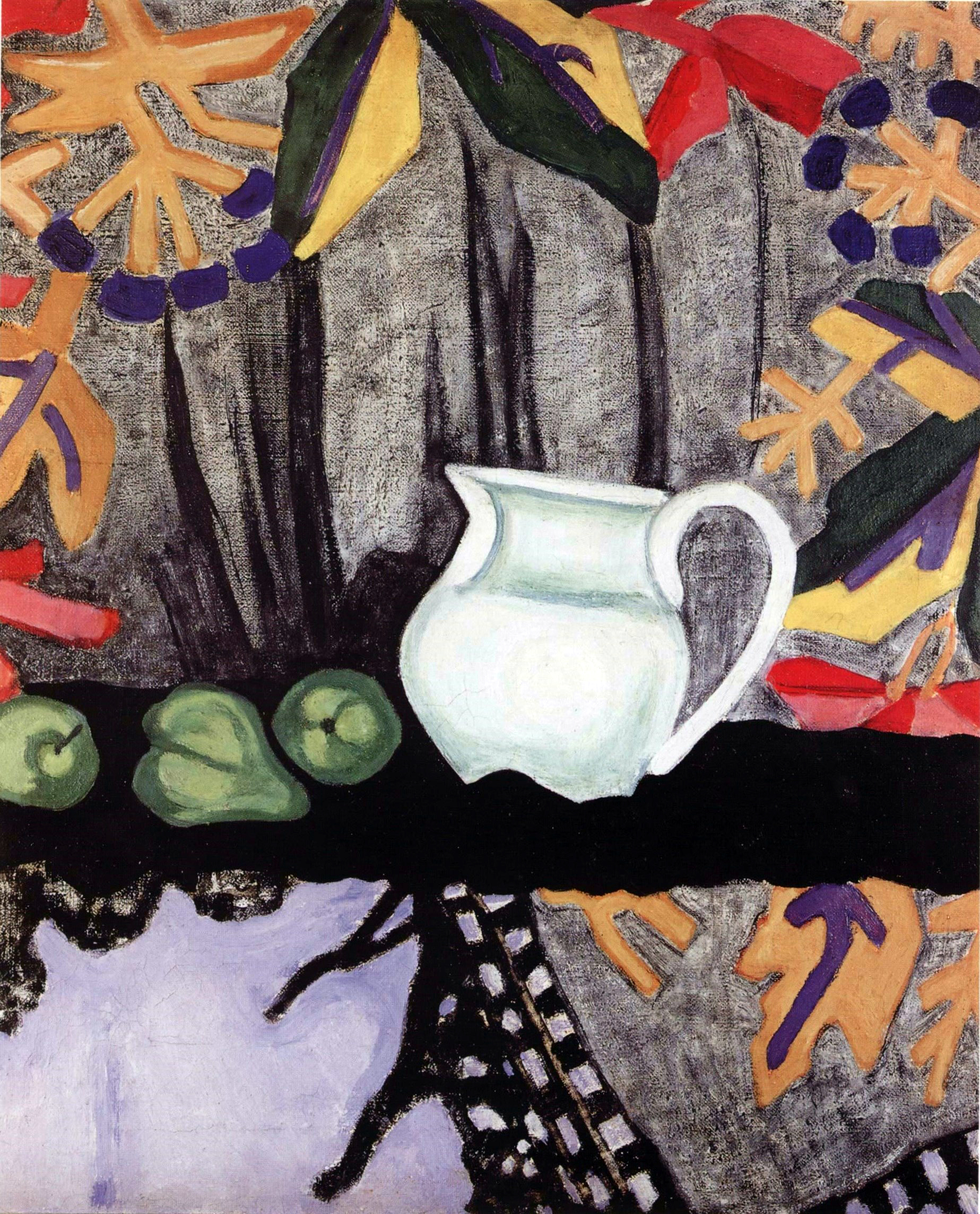
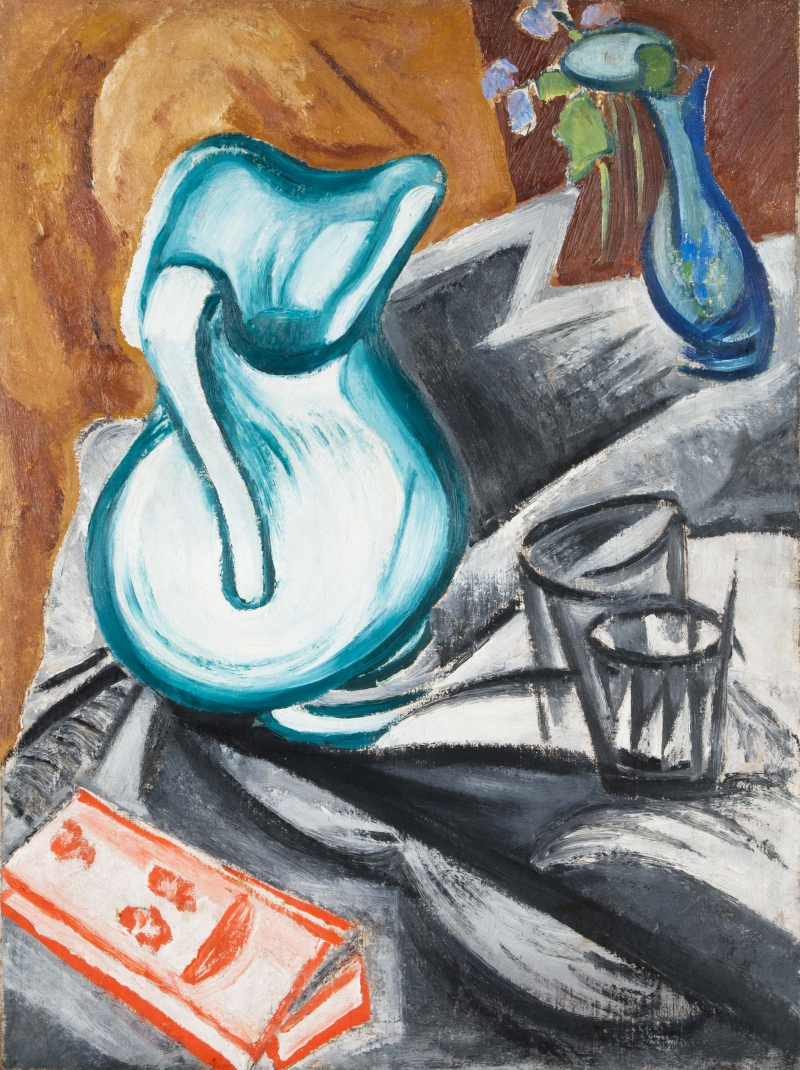
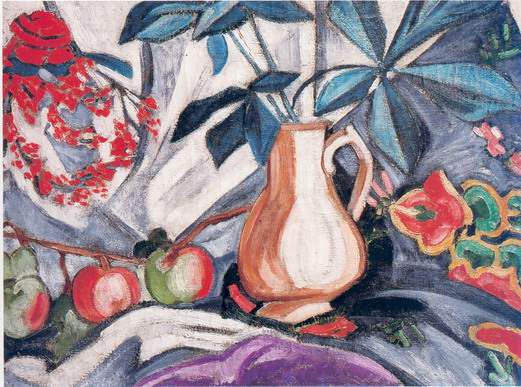
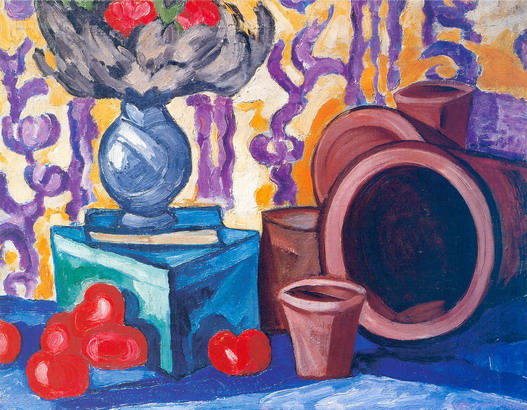
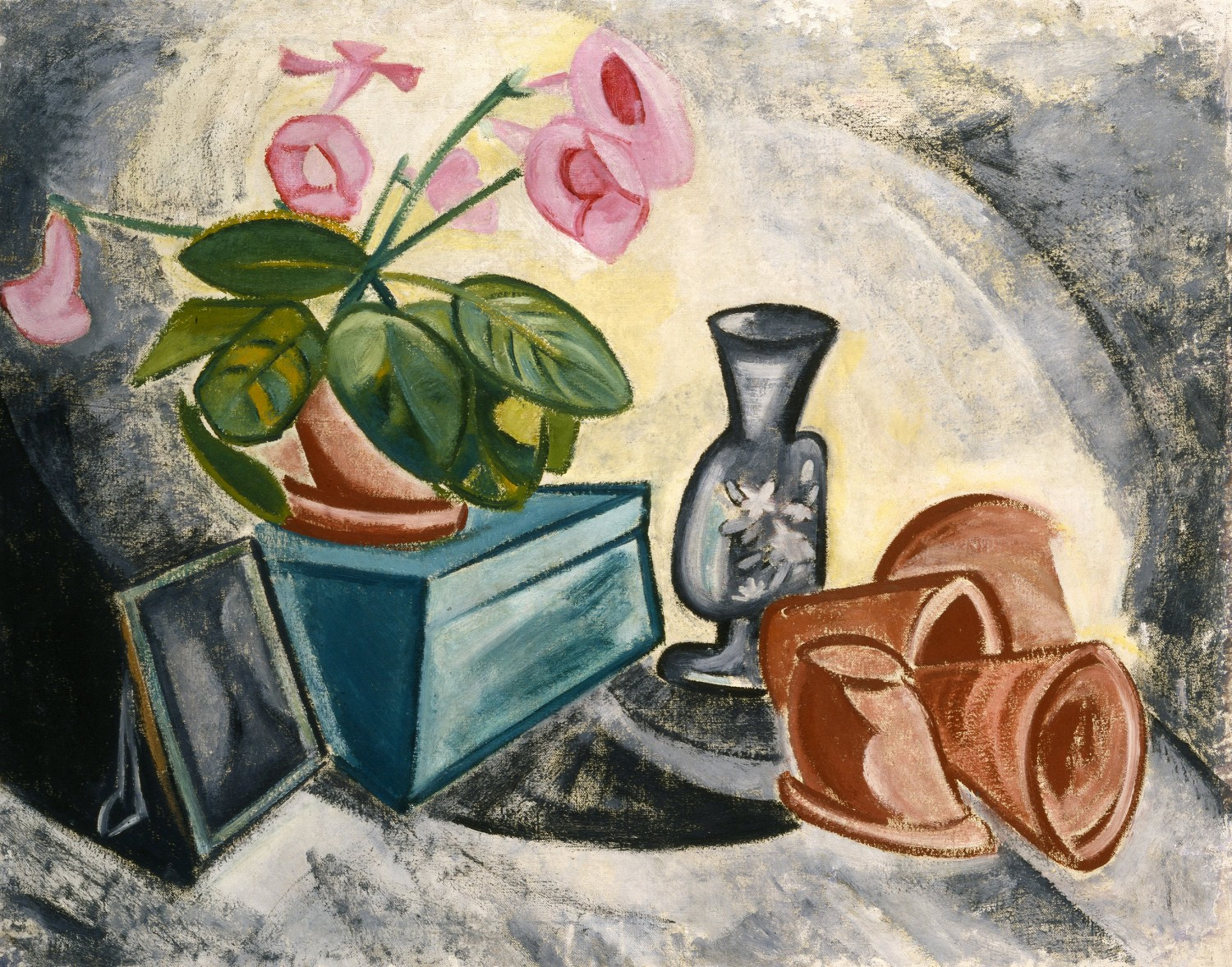
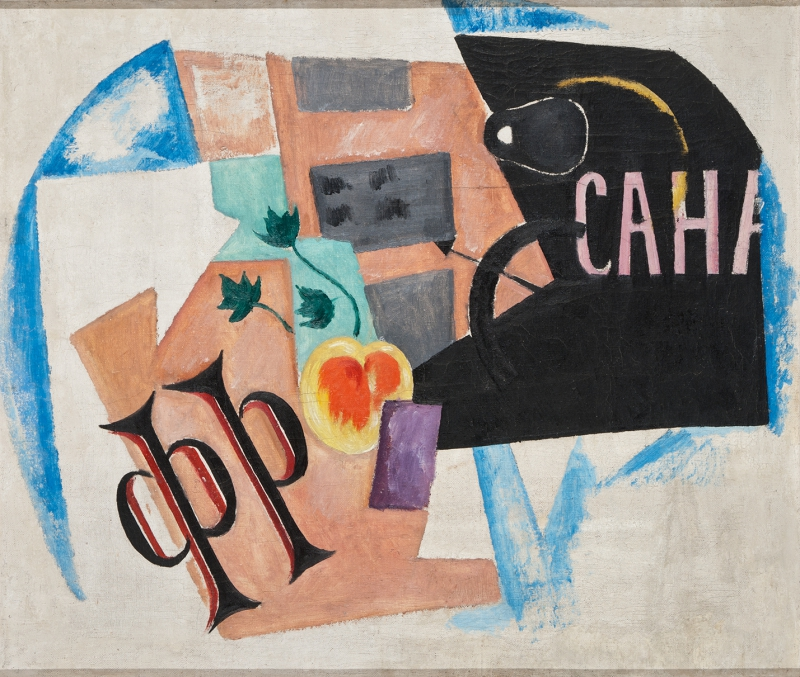
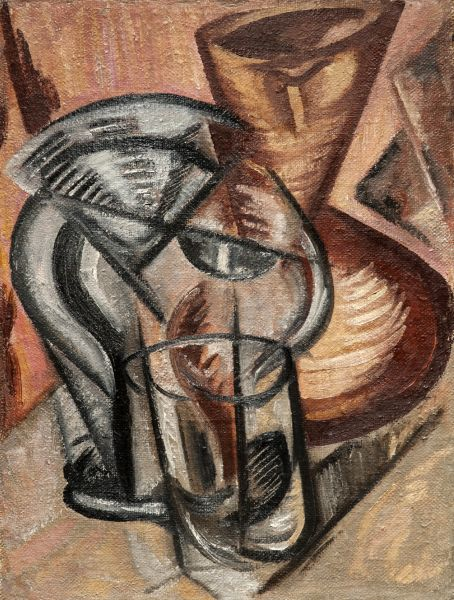
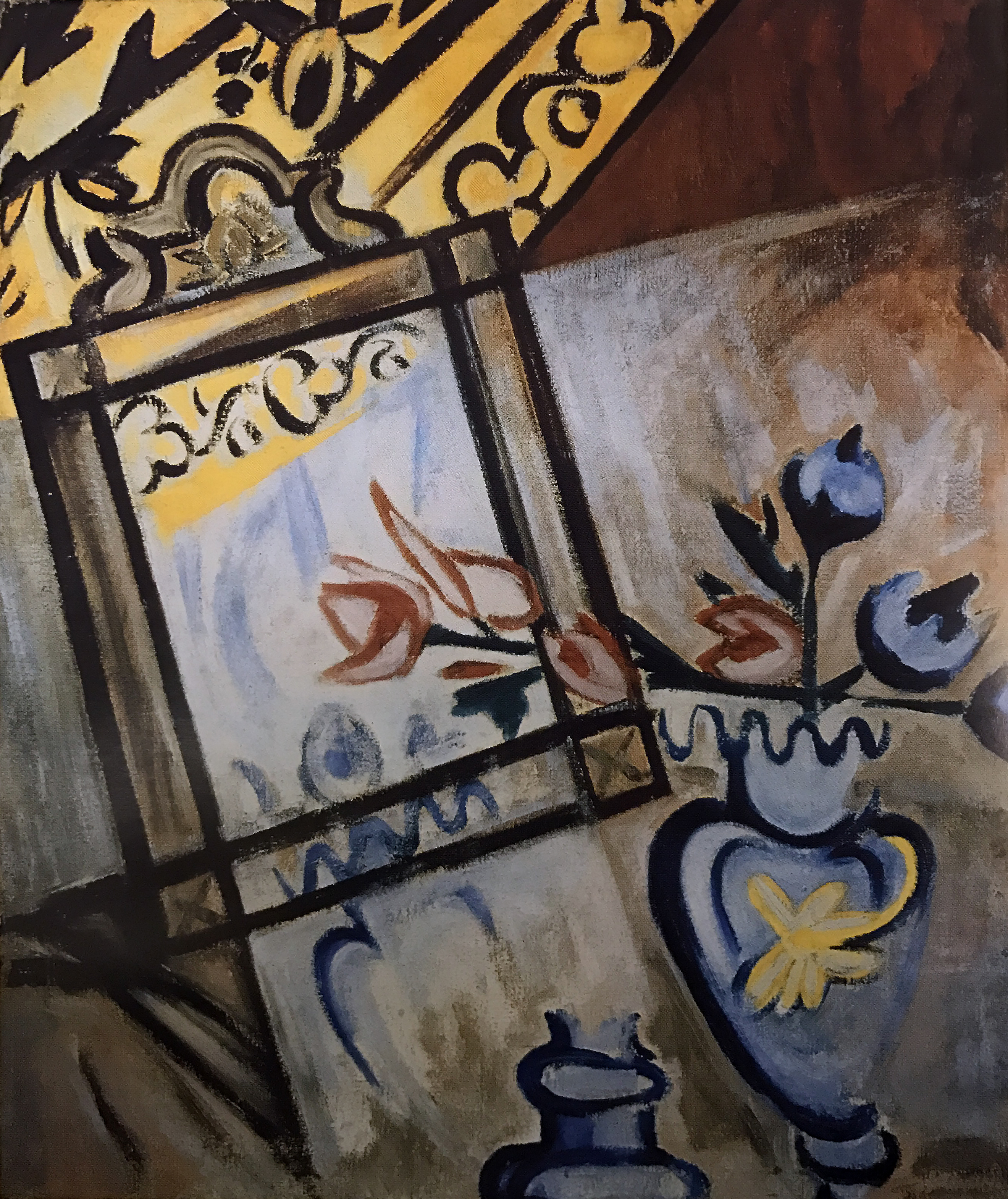
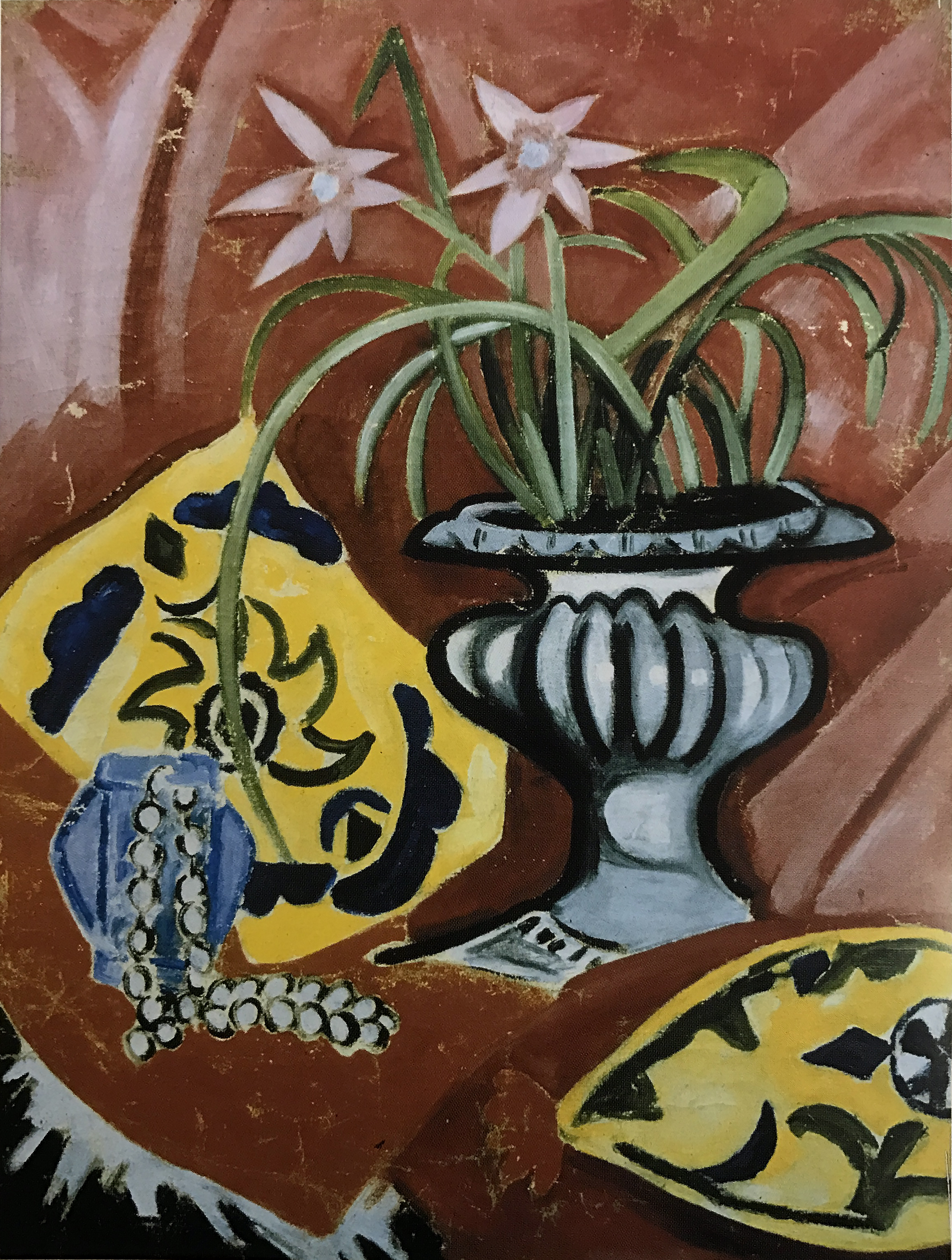
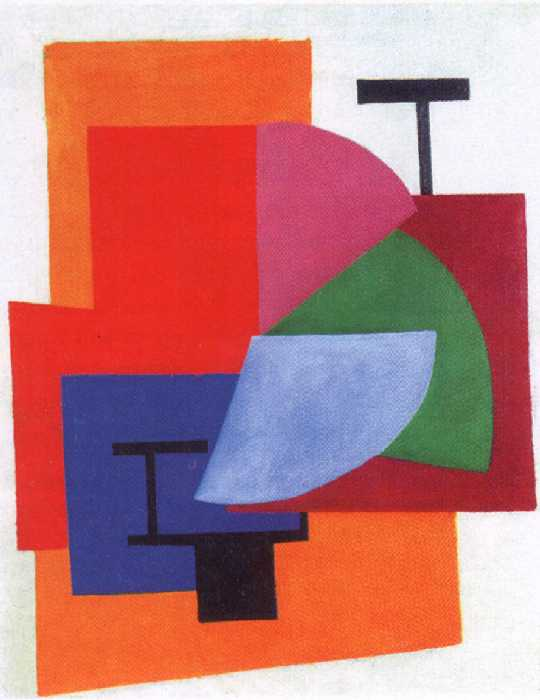
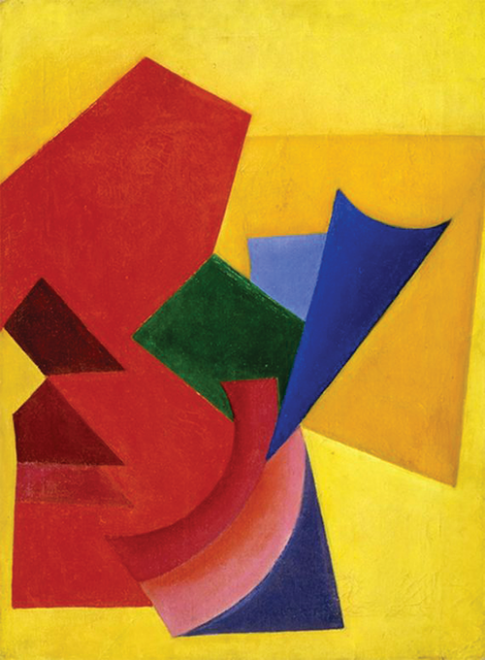
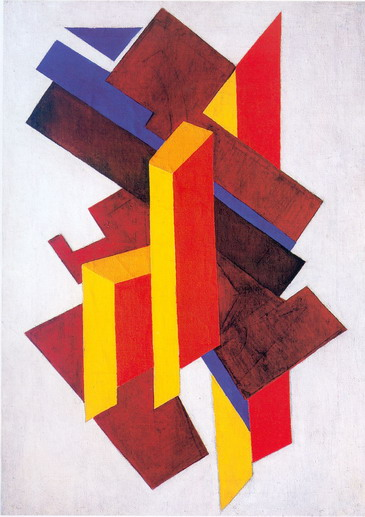
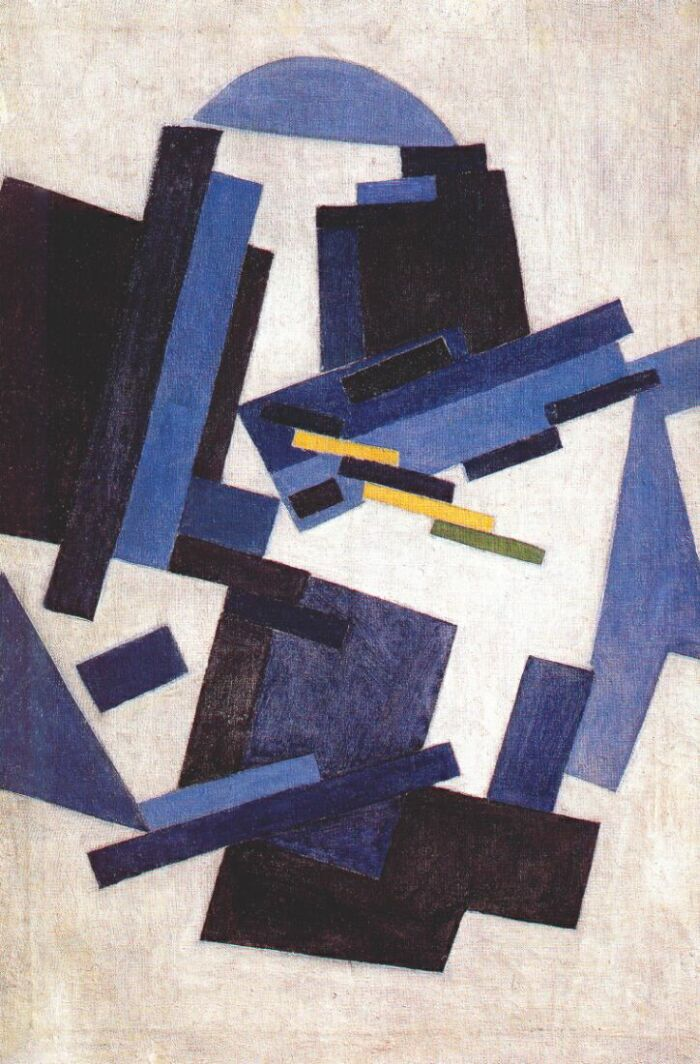
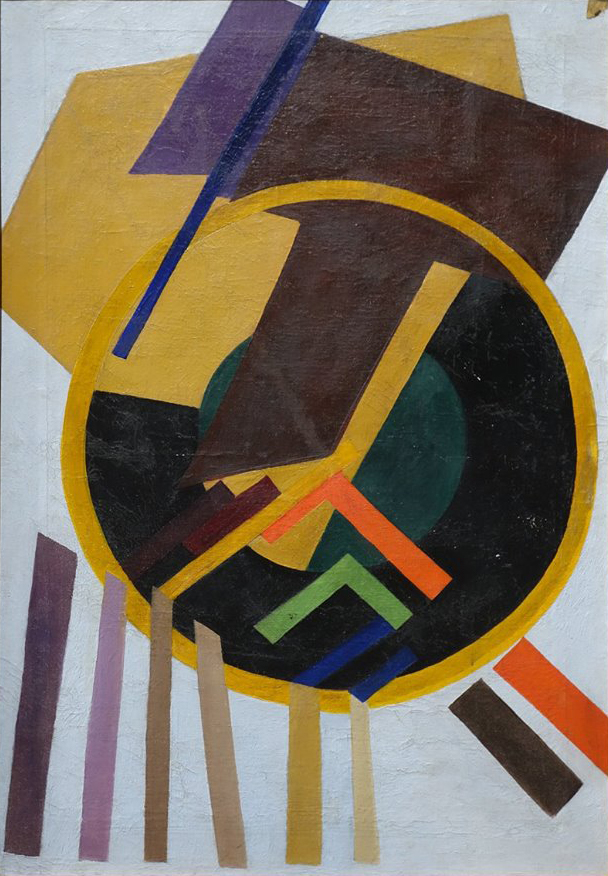
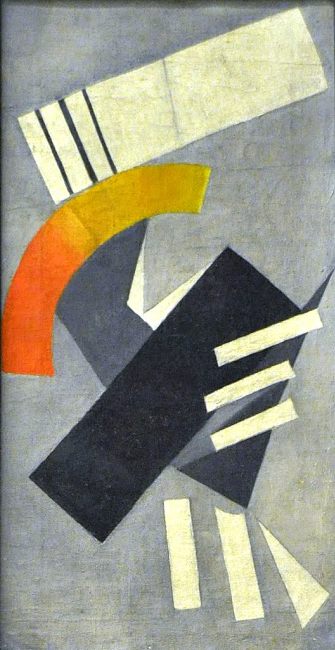
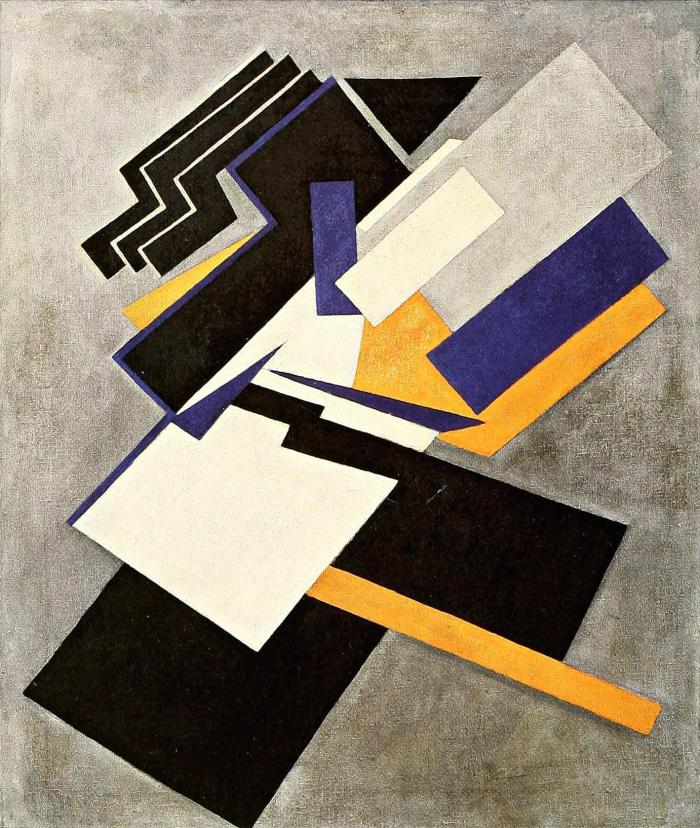
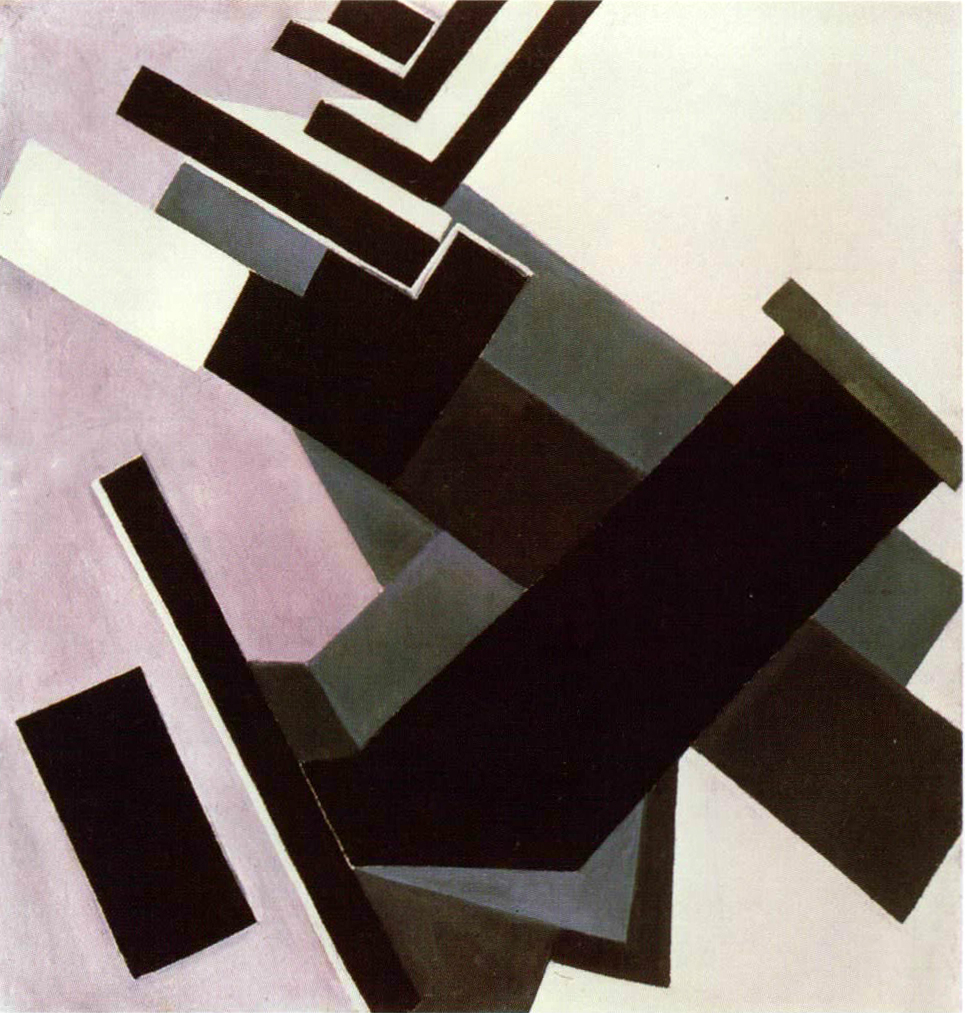
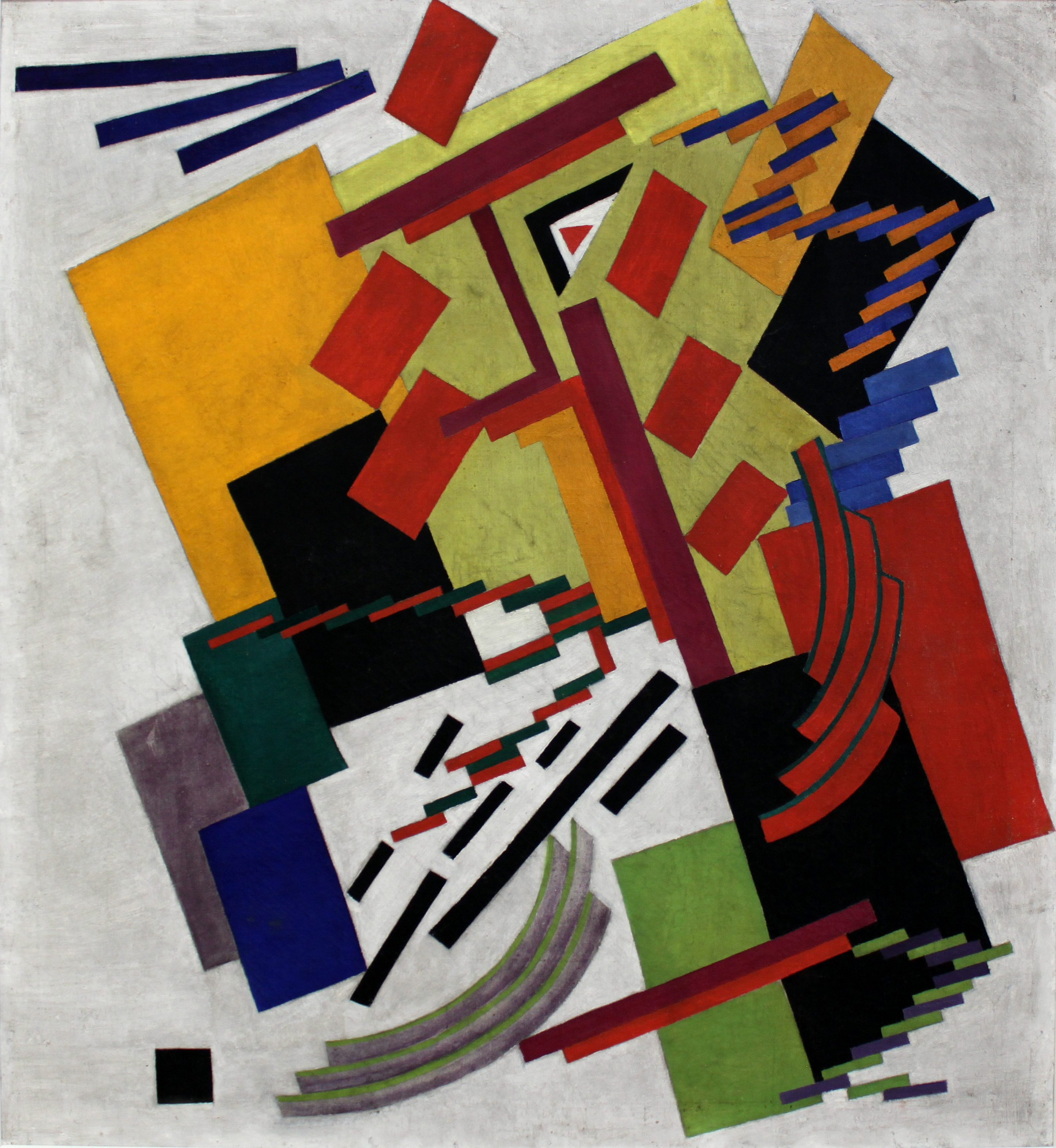
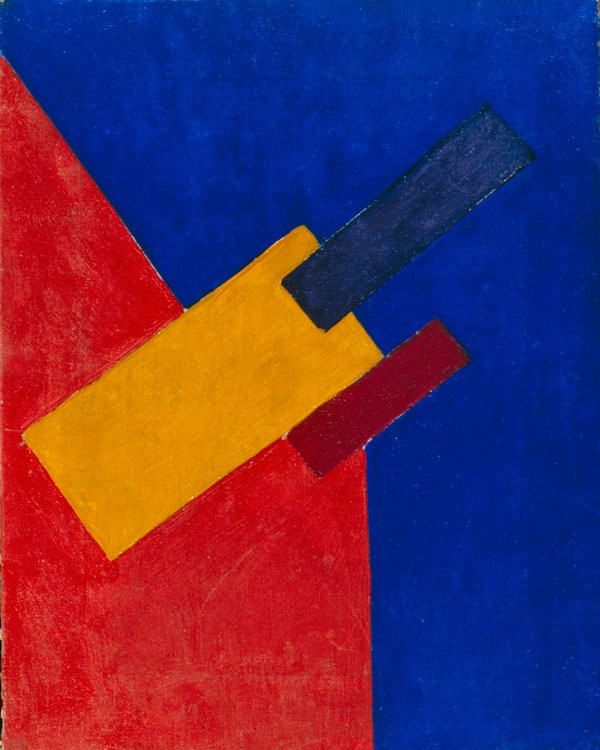
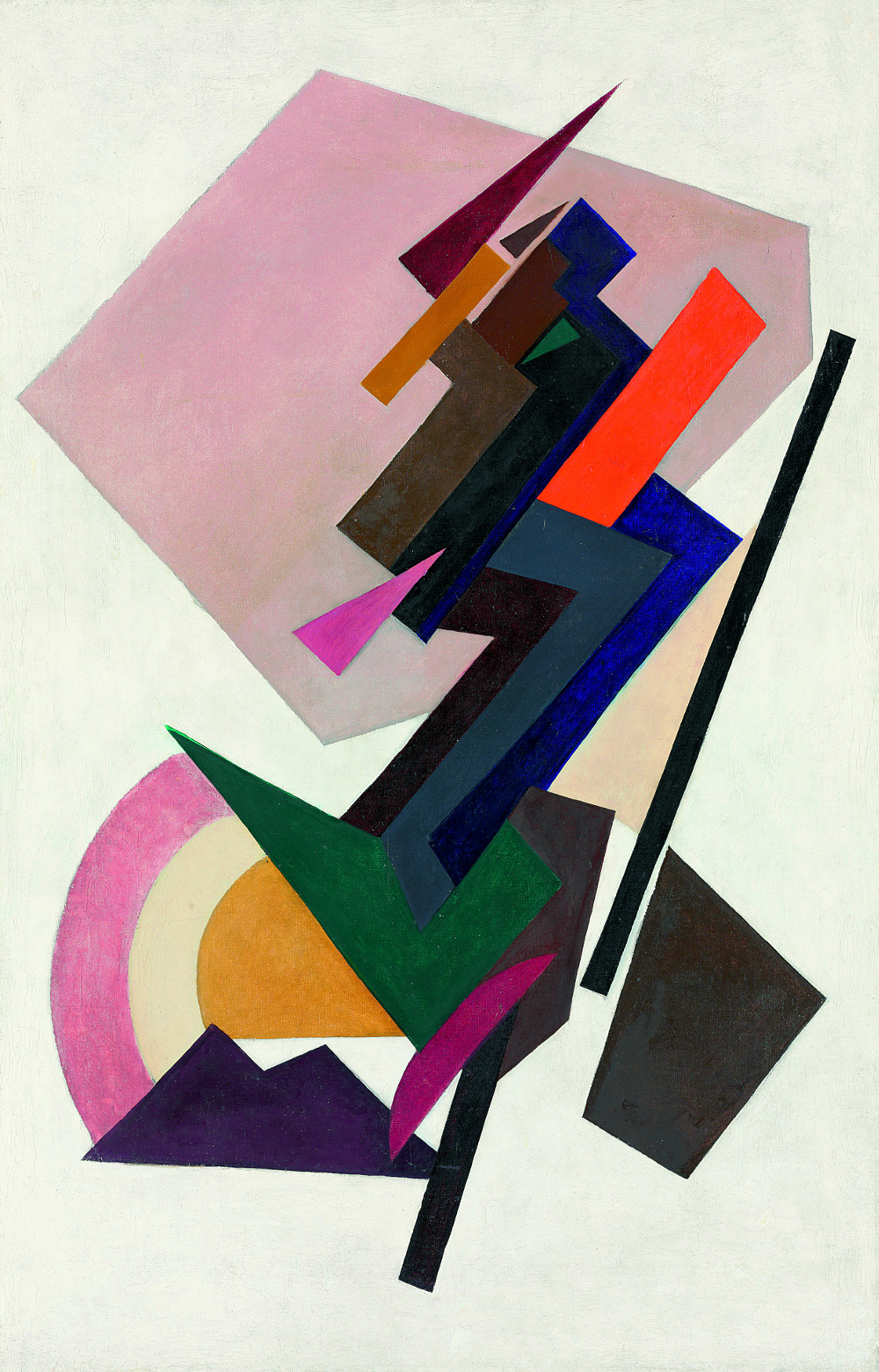
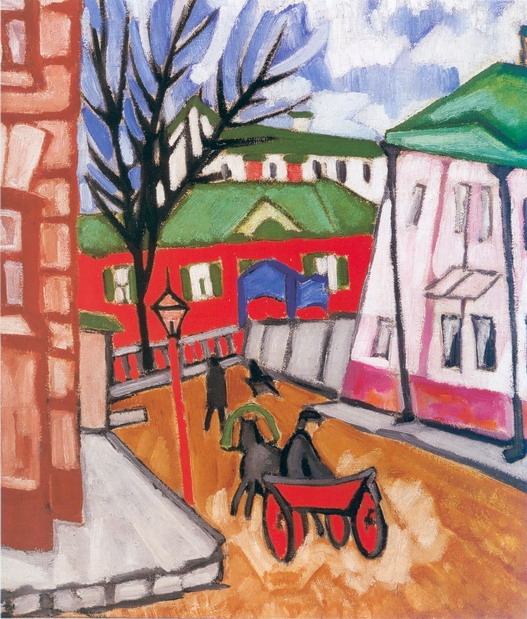
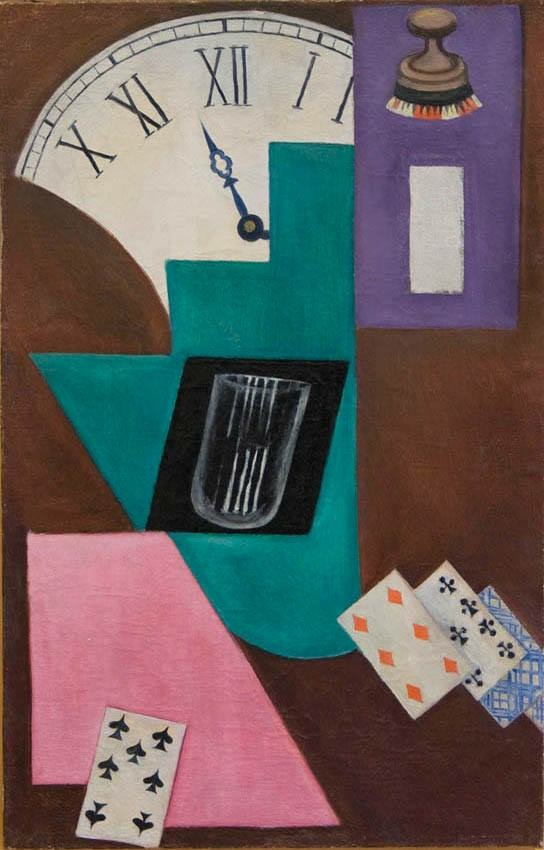
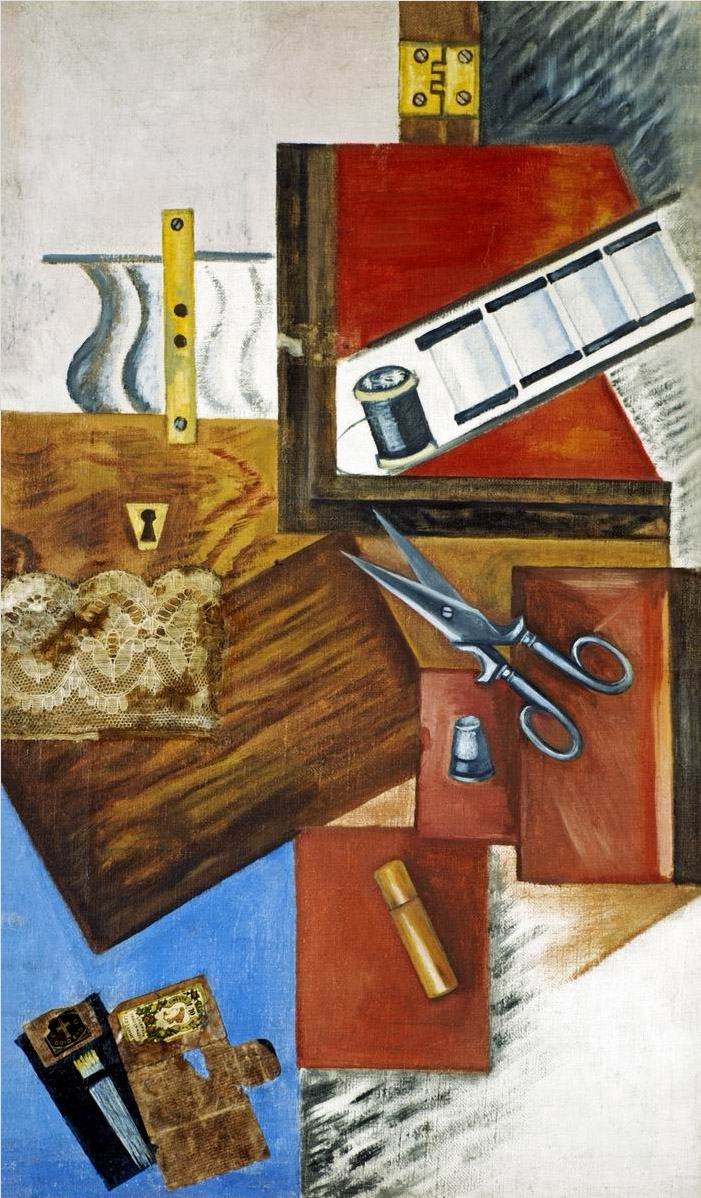
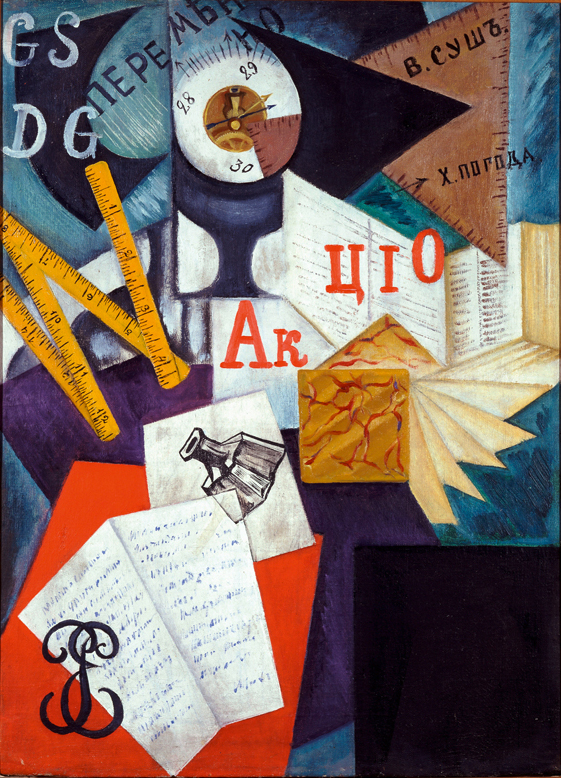